# Liste von Zwischenfällen mit der Curtiss C-46
Die Liste von Zwischenfällen mit der Curtiss C-46 zeigt eine Übersicht über Zwischenfälle mit Todesfolge oder Totalschaden von Flugzeugen des Typs Curtiss C-46 Commando.
Vom Erstflug 1940 bis Dezember 2024 kam es mit Curtiss C-46 zu 1105 Totalschäden. Das entspricht rund einem Drittel (34,74 Prozent) aller 3181 produzierten Flugzeuge dieses Typs. Bei 411 Zwischenfällen kamen insgesamt 2711 Menschen ums Leben. Der weit überwiegende Teil der Verluste ereignete sich im militärischen Einsatz (73 %) sowie bei Frachtflügen (17 %); lediglich 7 % entfielen auf zivile Passagierflüge. Auszüge:

## 1940er-Jahre

### 1943
- Am 24. Februar 1943 wurde mit einer Curtiss C-46 Commando der United States Army Air Forces (USAAF) (Luftfahrzeugkennzeichen 41-5176) auf dem Flugplatz Buffalo (Staat New York, USA) eine Notlandung durchgeführt. Dabei ging die Maschine in Flammen auf. Die beiden Piloten, die einzigen Insassen auf dem Flug, überlebten. Es war der erste Totalschaden einer C-46.[2]

- Am 24. März 1943 kam es an einer Curtiss C-46R-5-C1 der United States Navy (US Navy) (Bu 39492) im Landeanflug auf die Bolling Air Force Base (Washington, D.C., USA) zu einem Strömungsabriss und darauffolgendem Absturz, nach dem die Maschine ausbrannte. Alle 4 Besatzungsmitglieder, die einzigen Insassen, kamen ums Leben. Es war der erste Unfall einer C-46 mit Todesopfern.[3]

- Am 28. Mai 1943 wurde eine Curtiss C-46A-10-CU der United States Army Air Forces (USAAF) (41-12355) südwestlich von Denver (Colorado, USA) in 2590 Meter Höhe in den Black Mountain geflogen. Beide Piloten schliefen, nachdem sie den Autopiloten eingeschaltet hatten. Durch diesen CFIT (Controlled flight into terrain) wurden beide Piloten getötet.[4]

- Am 23. Juni 1943 stürzte eine Curtiss C-46A-5-CU der United States Army Air Forces (USAAF) (41-12329) kurz nach dem Start vom Flugplatz Yunnanyi (Präfektur Dali, China) ab. Von den zwei Besatzungsmitgliedern wurde eines oder beide getötet.[5]

- Am 1. Juli 1943 verschwand eine Curtiss C-46A-5-CU der United States Army Air Forces (USAAF) (41-12298) auf einem Formationsflug zwischen Tezpur (Indien) und Kunming (China). Da an einer anderen C-46A (41-12295) nach der Landung in Kunming verschiedene Beschädigungen und Farbreste vorgefunden wurden, konnte nicht ausgeschlossen werden, dass die erstgenannte Maschine aufgrund einer Kollision in Wolken abgestürzt war. Alle 5 Besatzungsmitglieder blieben vermisst.[6]

- Am 3. Juli 1943 ging eine Curtiss C-46A-5-CU der United States Army Air Forces (USAAF) (41-12310) auf einem Flug vom Flugplatz Yunnanyi (China) zum Flugplatz Tezpur (Indien) über Indien verloren. Von den 4 Besatzungsmitglieder kam eines ums Leben.[7]

- Am 2. August 1943 konnte mit einer Curtiss C-46A-15-CU der United States Army Air Forces (USAAF) (41-12420) aufgrund von Triebwerksproblemen die Höhe nicht mehr gehalten werden. Deshalb mussten alle 24 Insassen abspringen, was einer allerdings nicht überlebte. Die führerlose Maschine stürzte in der Nähe des Lahe Nanyon (Burma) ab. Das Flugzeug befand sich auf einem Flug von der Chabua Air Force Station (Assam, Indien) zum Flugplatz Kunming Wujiaba (China).[8]

- Am 7. August 1943 verunglückte eine Curtiss C-46A-1-CU der United States Army Air Forces (USAAF) (41-5204) im Chirdwin-Tal (Indien) auf dem Weg vom Flugplatz Dibrugarh-Mohanbari (Indien) zum Flugplatz Yankai (China), etwa 53 Kilometer nordöstlich von Kunming. Nähere Einzelheiten sind derzeit nicht verfügbar. Alle 6 Insassen kamen ums Leben. Das Flugzeug wurde zerstört.[9]

- Am 8. August 1943 brach an einer Curtiss C-46A-10-CU der United States Army Air Forces (USAAF) (41-12343) auf einem Testflug nach der Wartung wenige Minuten nach dem Start vom Homestead AAF (Florida, USA) ein Brand aus. Einer der beiden Passagiere sprang erfolgreich mit dem Fallschirm ab. Dann explodierte das Flugzeug, nachdem sich aus einem Leck einer Benzinleitung explosive Gase im linken Fahrwerkschacht und der linken Tragfläche ausgebreitet hatten. Alle anderen 4 Insassen wurden getötet, drei Besatzungsmitglieder und ein Passagier.[10]

- Am 14. August 1943 verschwand eine Curtiss C-46A-15-CU der United States Army Air Forces (USAAF) (41-12403), die auf der Chabua Air Force Station (Assam, Indien) gestartet war. Sie war auf dem Weg über Burma nach China. Alle 4 Besatzungsmitglieder blieben vermisst.[11]

- Am 18. August 1943 wurde eine Curtiss C-46A-15-CU der United States Army Air Forces (USAAF) (41-12428) in Mowting (?) (Indien) durch eine Explosion zerstört. Dabei wurden 4 Personen getötet.[12]

- Am 19. August 1943 sprangen alle Insassen einer Curtiss C-46A-15-CU der United States Army Air Forces (USAAF) (41-12430) nach einem Triebwerksausfall mit dem Fallschirm ab. Der genaue Ort ist unbekannt, lediglich der Länderbereich China / Burma / Indien. Das führerlose Flugzeug stürzte ab. Über Personenschäden ist nichts bekannt.[13]

- Am 8. September 1943 verunglückte eine Curtiss C-46A-1-CU der United States Army Air Forces (USAAF) (41-5184). zwischen Kunming (China) und der Sookerating Air Force Station (Indien). Der genaue Unfallort ist unbekannt, lediglich der Länderbereich China / Burma / Indien. Alle 4 Besatzungsmitglieder kamen ums Leben.[14]

- Am 10. September 1943 wurde eine Curtiss C-46 der United States Army Air Forces (USAAF) (41-5177) auf dem Flugplatz Vail (Kalifornien, USA) irreparabel beschädigt. Über Personenschäden liegen keine Informationen vor.[15]

- Am 16. September 1943 verunglückte eine Curtiss C-46A-15-CU der United States Army Air Forces (USAAF) (41-12418) aus unbekannten Gründen im Anflug auf den Flugplatz Kunming Wujiaba (China). Die Maschine kam vom Flugplatz Dibrugarh-Mohanbari (Indien). Alle 3 Besatzungsmitglieder kamen ums Leben.[16]

- Am 23. September 1943 fiel an einer Curtiss C-46A-10-CU der US-amerikanischen Northwest Orient Airlines, betrieben für die United States Army Air Forces (USAAF) (41-12356) im Steigflug nach dem Start von der McClellan Air Force Base (Kalifornien, USA) das Triebwerk Nr. 2 (rechts) aus. Bald danach fiel auch das Triebwerk Nr. 1 aus. Ein Besatzungsmitglied konnte noch mit dem Fallschirm abspringen, bevor die Maschine bei McCloud (Kalifornien) abstürzte. Von den 6 Insassen kamen 5 Besatzungsmitglieder ums Leben.[17]

- Am 28. September 1943 fiel an einer in Salt Lake City gestarteten Curtiss C-46 der United States Army Air Forces (USAAF) (41-5170) in 14.000 Fuß (4.270 Metern) Flughöhe das rechte Triebwerk aus. Der Propeller konnte nicht in die Segelstellung gebracht werden. Weil deshalb die Höhe nicht mehr gehalten werden konnte, wurden die Passagiere angewiesen, abzuspringen. Danach überhitzte der linke Motor. Der Kommandant konnte die Höhe über dem bergigen Gelände nicht mehr halten. Die C-46 flog knapp unter 8000 Fuß in einem Gebiet, in dem die Berge bis auf 9000 Fuß anstiegen. Die übrigen Besatzungsmitglieder sprangen ebenfalls ab, doch einer von ihnen kam bei dem Versuch ums Leben, als sich sein Fallschirm nicht öffnete. Das Flugzeug setzte seinen Flug mit Hilfe des Autopiloten fort und machte bei Lovelock (Nevada) (Nevada, USA) eine erfolgreiche Bauchlandung auf einem Feld in einem Tal, 138 Kilometer nordöstlich des Zielflugplatzes Reno Stead Air Force Base (Nevada, USA).[18]

- Am 3. Oktober 1943 explodierte eine Curtiss C-46A-15-CU der United States Army Air Forces (USAAF) (41-12422) kurz nach ihrem Start vom Flugplatz Kunming Wujiaba (China) noch im Anfangssteigflug. Die Maschine stürzte auf ein Feld 6,5 km nordöstlich des Flughafens. Alle 6 Besatzungsmitglieder kamen ums Leben.[19]

- Am 23. Oktober 1943 wurde eine Curtiss C-46A-5-CU der United States Army Air Forces (USAAF) (41-12325) im Bereich des Hertz Valley, 100 Kilometer nördlich von Myitkyina, abgeschossen. Die Maschine war auf dem Flug vom Flugplatz Kunming Wujiaba (China) zur Chabua Air Force Station (Assam, Indien). Alle 3 Besatzungsmitglieder wurden getötet.[20]

- Am 23. Oktober 1943 verschwand eine Curtiss C-46A-20-CU der United States Army Air Forces (USAAF) (41-24648) auf dem Flug vom Flugplatz Dibrugarh-Mohanbari (Indien) zum Flugplatz Yunnanyi (China). Der genaue Ort ist unbekannt, lediglich der Länderbereich China / Burma / Indien. Alle 4 Besatzungsmitglieder kamen ums Leben.[21]

- Am 29. Oktober 1943 verschwand eine Curtiss C-46 der United States Army Air Forces (USAAF) (41-5172) auf dem Flug vom Flugplatz Dinjan (Indien) zum Flugplatz Kunming Wujiaba (China). Von den vier Besatzungsmitglieder kam eines ums Leben, die anderen drei tauchten in China wieder auf.[22]

- Im November 1943 (genaues Datum unbekannt) wurde eine Curtiss C-46 der US-amerikanischen Northwest Airlines, betrieben für die United States Army Air Forces (USAAF) (41-5183), an einem unbekannten Ort irreparabel beschädigt. Über Personenschäden liegen keine Informationen vor.[23]

- Am 1. November 1943 verschwand eine Curtiss C-46A-15-CU der United States Army Air Forces (USAAF) (41-12409) auf dem Flug vom Flugplatz Dibrugarh-Mohanbari (Indien) zum Flugplatz Yunnanyi (China). Alle 4 Besatzungsmitglieder blieben vermisst.[24]

- Am 2. November 1943 verunglückte eine Curtiss C-46A-20-CU der United States Army Air Forces (USAAF) (41-24666) zwischen der Chabua Air Force Station (Assam, Indien) und dem Flughafen Kunming Wujiaba (China). Das Flugzeug wurde irreparabel beschädigt. Alle vier Besatzungsmitglieder überlebten den Unfall.[25]

- Am 5. November 1943 verunglückte eine Curtiss C-46A-5-CU der United States Army Air Forces (USAAF) (41-12322) zwischen dem Flugplatz Dibrugarh-Mohanbari (Indien) und dem Yangkai Airfield (China). Alle vier Besatzungsmitglieder überlebten den Unfall.[26]

- Am 7. November 1943 verunglückte eine Curtiss C-46A der United States Army Air Forces (USAAF) (41-5171) nahe dem Flugplatz Myitkyina (Burma). Das Flugzeug wurde irreparabel beschädigt. Alle fünf Besatzungsmitglieder überlebten den Unfall und wurden gefangen genommen.[27]

- Am 16. November 1943 ging in einer Curtiss C-46A-5-CU der United States Army Air Forces (USAAF) (41-12327) der Treibstoff aus. Die von der Chabua Air Force Station (Assam, Indien) gestartete Maschine stürzte 208 Kilometer östlich vom Flughafen Kunming Wujiaba (China) ab, nachdem alle vier Besatzungsmitglieder mit dem Fallschirm abgesprungen waren und den Unfall überlebten.[28]

- Am 18. November 1943 stürzte eine Curtiss C-46A-15-CU der United States Army Air Forces (USAAF) (41-12417) östlich vom Flugplatz Kunming Wujiaba (China) ab, nachdem die 3 Mann Besatzung abgesprungen waren. Aber auch diese überlebten den Unfall nicht.[29]

- Am 18. November 1943 verunglückte eine Curtiss C-46A-20-CU der United States Army Air Forces (USAAF) (41-24663) unter unbekannten Umständen kurz nach dem Start vom Flugplatz Kunming Wujiaba (China). Beide Besatzungsmitglieder kamen ums Leben.[30]

- Am 24. November 1943 wurde eine Curtiss C-46A-5-CU der United States Army Air Forces (USAAF) (41-12287) auf dem Flug von der Sookerating Air Force Station (Indien) zum Flugplatz Kunming Wujiaba (China) von einer japanischen Mitsubishi A6M Zero abgeschossen. Der Funker wurde beim Absprung durch Tragflächentrümmer getötet, die anderen 3 Besatzungsmitglieder überlebten.[31]

- Am 10. Dezember 1943 verunglückte eine Curtiss C-46A-15-CU der United States Army Air Forces (USAAF) (41-12419) zwischen dem Flugplatz Yunnanyi (China) und der Sookerating Air Force Station (Indien) und wurde irreparabel beschädigt. Alle vier Besatzungsmitglieder überlebten den Unfall.[32]

### 1944
- Am 17. Januar 1944 stürzte eine Curtiss C-46A-15-CU der United States Army Air Forces (USAAF) (41-12424) zwischen der Chabua Air Force Station (Assam, Indien) und dem Flugplatz Kunming Wujiaba (China) ab, nachdem beide Triebwerke Leistung verloren hatten. Außer dem Kommandanten sprangen alle anderen 14 Besatzungsmitglieder und Passagiere mit dem Fallschirm ab, die auch alle bis auf einen Passagier überlebten. Dieser und der Kommandant wurden getötet.[33]

- Am 18. Januar 1944 verschwand eine Curtiss C-46A-20-CU der United States Army Air Forces (USAAF) (41-24660) auf dem Weg von der Sookerating Air Force Station (Indien) und dem Flugplatz Yunnanyi (China). Alle 4 Besatzungsmitglieder blieben vermisst.[34]

- Am 29. Januar 1944 verunglückte eine Curtiss C-46A-25-CU der United States Army Air Forces (USAAF) (41-24739) auf einem Flug vom Flugplatz Chanyi (China) zur Misamari Air Base (Indien). Die Maschine wurde später bei Rilu (Indien) im Dschungel auf einem 1120 Meter hohen Hügel gefunden. Alle 4 Besatzungsmitglieder kamen ums Leben.[35]

- Am 30. Januar 1944 verunglückte eine Curtiss C-46A-15-CU der United States Army Air Forces (USAAF) (41-12413) zwischen der Chabua Air Force Station (Assam, Indien) und dem Flughafen Kunming Wujiaba (China). Alle vier Besatzungsmitglieder überlebten den Unfall. Das Flugzeug wurde irreparabel beschädigt.[36]

- Am 31. Januar 1944 verschwand eine Curtiss C-46A-25-CU der United States Army Air Forces (USAAF) (41-24708) auf einem Routine-Frachtflug vom Flugplatz Dibrugarh-Mohanbari (Indien) zum Flughafen Kunming Wujiaba (China). Die Maschine wurde später nordöstlich von Goliang, Arunachal Pradesh (Indien) im Gebirge in einer Höhe von 3660 Metern gefunden. Alle 4 Besatzungsmitglieder wurden getötet.[37]

- Am 2. Februar 1944 verunglückte eine Curtiss C-46A-30-CU der United States Army Air Forces (USAAF) (41-24773) bei Bhagalpur (Bihar) (Indien). Dabei kamen mindestens 2 Besatzungsmitglieder ums Leben.[38]

- Am 2. Februar 1944 verschwand eine Curtiss C-46A-15-CU der United States Army Air Forces (USAAF) (41-12425) auf einem Flug über China. Mindestens ein Besatzungsmitglied kam dabei ums Leben. Nähere Einzelheiten sind derzeit nicht verfügbar. *Das Datum wurde auch als 31. Januar 1944 berichtet.[39]

- Am 5. Februar 1944 wurde eine Curtiss C-46/R5C-1 der United States Navy (US Navy) (Bu 39497) an einem unbekannten Ort im pazifischen Kampfgebiet zum Totalschaden. Nähere Einzelheiten sind derzeit nicht verfügbar. Über Personenschäden liegen keine Informationen vor.[40]

- Am 8. Februar 1944 verschwand eine Curtiss C-46A-30-CU der United States Army Air Forces (USAAF) (41-24745) auf einem Flug über China. Mindestens der Kommandant kam dabei ums Leben. Nähere Einzelheiten sind derzeit nicht verfügbar.[41]

- Am 18. Februar 1944 entstand in einer Curtiss C-46A-10-CU der United States Army Air Forces (USAAF) (41-12339) auf dem Flug von Sacramento nach Reno (Nevada, USA) ein Feuer. Lichtbögen in der Verkabelung entzündeten die Hydraulikflüssigkeit. Das Feuer brannte sich durch Sauerstoffleitungen und Enteisungsleitungen. Alle 5 Besatzungsmitglieder sprangen ab, aber 2 starben beim Verlassen des Flugzeugs. Das führerlose Flugzeug stürzte beim American River Canyon (Kalifornien) ab.[42]

- Am 20. Februar 1944 wurde eine Curtiss C-46A-10-CU US-amerikanischen Western Airlines, betrieben für die United States Army Air Forces (USAAF) (41-12363) bei einem Übungsanflug auf den Flughafen Long Beach (Kalifornien, USA) 32 Kilometer südöstlich von Palmdale in einer Höhe von 7300 Fuß (2225 Metern) in die Flanke des Pallet Mountain geflogen. Bei diesem CFIT (Controlled flight into terrain) wurden alle 4 Besatzungsmitglieder getötet, die einzigen Insassen.[43]

- Am 20. Februar 1944 wurde eine Curtiss C-46A-25-CU der United States Army Air Forces (USAAF) (41-24724) 16 Kilometer nordnordöstlich von Mangnung (Indien) bei Regen gegen einen Berg geflogen. Bei diesem CFIT (Controlled flight into terrain) wurden alle 4 Besatzungsmitglieder getötet.[44]

- Am 28. Februar 1944 verschwand eine Curtiss C-46A-30-CU der United States Army Air Forces (USAAF) (41-24775), die auf der Chabua Air Force Station (Assam, Indien) gestartet war, auf dem Flug über Burma nach China. Alle 3 Besatzungsmitglieder blieben vermisst.[45]

- Am 6. März 1944 kam es mit einer Curtiss C-46A-35-CU der United States Army Air Forces (USAAF) (42-3627) auf der Sookerating Air Force Station (Indien) zu einem Startunfall. Das Flugzeug wurde irreparabel beschädigt. Über Personenschäden ist nichts bekannt.[46]

- Am 24. März 1944 verunglückte eine Curtiss C-46A-25-CU der United States Army Air Forces (USAAF) (41-24717) auf einem Nachtflug von der Chabua Air Force Station (Assam, Indien) zum Flugplatz Tezpur. Im Bereich Tezpur war starke Gewittertätigkeit zu verzeichnen. Die Maschine stürzte 11 Kilometer nördlich von Itanagar ab, 98 Kilometer nordöstlich vom Flugplatz Tezpur. Alle 4 Besatzungsmitglieder kamen ums Leben.[47]

- Am 27. März 1944 verschwand eine Curtiss C-46A-20-CU der United States Army Air Forces (USAAF) (41-24688) auf dem Flug vom Flugplatz Kunming Wujiaba (China) zur Sookerating Air Force Station (Indien), nachdem sich die Besatzung laut ihren Funksprüchen verflogen hatte. Im Jahr 2000 wurde das Wrack bei Langko (China) gefunden. Alle 4 Besatzungsmitglieder kamen ums Leben.[48]

- Am 3. April 1944 wurde eine Curtiss C-46/R5C-1 der United States Navy (US Navy) (Bu 39501) an einem unbekannten Ort im pazifischen Kampfgebiet zum Totalschaden. Nähere Einzelheiten sind derzeit nicht verfügbar. Über Personenschäden liegen keine Informationen vor.[49]

- Am 24. April 1944 wurde eine Curtiss C-46A-35-CU der United States Army Air Forces (USAAF) (42-3630) in der Nähe seines Ziels, des Militärflugplatzes Imphal--Koirengei (Indien), von einer japanischen Mitsubishi A6M Zero abgeschossen. Das Transportflugzeug beförderte Nachschubmaterial von Chittagong aus. Alle 4 Besatzungsmitglieder, die einzigen Insassen, wurden getötet.[50]

- Am 25. April 1944 wurde eine Curtiss C-46A-35-CU der United States Army Air Forces (USAAF) (42-3597) auf einem Inlandsflug von Chittagong (Indien) nach Supam von gegnerischen Flugzeugen attackiert und bei Imphal abgeschossen. Der Kommandant sprang ab und erlitt ein gebrochenes Bein und leichte Verletzungen. Die anderen Besatzungsmitglieder starben bei dem Absturz.[51]

- Am 23. Mai 1944 verschwand eine Curtiss C-46A-40-CU der United States Army Air Forces (USAAF) (42-107282) zwischen der Chabua Air Force Station (Assam, Indien) und der Misamari Air Base (Indien). Alle 4 Insassen, drei Besatzungsmitglieder und ein Passagier, blieben vermisst.[52]

- Am 25. Mai 1944 verschwand eine Curtiss C-46A-35-CU der United States Army Air Forces (USAAF) (42-23600) auf dem Flug von der Misamari Air Base (Indien) zum Flughafen Kunming Wujiaba (China). Alle 4 Besatzungsmitglieder blieben vermisst.[53]

- Am 26. Mai 1944 kam es mit einer Curtiss C-46A-40-CU der United States Army Air Forces (USAAF) (42-61058) nach dem Start vom Flugplatz Natal-Parnamirim (Brasilien) zu einem Strömungsabriss. Die Maschine stürzte 1,2 Kilometer vom Flugplatz entfernt in ein Feld. Beide Piloten kamen ums Leben, die drei Passagiere überlebten.[54]

- Am 27. Mai 1944 verunglückte eine Curtiss C-46A-25-CU der United States Army Air Forces (USAAF) (41-24694) auf der Strecke zwischen Chittagong (Indien) und Imphal (ebenfalls in Indien). Dabei kamen 3 der 4 Besatzungsmitglieder ums Leben. Das Flugzeug wurde zerstört.[55]

- Am 16. Juni 1944 wich eine Curtiss C-46A-40-CU der United States Army Air Forces (USAAF) (42-60993) auf dem Flug zur Chabua Air Force Station (Assam, Indien) zum Flugplatz Dinjan (Indien) aus. Dort kam es zu einer Bruchlandung. Alle 4 Besatzungsmitglieder kamen ums Leben.[56]

- Am 16. Juni 1944 verunglückte eine Curtiss C-46 der United States Army Air Forces (USAAF) (Luftfahrzeugkennzeichen unbekannt) aufgrund technischer Probleme in einem Tal im Kreis Rongjiang (China). Einer der Insassen kam ums Leben, die beiden anderen überlebten den Unfall. Das Flugzeug wurde irreparabel beschädigt.[57]

- Am 20. Juni 1944 kam es an einer Curtiss C-46A-25-CU der United States Army Air Forces (USAAF) (41-24699) aufgrund von Vergaservereisung zu Leistungsverlust der Triebwerke. Drei der vier Besatzungsmitglieder sprangen bei Ninchangwang (Birma) ab, das vierte kam ums Leben. Das Flugzeug, das sich auf dem Weg von der Chabua Air Force Station (Assam, Indien) zum Flugplatz Kunming Wujiaba (China) befand, wurde zerstört.[58]

- Am 21. Juni 1944 verschwand eine Curtiss C-46A-25-CU der United States Army Air Forces (USAAF) (41-24716) auf einem Flug vom Flugplatz Xinjin (China) zum Flugplatz Chengkung (China). Alle 4 Besatzungsmitglieder blieben vermisst.[59]

- Am 26. Juni 1944 stürzte eine Curtiss C-46A-35-CU der United States Army Air Forces (USAAF) (42-3682) auf dem Weg zum Flugplatz Yunnanyi (China) 34 Kilometer nordwestlich des Startflugplatzes Sookerating Air Force Station (Indien) ab. Alle 4 Besatzungsmitglieder wurden getötet.[60]

- Am 29. Juni 1944 stürzte eine Curtiss C-46A-40-CU der United States Army Air Forces (USAAF) (42-61039) auf einem Frachtflug 24 Kilometer vom Flugplatz Chanyi (China) ab. Alle 4 Besatzungsmitglieder kamen ums Leben.[61]

- Am 29. Juni 1944 startete eine Curtiss C-46A-30-CU der United States Army Air Forces (USAAF) (42-3574) von der Misamari Air Base (Indien), um einen Frachttransportflug nach Myitkyina (Birma) und dann über den Himalaya zum Flugplatz Yankai (China) durchzuführen. Die Maschine wurde an einem unbekannten Ort von feindlichen Jägern angegriffen und in Brand gesetzt, so dass die Besatzung abspringen musste. Der Kommandant konnte nicht abspringen und starb beim Absturz.[62]

- Am 14. Juli 1944 kam es mit einer Curtiss C-46A-35-CU der United States Army Air Forces (USAAF) (42-3601) im Bereich des Flugplatzes Kunming Wujiaba (China) zu einem tödlichen Unfall. Alle 4 Besatzungsmitglieder kamen ums Leben. Das Flugzeug wurde zerstört. Nähere Einzelheiten sind derzeit nicht verfügbar.[63]

- Am 16. Juli 1944 verschwand eine Curtiss C-46A-25-CU der United States Army Air Forces (USAAF) (41-24693) auf dem Flug vom Flugplatz Kunming Wujiaba (China) zur Misamari Air Base (Indien). Alle 3 Besatzungsmitglieder blieben vermisst.[64]

- Am 19. August 1944 wurde eine Curtiss C-46A-35-CU der United States Army Air Forces (USAAF) (42-3616) auf dem Weg vom Flugplatz Chengkung (China) zur Misamari Air Base (Indien) südlich von Margherita (Assam, Indien) 200 Meter unter dem Kamm gegen einen Berg geflogen. Die Flughöhe betrug 1070 Meter. Durch diesen CFIT (Controlled flight into terrain) wurden alle 3 Besatzungsmitglieder getötet.[65]

- Am 25. August 1944 verunglückte eine Curtiss C-46A-30-CU der United States Army Air Forces (USAAF) (42-3575) auf dem Rückflug vom Flugplatz Kunming Wujiaba (China) zur Sookerating Air Force Station (Indien). Die abgestürzte Machine wurde 31 Kilometer nordöstlich von Shingowlyang (Burma) gefunden. Alle 3 Besatzungsmitglieder waren ums Leben gekommen.[66]

- Am 25. August 1944 kam es mit einer Curtiss C-46A-35-CU der United States Army Air Forces (USAAF) (42-3609) 7 Meilen (11 Kilometer) ostnordöstlich des Flugplatzes Kunming Wujiaba (China) zu einer Bruchlandung. Dabei wurde mindestens ein Besatzungsmitglieder getötet. Das Flugzeug wurde zerstört.[67]

- Am 11. September 1944 kam es bei einer Curtiss C-46A-35-CU der United States Army Air Forces (USAAF) (42-3661) kurz nach dem Start von der Chabua Air Force Station (Assam, Indien) aus unbekannten Gründen zu einem Strömungsabriss. Die Maschine stürzte 6,5 Kilometer östlich des Flugplatzes brennend ab. Dabei wurden alle 4 Besatzungsmitglieder getötet.[68]

- Am 19. September 1944 wurde eine Curtiss C-46A-45-CU der United States Army Air Forces (USAAF) (42-107397) 19 Kilometer nordnordwestlich von Speculator, New York in einer Höhe von 975 Metern in die Flanke des Blue Ridge Mountain geflogen. Das Wrack wurde erst im August 1945 gefunden. Start- und Zielort des Trainingsfluges war die Syracuse Army Air Base (New York, USA). Durch diesen CFIT (Controlled flight into terrain) wurden alle 3 Besatzungsmitglieder getötet.[69]

- Am 19. September 1944 verunglückte eine Curtiss C-46A-45-CU der United States Army Air Forces (USAAF) (42-96579) 8 Meilen (13 Kilometer) nordöstlich des Flugplatzes Kunming Wujiaba (China). Dabei kam mindestens ein Besatzungsmitglied ums Leben. Das Flugzeug wurde zerstört. Nähere Einzelheiten sind derzeit nicht verfügbar.[70]

- Am 22. September 1944 stieg eine Curtiss C-46A-40-CU der United States Army Air Forces (USAAF) (42-107360) nach dem Start vom Militärflugplatz RAF Bahrain-Muharraq (Bahrain) auf eine Höhe von 240 Metern, kippte dann nach links und stürzte in den Persischen Golf. Die Maschine kam aus Habbaniya und sollte nach dem Auftanken nach Karatschi weiterfliegen. Alle 34 Insassen, vier Besatzungsmitglieder und 30 Passagiere, kamen ums Leben.[71]

- Am 25. September 1944 verschwand eine Curtiss C-46A-45-CU der United States Army Air Forces (USAAF) (42-107383) während eines Frachtfluges vom Flugplatz Chengkung (China) zum Flugplatz Dibrugarh-Mohanbari (Indien). Alle 3 Besatzungsmitglieder blieben vermisst.[72]

- Am 1. Oktober 1944 verunglückte eine Curtiss C-46A-45-CU der United States Army Air Forces (USAAF) (42-96537) beim Start auf dem Luliang Airstrip (China). Durch einen Motorausfall während der Rotation kam es zum Kontrollverlust; die Maschine schlug auf dem Rand der Startbahn auf. Drei Besatzungsmitglieder kamen ums Leben, der vierte Insasse wurde schwer verletzt. Das Flugzeug wurde zerstört.[73]

- Am 15. Oktober 1944 stürzte eine führerlose Curtiss C-46A-41-CU der United States Army Air Forces (USAAF) (42-107314) nahe Shingbwiyang im Norden Burmas ab, nachdem die Besatzung aus unbekannten Gründen mit dem Fallschirm abgesprungen war. Alle Besatzungsmitglieder überlebten den Unfall.[74]

- Am 16. Oktober 1944 wurde eine Curtiss C-46A-35-CU der United States Army Air Forces (USAAF) (42-3635) bei einem Unfall im Bereich des Flughafens Chengdu (China) zerstört. Dabei wurden 3 der Insassen getötet.[75]

- Am 19. Oktober 1944 verschwand eine Curtiss C-46A-40-CU der United States Army Air Forces (USAAF) (42-107300) auf dem Weg vom Luliang Airstrip (China) zur Sookerating Air Force Station (Indien). Alle 4 Besatzungsmitglieder blieben vermisst.[76]

- Am 19. Oktober 1944 wurde eine Curtiss C-46A-40-CU der United States Army Air Forces (USAAF) (42-107299) bei einem Unfall im Bereich des Flughafens Chengdu (China) zerstört. Dabei kam mindestens der Kommandant ums Leben.[77]

- Am 26. Oktober 1944 kollidierte eine Curtiss C-46A-45-CU der United States Army Air Forces (USAAF) (42-96716) im Anflug auf die Reno Army Air Base (Nevada, USA) mit einer anderen C-46. Beide befanden sich auf Trainingsflügen. Die Besatzung dieser Maschine folgte dem vorgeschriebenen Instrumentenanflugverfahren, als sie von der anderen (41-12357) gerammt wurde. Alle 7 Besatzungsmitglieder, die einzigen Insassen, wurden getötet, außerdem alle 5 Insassen der anderen C-46.[78]

- Am 26. Oktober 1944 kollidierte eine Curtiss C-46A-10-CU der United States Army Air Forces (USAAF) (41-12357) im Anflug auf die Reno Army Air Base (Nevada, USA) mit einer anderen C-46. Beide befanden sich auf Trainingsflügen. Die Besatzung der anderen Maschine (42-96716) war dem vorgeschriebenen Instrumentenanflugverfahren gefolgt, als sie von dieser hier gerammt wurde. Alle 5 Besatzungsmitglieder, die einzigen Insassen, wurden getötet, außerdem alle 7 Insassen der anderen C-46.[79]

- Am 4. November 1944 stürzte eine Curtiss C-46A-5-CK der United States Army Air Forces (USAAF) (43-46996) im Kreis Mainling (Tibet) ab, in der Nähe der indisch-tibetischen Grenze. Im Jahr 2000 wurde das Wrack der C-46 auf einem Berg nahe der Grenze entdeckt. Bei einer Untersuchung vor Ort im Jahr 2004 wurden die Überreste der drei Besatzungsmitglieder nicht gefunden. Es wurde vermutet, dass sie vor dem Absturz mit dem Fallschirm abgesprungen waren, es aber nicht aus der unwirtlichen Wildnis des Himalaya geschafft hatten.[80]

- Am 20. November 1944 wurde eine Curtiss C-46A-50-CU Commando der United States Army Air Forces (USAAF) (42-101093) im Kreis Yanyuan (China) durch eigene Truppen abgeschossen, auf Englisch euphemistisch „friendly fire“ genannt. Dadurch wurden 2 der Insassen getötet.[81]

- Am 21. November 1944 stürzte eine Curtiss C-46A-10-CU der United States Army Air Forces (USAAF) (41-12373) in Kalifornien (USA) ab. Auf einem Trainingsflug war das Flugzeug ins Rückentrudeln geraten, das in einen Spiralsturz überging. Als die Piloten versuchten, die Kontrolle zurückzugewinnen, wurde die Flugzeugstruktur überlastet und die Maschine schlug auf dem Boden auf. Alle 8 Besatzungsmitglieder, die einzigen Insassen, kamen ums Leben.[82]

- Am 23. November 1944 gab es an einer Curtiss C-46D-5-CU der United States Army Air Forces (USAAF) (42-101184) im Anflug auf den Flughafen Kano (Nigeria) Probleme mit einem Triebwerk. Als der Kommandant auf dem verbliebenen Motor Vollgas gab, fiel auch dieser aus. Das Flugzeug stürzte auf die Landebahn, schleuderte darüber und drehte dann in die Vegetation neben der Landebahn ab. Das Flugzeug wurde irreparabel beschädigt. Alle 14 Insassen, vier Besatzungsmitglieder und 10 Passagiere, überlebten den Unfall.[83]

- Am 24. November 1944 verunglückte eine Curtiss C-46D-5-CU der United States Army Air Forces (USAAF) (42-101046) nach dem Start vom Flugplatz Biak-Mokmer (Niederländisch-Neuguinea) im Südwest-Pazifischen Ozean. Alle 6 Insassen, vier Besatzungsmitglieder und 2 Passagiere, kamen ums Leben.[84]

- Am 25. November 1944 wurde eine Curtiss C-46A-40-CU der United States Army Air Forces (USAAF) (42-107283) bei einem Unfall im Bezirk Zhanyi (China) zerstört. Alle 3 Besatzungsmitglieder kamen ums Leben.[85]

- Am 2. Dezember 1944 verschwand eine Curtiss C-46A-45-CU der United States Army Air Forces (USAAF) (42-107387) im Bereich des Flugplatzes Yunnanyi (Präfektur Dali, China). Alle 4 Besatzungsmitglieder bleiben vermisst.[86]

- Am 16. Dezember 1944 verschwand eine Curtiss C-46A-45-CU der United States Army Air Forces (USAAF) (42-96713) in der Provinz Sichuan (China). Sie befand sich auf einem Inlandsflug in China. Alle 4 Besatzungsmitglieder blieben vermisst. Bis zum Jahr 2024 gibt es keine Hinweise darauf, dass dieses Flugzeug und seine Besatzung gefunden worden sind.[87]

- Am 20. Dezember 1944 kollidierte eine Curtiss C-46A-15-CU der United States Army Air Forces (USAAF) (41-12397) beim Flugplatz Chengkung (China) im Flug mit einer Consolidated B-24D Liberator (42-40103). Beide Maschinen stürzten ab. Alle 4 Besatzungsmitglieder der C-46 sowie alle 5 Besatzungsmitglieder der B-24 wurden getötet.[88]

### 1945
- Am 6. Januar 1945 verschwand eine Curtiss C-46A-45-CU der United States Army Air Forces (USAAF) (42-96721) auf dem Flug von Kunming (China) zur Chabua Air Force Station (Assam, Indien). Das Streckenwetter war durch schwere Vereisungsbedingungen und Gewitter gekennzeichnet. Das Wrack wurde erst im Januar 2022 an einer schneebedeckten Bergflanke im Bundesstaat Arunachal Pradesh (Indien) gefunden, also nach 77 Jahren. Alle 13 Insassen, vier Besatzungsmitglieder und 9 Passagiere, kamen ums Leben.[89]

- Am 6. Januar 1945 entstand an einer Curtiss C-46A-45-CU der United States Army Air Forces (USAAF) (42-96690) ein Feuer im Triebwerk Nr. 1 (links). Der Brand breitete sich auf die linke Tragfläche aus, die dann außerhalb des Triebwerks abbrach. Das auf der Reno AAB (Nevada) gestartete Flugzeug brach auseinander und stürzte 50 Kilometer östlich von Carson City (Nevada, USA) ab. Alle 5 Insassen, vier Besatzungsmitglieder und ein Passagier, kamen ums Leben.[90]

- Am 26. Januar 1945 entstand während des Frachtfluges einer Curtiss C-46A-35-CU der United States Army Air Forces (USAAF) (42-3669) ein Feuer m Bereich des Kraftstoffüberströmventils, der APU und der Benzinheizung. Die Bodenstruktur wurde durch das intensive Feuer so geschwächt, dass sie zusammenbrach. Das brennende Flugzeug stürzte bei Belle Center (Ohio, USA) in Bäume, 79 Kilometer nordnordöstlich des Zielflugplatzes Wright-Patterson Air Force Base (Ohio, USA). Alle 3 Besatzungsmitglieder kamen ums Leben.[91]

- Am 2. Februar 1945 verschwand eine Curtiss C-46/R5C-1 des United States Marine Corps (USMC) (Bu 39504) südlich von Los Angeles (Kalifornien, USA). Sie wurde nicht mehr gefunden. Alle 7 Insassen kamen ums Leben.[92]

- Am 4. Februar 1945 entstanden an einer Curtiss C-46A-45-CU der United States Army Air Forces (USAAF) (42-107386) über einem abgelegenen Dschungelgebiet Indiens technische Probleme und schließlich ein Brand. Die Maschine stürzte westlich von Karoi, 88 Kilometer nordwestlich von Jorhat (Assam, Indien) in 2000 Meter Höhe auf den Gipfelkamm eines dschungelbewachsenen Hügels und brannte aus. Von den 35 Insassen kamen 34 ums Leben, beide Besatzungsmitglieder und 32 Passagiere.[93]

- Am 11. Februar 1945 kollidierte eine Curtiss C-46A-40-CU der United States Army Air Forces (USAAF) (42-107328) im Fluge über dem Flugplatz Kunming Wujiaba (China) mit einem Transporter des Typs Consolidated C-109 Liberator Express (44-49025), der eine Ladung Benzin transportierte. Alle 7 Insassen der C-46 sowie alle 8 Besatzungsmitglieder der C-109 wurden getötet.[94]

- Am 21. Februar 1945 überrollte eine Curtiss C-46A-40-CU der United States Army Air Forces (USAAF) (42-107332) bei einer Nachtlandung das Bahnende auf dem Flugplatz Xian-Xiguan (Hsian) (China) und krachte in einen Panzerabwehrgraben. Es gab keine Todesfälle.[95]

- Am 23. Februar 1945 stürzte eine Curtiss C-46A-45CU der United States Army Air Forces (USAAF) (42-107377) nach dem Start vom Flughafen Casablanca-Anfa (Marokko) 3 Kilometer südöstlich davon ab. Von den 30 Insassen kamen 13 ums Leben.[96]

- Am 23. Februar 1945 stürzte eine Curtiss C-46A-45-CU der United States Army Air Forces (USAAF) (42-96541) 185 Kilometer nördlich vom Militärflugplatz Khartum-Wadi Seidna (Sudan) nach Triebwerksproblemen ab. Mindestens 9 Insassen kamen ums Leben.[97]

- Am 27. Februar 1945 wurde eine Curtiss C-46A-45-CU der United States Army Air Forces (USAAF) (42-96689) auf dem Yangkai Airfield (China) bei einer Landung mit Rückenwind irreparabel beschädigt, als sie das Landebahnende überschoss. Es gab keine Todesfälle.[98]

- Am 4. März 1945 wurde eine Curtiss C-46D-10-DU der United States Army Air Forces (USAAF) (44-77654) 1,6 Kilometer südlich vom Sender Orfordness (England) von der eigenen Flugabwehr abgeschossen, nachdem die Besatzung sich verflogen und in ein Sperrgebiet eingedrungen war. Alle 4 Besatzungsmitglieder wurden getötet.[99]

- Am 5. März 1945 geriet eine Curtiss C-46A-40-CU der United States Army Air Forces (USAAF) (42-61042) in starkem Seitenwind beim Start vom Luliang Airstrip (China) von der Startbahn ab und rollte in einen Graben. Das Flugzeug wurde irreparabel beschädigt. Alle Insassen überlebten den Unfall.[100]

- Am 9. März 1945 verunglückte eine Curtiss C-46A-55-CK der United States Army Air Forces (USAAF) (43-47086) aus unbekannten Gründen beim Start von Mangshi (China). Dabei wurde eines der Besatzungsmitglieder getötet.[101]

- Am 10. März 1945 wurde eine Curtiss C-46D-5-CU der United States Army Air Forces (USAAF) (44-77341) im Anflug auf den Militärflugplatz Tanauan (Leyte, Philippinen) in den Boden geflogen. Die Wolkenuntergrenze war niedrig, jedoch war die Sicht mit 8 Kilometern gut. Durch diesen CFIT (Controlled flight into terrain) wurden alle 37 Insassen getötet, 7 Besatzungsmitglieder und 30 Passagiere.[102]

- Am 12. März 1945 verunglückte eine Curtiss C-46D-5-CU der United States Army Air Forces (USAAF) (44-77373) nahe dem Militärflugplatz Tanauan (Leyte, Philippinen). Nähere Einzelheiten sind derzeit nicht verfügbar. Alle 6 Insassen kamen ums Leben.[103]

- Am 13. März 1945 verschwand eine Curtiss C-46A-25-CU der United States Army Air Forces (USAAF) (41-24705) über China auf einem Flug von der Chabua Air Force Station (Assam, Indien) zum Flugplatz Kunming Wujiaba (China). Alle 3 Besatzungsmitglieder blieben vermisst.[104]

- Am 22. März 1945 stürzte eine Curtiss C-46A-55-CK der United States Army Air Forces (USAAF) (43-47184) 8 Kilometer nördlich von Slater, Missouri, ab und ging in Flammen auf. Die Maschine war auf einem Flug vom und zum Sedalia Army Air Field (Missouri, USA). Beide Piloten, die einzigen Insassen, kamen ums Leben.[105]

- Am 22. März 1945 brachen an einer Curtiss C-46D-5-CU der United States Army Air Forces (USAAF) (44-77320) bei einem Instrumenten-Übungsflug nacheinander beide Tragflächen ab. Der Absturz erfolgte 19 Kilometer südwestlich von Slater, Missouri. Die Maschine war vom und zum Sedalia Army Air Field (Missouri, USA) unterwegs. Die Ermittler vermuteten, dass die Tragflächen bei einer Überlastung während einer möglicherweise starken Ausleitung aus einer ungewöhnlichen Fluglage versagten. Beide Piloten, die einzigen Insassen, kamen ums Leben.[106]

- Am 24. März 1945 stürzte eine Curtiss C-46D-10-CU der United States Army Air Forces (USAAF) (44-77518) am unteren Niederrhein (Deutschland) ab. Nähere Einzelheiten sind derzeit nicht verfügbar. Über Personenschäden ist nichts bekannt.[107]

- Am 24. März 1945 entstand an einer Curtiss C-46D-10-CU der United States Army Air Forces (USAAF) (44-77637) ein Brand in der linken Tragfläche, nachdem sie 22 Fallschirmjäger abgeworfen hatte. Beim Versuch einer Notlandung nahe Bönninghardt (Nordrhein-Westfalen) schlug die Maschine hart auf und brach auseinander. Von den vier Besatzungsmitgliedern kamen 3 ums Leben.[108]

- Am 24. März 1945 stürzte eine Curtiss C-46D-10-CU der United States Army Air Forces (USAAF) (44-77525) am unteren Niederrhein (Deutschland) ab. Nähere Einzelheiten sind derzeit nicht verfügbar. Über Personenschäden ist nichts bekannt.[109]

- Am 25. März 1945 sprang aus einer Curtiss C-46D-5-CU der United States Army Air Forces (USAAF) (42-101045) 150 Kilometer südsüdwestlich von Lüliang (China) die Besatzung mit dem Fallschirm ab, nachdem der Treibstoff ausgegangen war. Das führerlose Flugzeug stürzte ab. Die Maschine war auf dem Weg zum Flughafen Kunming Wujiaba (China). Alle drei Besatzungsmitglieder überlebten den Unfall.[110]

- Am 27. März 1945 verunglückte eine Curtiss C-46A-55-CK der United States Army Air Forces (USAAF) (43-47158) in einem abgelegenen Gebiet Burmas. Das Flugzeug wurde irreparabel beschädigt. Alle vier Besatzungsmitglieder überlebten den Unfall, nachdem sie drei Wochen durch die Wildnis gewandert waren.[111]

- Am 29. März 1945 setzte eine Curtiss C-46A-55-CK der United States Army Air Forces (USAAF) (43-47140) bei der Landung auf dem Flugplatz Chinkiang (Huaihua Zhijiang) (China) zu spät und zu schnell auf. Der Kommandant machte einen Ringelpiez, um eine hohe Böschung am Ende der Landebahn zu vermeiden. Das Flugzeug wurde irreparabel beschädigt. Alle Insassen überlebten den Unfall.[112]

- Am 31. März 1945 wurde an einer Curtiss C-46A-40-CU der United States Army Air Forces (USAAF) (42-61018) beim Start von der Chabua Air Force Station (Assam, Indien) beobachtet, wie Benzin aus der linken Tragfläche herausströmte. Das Flugzeug explodierte kurz darauf in der Luft. Alle 3 Besatzungsmitglieder wurden getötet.[113]

- Am 7. April 1945 stürzte eine Curtiss C-46A-55-CK der United States Army Air Forces (USAAF) (43-47187) kurz nach dem Start vom Lawrenceville-George AAF (Illinois, USA) 3 Kilometer südwestlich davon aus etwa 120 Metern Höhe ab. Offenbar hatte man vergessen, die Ruderverriegelungen der Höhenruder zu entfernen. Beide Piloten, die einzigen Insassen, wurden getötet.[114]

- Am 7. April 1945 verschwand eine Curtiss C-46A-60-CK der United States Army Air Forces (USAAF) (43-47211) auf dem Flug von Hanzhong nach Liangshan (China). Alle 4 Besatzungsmitglieder blieben vermisst.[115]

- Am 10. April 1945 verschwand eine Curtiss C-46A-40-CU der United States Army Air Forces (USAAF) (42-60950) auf einem Frachtflug von der Sookerating Air Force Station (Indien) zum Flugplatz Chanyi (China). An diesem Tag wurde starke Gewitteraktivität über China beobachtet. Alle 3 Besatzungsmitglieder blieben vermisst.[116]

- Am 13. April 1945 verschwand eine Curtiss C-46D-5-CU der United States Army Air Forces (USAAF) (42-101221) auf dem Flug von Chittagong (Indien) nach Meiktila (Burma). Alle 4 Besatzungsmitglieder blieben vermisst.[117]

- Am 16. April 1945 verunglückte eine Curtiss C-46D-10-CU der United States Army Air Forces (USAAF) (44-77535) am Flughafen Charleroi (Belgien). Alle 3 Besatzungsmitglieder kamen ums Leben.[118]

- Am 18. April 1945 gab es an einer Curtiss C-46D-5-CU der United States Army Air Forces (USAAF) (44-77432) beim Flugzeugschlepp Probleme mit dem Triebwerk Nr. 1 (links). Bald danach fing das Triebwerk Nr. 2 Feuer. Der Pilot des Lastenseglers klinkte aus, als er dies bemerkte. Der Ausbilder in der C-46 wies die Besatzung an, mit dem Fallschirm abzuspringen. Einem Insassen gelang dies, jedoch öffnete sich sein Fallschirm aufgrund der niedrigen Flughöhe von 200 Metern nicht rechtzeitig. Die Maschine stürzte nahe dem Austin-Bergstrom Field (Texas, USA) brennend ins Gelände. Alle 5 Besatzungsmitglieder kamen ums Leben.[119]

- Am 18. April 1945 wurde eine Curtiss C-46D-10-CU der United States Army Air Forces (USAAF) (44-77721) 13 Kilometer nordwestlich von Burnet (Texas) gegen einem bewaldeten Hügel auf einer Höhe von 1500 Fuß (450 Meter) geflogen. Die Maschine war auf dem Austin-Bergstrom Field (Texas, USA) gestartet. Durch diesen CFIT (Controlled flight into terrain) wurden alle 4 Besatzungsmitglieder getötet.[120]

- Am 23. April 1945 verunglückte eine Curtiss C-46/R5C-1 des United States Marine Corps (USMC) (Bu 39512) südwestlich vom Flugplatz Shanghai-Jiangwan (auch: Kiangwan) (China). Nähere Einzelheiten sind derzeit nicht verfügbar. Personen kamen nicht zu Schaden.[121]

- Am 27. April 1945 wurde eine Curtiss C-46D-10-CU der United States Army Air Forces (USAAF) (44-77706) 40 Kilometer südsüdöstlich von Claude (Texas, USA) in einen Canyon geflogen und zerschellte darin. Der Kommandant war trotz Wetters für Instrumentenflugbedingungen offiziell im Sichtflug weitergeflogen. Durch diesen CFIT (Controlled flight into terrain) wurden alle 11 Insassen getötet, fünf Besatzungsmitglieder und 6 Passagiere.[122]

- Am 27. April 1945 verunglückte eine Curtiss C-46D-10-CU der United States Army Air Forces (USAAF) (44-77653) 2 Kilometer nördlich von Hesdin (Département Pas-de-Calais, Frankreich). Nähere Einzelheiten sind derzeit nicht verfügbar. Alle 3 Besatzungsmitglieder kamen ums Leben. Das Flugzeug wurde zerstört.[123]

- Am 29. April 1945 verschwand eine Curtiss C-46A-50-CU der United States Army Air Forces (USAAF) (42-101119) auf dem Flug vom Flugplatz Chanyi (China) zur Sookerating Air Force Station (Indien). Alle 3 Besatzungsmitglieder blieben vermisst.[124]

- Am 6. Mai 1945 wurde eine Curtiss C-46D-10-CU der United States Army Air Forces (USAAF) (44-77839) bei niedriger Bewölkung so tief geflogen, dass sie bei Hindhead (Großbritannien) mit einem Radarturm kollidierte. Dabei brach die rechte Tragfläche und die Maschine stürzte ab. Das Flugzeug befand sich noch etwa 50 Kilometer südöstlich des Zielflugplatzes Greenham Common. Bei diesem CFIT (Controlled flight into terrain) wurden insgesamt 31 Menschen getötet, die fünf Besatzungsmitglieder, 25 Passagiere und eine Person am Boden.[125]

- Am 6. Mai 1945 wurde eine Curtiss C-46D-10-CU der United States Army Air Forces (USAAF) (44-77861) in Wolken gegen den nur rund 700 Meter hohen Long Man Hill (England) geflogen. Durch diesen CFIT (Controlled flight into terrain) wurden alle 4 Besatzungsmitglieder getötet.[126]

- Am 10. Mai 1945 wurde eine in einer Formation fliegende Curtiss C-46D-5-CU der United States Army Air Forces (USAAF) (44-77406) 17 Kilometer von Dungeness (England) von einer Supermarine Spitfire gerammt. Dabei wurde eine Tragfläche der C-46 abgerissen. Beide Flugzeuge stürzten ab. Alle 4 Besatzungsmitglieder wurden getötet.[127]

- Am 10. Mai 1945 verunglückte eine Curtiss C-46D-5-CU der United States Army Air Forces (USAAF) (42-101090) an einem unbekannten Ort in Großbritannien. Die Maschine sprang bei der Landung wieder hoch, eine Tragfläche kratzte über die Landebahn und das Flugzeug wurde irreparabel beschädigt. Alle Insassen überlebten den Unfall.[128]

- Am 15. Mai 1945 verunglückte eine Curtiss C-46A-40-CU der United States Army Air Forces (USAAF) (42-107341) 14,5, Kilometer nördlich von Joal-Fadiouth (Senegal). Nähere Einzelheiten sind derzeit nicht verfügbar. Das Flugzeug wurde irreparabel beschädigt. Alle Insassen überlebten den Unfall.[129]

- Am 23. Mai 1945 stürzte eine Curtiss C-46D-10-CU der United States Army Air Forces (USAAF) (44-77507) in der Nähe von Taillefontaine (Département Aisne, Frankreich) ab, nachdem ein Triebwerk Feuer gefangen hatte. Alle 44 Insassen, vier Besatzungsmitglieder und 40 Passagiere, kamen ums Leben.[130]

- Am 24. Mai 1945 wurde eine Curtiss C-46D-5-CU der C. R. Vose Company, betrieben für die United States Army Air Forces (USAAF) (42-101181), 72 Kilometer südöstlich des Militärflugplatzes Cox’s Bazar (Britisch-Indien, heute Bangladesch) irreparabel beschädigt. Über Personenschäden liegen keine Informationen vor.[131]

- Am 24. Mai 1945 wurde eine Curtiss C-46/R5C-1 der United States Navy (US Navy) (Bu 39580) auf dem Militärflugplatz Saipan (Nördliche Marianen) irreparabel beschädigt. Über Personenschäden ist nichts bekannt.[132]

- Am 24. Mai 1945 wurde eine Curtiss C-46/R5C-1 der United States Navy (US Navy) (Bu 39608) auf dem Militärflugplatz Okinawa-Naha (Japan) irreparabel beschädigt. Über Personenschäden ist nichts bekannt.[133]

- Am 14. Juni 1945 schlug an einer Curtiss C-46D-15-CU der United States Army Air Forces (USAAF) (44-77948) während des Fluges in 3000 Fuß (910 Meter) Höhe ein Blitz in die Tragfläche ein. Die Piloten konnten die Höhe nicht halten und die Maschine stürzte bei Oakridge (Mississippi, USA) in bewaldetes Gebiet. Von den 18 Insassen kamen 17 ums Leben, alle drei Besatzungsmitglieder und 14 Passagiere.[134]

- Am 14. Juni 1945 entstand an einer Curtiss C-46A Commando der United States Army Air Forces (USAAF) (42-101037) 12 Minuten nach dem Start vom Flugplatz Dibrugarh-Mohanbari (Indien) ein Brand in der rechten Motorgondel. Die Versuche, das Feuer zu löschen, scheiterten. Der Kommandant wies die anderen drei Besatzungsmitglieder an, mit dem Fallschirm abzuspringen. Er selbst schaffte das nicht mehr bis zum Absturz der Maschine und kam ums Leben. Das Flugzeug war auf dem Weg zum Flugplatz Chanyi (China).[135]

- Am 15. Juni 1945 wurde eine Curtiss C-46A-55-CK der United States Army Air Forces (USAAF) (43-47166) bei der Landung auf der Chihchiang Air Base (China) vor der Landebahn aufgesetzt und dabei irreparabel beschädigt. Alle Insassen überlebten den Unfall.[136]

- Am 16. Juni 1945 setzte eine Curtiss C-46A-55-CK der United States Army Air Forces (USAAF) (43-47094) bei einer Nachtlandung auf dem Militärflugplatz Laohwangping (Guizhou, China) vor der Landebahn auf und wurde irreparabel beschädigt. Es gab keine Todesfälle.[137]

- Am 22. Juni 1945 kam es in einer Curtiss C-46A-40-CU der United States Army Air Forces (USAAF) (42-107339), die von der Reno Army Air Base (Nevada, USA) gestartet war, zu einer Explosion in der rechten Tragfläche. Beide Tragflächen brachen ab, die Maschine stürzte 3 Kilometer südöstlich von Gold Run, Placer County (Kalifornien) ab. Alle 3 Besatzungsmitglieder kamen ums Leben.[138]

- Am 27. Juni 1945 wurde eine Curtiss C-46/R5C-1 der United States Navy (US Navy) (Bu 39596) auf Ulithi (Karolinen) irreparabel beschädigt. Über Personenschäden ist nichts bekannt.[139]

- Am 30. Juni 1945 verschwand eine Curtiss C-46A-50-CU der United States Army Air Forces (USAAF) (42-101062) auf dem Flug vom Flugplatz Dibrugarh-Mohanbari (Indien) zum Flugplatz Chanyi (China). Alle 3 Besatzungsmitglieder blieben vermisst.[140]

- Am 30. Juni 1945 wurde eine Curtiss C-46D-5-CU der United States Army Air Forces (USAAF) (42-101050) bei der Landung auf der Barrackpore Air Force Station (Indien) irreparabel beschädigt. Über Personenschäden ist nichts bekannt.[141]

- Am 4. Juli 1945 wurde eine Curtiss C-46/R5C-1 des United States Marine Corps (USMC) (Bu 39561) nach dem Start 8 Kilometer westlich von der Guam-North Field AFB (Guam) notgewassert. Über Personenschäden ist nichts bekannt.[142]

- Am 6. Juli 1945 verlor eine Curtiss C-46A-55-CK der United States Army Air Forces (USAAF) (43-47126) beim Nachtstart vom Luliang Airstrip (China) wahrscheinlich Leistung auf einem Motor und stürzte in die umgebenden Berge. Alle 4 Besatzungsmitglieder kamen ums Leben.[143]

- Am 14. Juli 1945 stürzte eine Curtiss C-46A-60-CK der United States Army Air Forces (USAAF) (43-47294) in der Nähe von Thamainggyi (Burma) ab, 22 Kilometer nordnordwestlich des Startflugplatzes Bhamo. Das Wrack wurde erst im Januar 2006 in einer Höhe von 900 Metern gefunden. Alle 5 Besatzungsmitglieder kamen ums Leben.[144]

- Am 14. Juli 1945 wurde eine Curtiss C-46A-40-CU der United States Army Air Forces (USAAF) (42-107331) nahe der Manipur Road in die Hügel von Karbi Anglong (Indien) geflogen. Bei diesem CFIT (Controlled flight into terrain) wurden beide Piloten getötet, die einzigen Insassen auf dem Flug. Erst in den Jahren 2011/2012 wurden Wrackteile gefunden.[145]

- Am 16. Juli 1945 verloren die Piloten einer Curtiss C-46D-10-CU der United States Army Air Forces (USAAF) (44-77557) kurz nach dem Start vom Sedalia Army Air Field (Missouri, USA) die Kontrolle über das Flugzeug. In rund 150 Metern Höhe kam es zum Strömungsabriss, Absturz und Vollbrand. Offensichtlich waren die Ruderverriegelungen des Höhenruders nicht entfernt worden. Beide Piloten, die einzigen Insassen, wurden getötet.[146]

- Am 17. Juli 1945 wurde eine Curtiss C-46D-10-CU der United States Army Air Forces (USAAF) (44-77767) nahe der nordwestlichen Spitze der Insel Mindoro (Philippinen) bei widrigem Wetter in eine Bergflanke geflogen. Bei diesem CFIT (Controlled flight into terrain) wurden alle 8 Insassen getötet, sieben Besatzungsmitglieder und ein Passagier.[147]

- Am 21. Juli 1945 verunglückte eine Curtiss C-46D-15-CU der United States Army Air Forces (USAAF) (44-78306) beim Start in Tsingching (China). Einer der 4 Insassen kam ums Leben. Das Flugzeug wurde irreparabel beschädigt.[148]

- Am 24. Juli 1945 entstand an einer Curtiss C-46D-5-CU der United States Army Air Forces (USAAF) (42-101199) in der Nähe des Flughafens Lashio (Birma) ein Triebwerksbrand. Alle Insassen sprangen ab und überlebten. Das führerlose Flugzeug stürzte ab.[149]

- Am 27. Juli 1945 verunglückte eine Curtiss C-46A-40-CU der United States Army Air Forces (USAAF) (42-107375) 21,7 Kilometer südöstlich vom Flughafen Dubai. Die Maschine war auf dem Weg von Karatschi nach Abadan. Alle 3 Besatzungsmitglieder kamen ums Leben.[150]

- Am 1. August 1945 verunglückte eine Curtiss C-46D-15-CU der United States Army Air Forces (USAAF) (44-78200). Der genaue Unfallort ist unbekannt, lediglich der Länderbereich China / Burma / Indien. Alle 3 Besatzungsmitglieder kamen ums Leben.[151]

- Am 8. August 1945 verunglückte ein Transportflugzeug des Typs Curtiss C-46A-45-CU der United States Army Air Forces (USAAF) (42-96611) beim Start von der Payne Field Air Base in Kairo (Ägypten). Das Flugzeug wurde irreparabel beschädigt. Über Personenschäden ist nichts bekannt.[152]

- Am 13. August 1945 verunglückte eine Curtiss C-46D-15-CU der United States Army Air Forces (USAAF) (44-78112) im Anflug 0,8 Kilometer südwestlich des Militärflugplatzes Okinawa-Naha (Japan). Alle 31 Insassen, Besatzungsmitglieder und Passagiere, wurden getötet.[153]

- Am 15. August 1945 wurde eine Curtiss C-46D der United States Army Air Forces (USAAF) (44-78221) im Anflug auf den Flugplatz Myitkyina (Burma) 5 Kilometer vor der Landebahn in den Boden geflogen. Trotz Instrumentenflugbedingungen waren die Piloten unter die vorgeschriebene Mindestsicherheitshöhe geflogen. Durch diesen CFIT (Controlled flight into terrain) wurden alle 3 Besatzungsmitglieder getötet.[154]

- Am 23. August 1945 wurde eine Curtiss C-46/R5C-1 der United States Navy (US Navy) (Bu 39536), die auf der Naval Air Station North Island (Kalifornien, USA) geparkt war, von einer landenden Grumman TBM-3 Avenger (Bu 25266) gerammt. Beide Flugzeuge gingen in Flammen auf. Personen kamen nicht zu Schaden.[155]

- Am 3. September 1945 brach an einer Curtiss C-46/R5C-1 des United States Marine Corps (USMC) (Bu 50692) beim Start auf der Guam-Harmon Air Force Base (Marianen) das Hauptfahrwerk zusammen. Alle Insassen überlebten den Unfall. Das Flugzeug wurde irreparabel beschädigt.[156]

- Am 9. September 1945 verunglückte eine Curtiss C-46A-55-CK der United States Army Air Forces (USAAF) (43-47134) 32 Kilometer östlich von Kunming (China). Dabei kamen 5 US-Besatzungsmitglieder ums Leben.[157]

- Am 22. September 1945 flog eine Curtiss C-46D der United States Army Air Forces (USAAF) (44-78455) in der Nähe der Atsugi Air Base (Japan) gegen einen Berg. Durch diesen CFIT (Controlled flight into terrain) wurden beide Piloten, die einzigen Insassen, getötet.[158]

- Am 28. September 1945 verunglückte eine Curtiss C-46D-5-CU der United States Army Air Forces (USAAF) (42-101183) 32 Kilometer südöstlich von Chihkiang (Hubei, China). Nähere Einzelheiten sind derzeit nicht verfügbar. Dabei wurden 20 Insassen getötet.[159]

- Am 30. September 1945 wurde mit einer Curtiss C-46D-5-CU der United States Army Air Forces (USAAF) (44-77317) nach dem Start vom Flugplatz Finschhafen (Niederländisch-Neuguinea) eine Notwasserung gemacht. Alle Insassen überlebten den Unfall.[160]

- Am 5. Oktober 1945 wurde eine Curtiss C-46A-1-CU der United States Army Air Forces (USAAF) (41-5190) gegen den 10.064 Fuß (3.067 Meter) hohen Mount Baldy in den San Gabriel Mountains (Kalifornien, USA) geflogen, 36 Kilometer nordwestlich des Abflugplatzes San Bernardino. Durch diesen CFIT (Controlled flight into terrain) wurden alle 4 Insassen getötet, drei Besatzungsmitglieder und ein Passagier.[161]

- Am 10. Oktober 1945 wurde eine Curtiss C-46D-20-CU der United States Army Air Forces (USAAF) (44-78490) 22 Kilometer nördlich von Boana in den Sarwaged Mountains (Territorium Neuguinea) in einer Höhe von 3350 Metern gegen die Nordflanke eines Berges geflogen. Durch diesen CFIT (Controlled flight into terrain) wurden alle 5 Besatzungsmitglieder getötet.[162]

- Am 16. Oktober 1945 wurde eine Curtiss C-46F-1-CU der United States Army Air Forces (USAAF) (44-78591) 25 Kilometer westnordwestlich des Flughafens Peking-Nanyuan (China) in einer Höhe von 340 Metern gegen einen Berg geflogen. Da es am Flugplatz keine Funkfeuer gab, nutzten die Piloten die Sendeantenne eines kommerziellen Radiosenders zur Navigation, die sie dann auch genau trafen und abstürzten. Durch diesen CFIT (Controlled flight into terrain) wurden alle 59 Insassen getötet, vier US-amerikanische Besatzungsmitglieder und 55 Passagiere, alles chinesische Soldaten. Es war der Unfall einer C-46 mit den meisten Todesopfern.[163]

- Am 26. Oktober 1945 sprangen aus einer Curtiss C-46D-10-CU der United States Army Air Forces (USAAF) (44-77561) aus unbekanntem Grund 10 der 12 Insassen ab. Die führerlose Maschine schlug 67 Kilometer östlich von Coos Bay (Oregon) (USA) in einer waldreichen Wildnis auf. Von ihnen überlebten 9, einer blieb vermisst und zwei wurden tot im Wrack gefunden.[164]

- Am 30. Oktober 1945 flog eine Curtiss C-46A-60CK der United States Army Air Forces (USAAF) (43-47228) beim Start vom Flughafen Huaihua Zhijiang (China) gegen einen Hügel, da sie nach dem Abheben nicht genug Höhe gewonnen hatte. Trotz einer Warnung des Ersten Offiziers hinsichtlich der fehlerhaften Funktion der Zündmagneten des Triebwerks Nr. 2 (rechts) hatte der Kommandant auf einem Start bestanden. Von den 50 Insassen wurden 45 getötet, drei Besatzungsmitglieder und 42 Passagiere.[165]

- Am 19. November 1945 wurde eine Curtiss C-46/R5C-1 des United States Marine Corps (USMC) (Bu 39592) bei einer Notlandung bei Hishi-no-Shima (Japan) zerstört. Es gab keine Todesfälle.[166]

- Am 11. Dezember 1945 kollidierte eine Curtiss C-46/R5C-1 des United States Marine Corps (USMC) (Bu 50704) bei der Landung auf der Guam-Agana Naval Air Station (Guam) mit geparkten Flugzeugen und Jeeps. Alle Insassen überlebten den Unfall. Das Flugzeug wurde zerstört.[167]

### 1946
- Am 7. Januar 1946 setzte eine Curtiss C-46/R5C-1 des United States Marine Corps (USMC) (Bu 39579) bei der Landung auf dem Flugplatz Tinian Island (Nördliche Marianen) vor der Landebahn auf. Das Flugzeug wurde irreparabel beschädigt. Über Personenschäden ist nichts bekannt.[168]

- Am 13. Januar 1946 stürzte eine Curtiss C-46D-15-CU der United States Army Air Forces (USAAF) (44-78146) nach dem Start vom Flughafen Marshallinseln (Marshallinseln) in den Pazifischen Ozean. Auf dem Flug wurden Schwimmsportler der US Army zu einer Meisterschaft transportiert. Von ihnen schwammen 17 bis zur Insel Majuro zurück. Von den 29 Insassen kamen 12 ums Leben, alle sechs Besatzungsmitglieder und 6 Passagiere.[169]

- Am 22. Januar 1946 wurde eine Curtiss C-46 Commando der United States Army Air Forces (USAAF) (44-78402 ?) bei der Südspitze von Kyūshū (Japan) 15 Meter von einem Munitionskahn entfernt notgewassert und sank innerhalb von 12 Minuten. Die Insassen wurden von japanischen Fischern gerettet, darunter der Komponist Sharon Rogers und seine 18köpfige USO-Mädchenband. Der Flugzeugtyp ist nicht bestätigt.[170]

- Am 23. Januar 1946 wurde eine Curtiss C-46D-5-CU der United States Army Air Forces (USAAF) (42-101210) an einem unbekannten Ort zerstört. Über Personenschäden ist nichts bekannt.[171]

- Am 29. Januar 1946 war die Besatzung einer Curtiss C-46D-15-CU United States Army Air Forces (USAAF) (44-78226) beim nächtlichen Anflug auf den Flughafen Shanghai-Jiangwan (auch: Kiangwan) (China) nicht in der Lage, den im Nebel liegenden Flugplatz zu finden. Alle Insassen sprangen mit dem Fallschirm ab und landeten im Fluss Jangtsekiang. Alle 12, vier Besatzungsmitglieder und 8 Passagiere, ertranken.[172]

- Am 31. Januar 1946 wurde eine Curtiss C-46D-15-CU der United States Army Air Forces (USAAF) (44-78082) an einem unbekannten Ort zerstört. Über Personenschäden liegen keine Informationen vor.[173]

- Am 31. Januar 1946 wurde eine Curtiss C-46A-40-CU Commando der United States Army Air Forces (USAAF) (42-107371) an einem unbekannten Ort zerstört. Über Personenschäden liegen keine Informationen vor.[174]

- Am 15. Februar 1946 wurde eine Curtiss C-46D-15-CU der United States Army Air Forces (USAAF) (44-78240) an einem unbekannten Ort zerstört. Über Personenschäden liegen keine Informationen vor.[175]

- Am 21. Februar 1946 überrollte eine Curtiss C-46/R5C-1 des United States Marine Corps (USMC) (Bu 50695) bei der Landung auf dem Flugplatz Johnston Atoll (United States Minor Outlying Islands) das Landebahnende und wurde irreparabel beschädigt. Alle Insassen überlebten den Unfall.[176]

- Am 18. März 1946 wurde eine Curtiss C-46 Commando der China National Aviation Corporation (CNAC) (139) im Ebian Yi Autonomous County, Leshan (Provinz Sichuan China) in einen Berg geflogen. Bei diesem CFIT (Controlled flight into terrain) wurden alle 33 Insassen getötet, Besatzungsmitglieder und Passagiere.[177]

- Am 23. März 1946 wurde eine Curtiss C-46D-5-CU der United States Army Air Forces (USAAF) (44-77403) an einem unbekannten Ort zerstört. Nähere Einzelheiten sind mangels ausführlichem Untersuchungsbericht im Mai 2025 nicht verfügbar. Über Personenschäden ist nichts bekannt.[178]

- Am 30. April 1946 kam es mit einer Curtiss C-46D-15-CU der United States Army Air Forces (USAAF) (44-78339) zu einer Notwasserung in der Tsushima-Straße (Japan). Das Flugzeug wurde zerstört. Über Personenschäden ist nichts bekannt.[179]

- Am 1. Mai 1946 sprang die Besatzung einer Curtiss C-46F-1-CU der United States Army Air Forces (USAAF) (44-78555) in der Nähe von Peking (China) mit dem Fallschirm ab. Alle Insassen überlebten den Unfall zunächst, allerdings starb ein Besatzungsmitglied 44 Tage später. Das Flugzeug wurde zerstört.[180]

- Am 5. Mai 1946 stürzte eine Curtiss C-46D-15-CU der United States Army Air Forces (USAAF) (44-78268) auf der Insel Izu-Ōshima (Japan) ab und fing Feuer. Der Kommandant wurde eingeklemmt und starb. Die anderen 16 Insassen wurden verletzt, sechs von ihnen schwer.[181]

- Am 13. Juni 1946 wurde eine Curtiss C-46A-20-CU der United States Army Air Forces (USAAF) (41-24684) an einem unbekannten Ort irreparabel beschädigt. Nähere Einzelheiten sind mangels ausführlichem Untersuchungsbericht im Mai 2025 nicht verfügbar. Über Personenschäden ist nichts bekannt.[182]

- Am 10. Juli 1946 fing an einer Curtiss C-46/R5C-1 des United States Marine Corps (USMC) (Bu 39585) während des Fluges ein Triebwerk Feuer. Das Feuer breitete sich aus und verursachte das Abbrechen der Tragfläche. Alle 7 Insassen, Besatzungsmitglieder und Passagiere, sprangen mit dem Fallschirm ab und überlebten den Unfall. Die Maschine stürzte bei Palmer (Massachusetts) (USA) ab und wurde zerstört.[183]

- Am 13. Juli 1946 fiel an einer Curtiss C-46 der chinesischen Central Air Transport (Luftfahrzeugkennzeichen unbekannt) unmittelbar nach dem Start vom alten Flughafen Jinan (Shandong, China) ein Triebwerk aus. Das Flugzeug schlug 1,6 Kilometer hinter dem Flughafen auf dem Boden auf und wurde irreparabel beschädigt. Von den 49 Insassen kamen 13 ums Leben, zwei Besatzungsmitglieder und 11 Passagiere.[184][185]

- Am 17. Juli 1946 flog eine Curtiss C-46D der ecuadorianischen ANDESA (HC-SCA) beim Durchstartversuch nach einem missglückten Anflug auf den Flughafen Cuenca (Ecuador) 1,6 Kilometer hinter dem Flughafen in einen Hügel. Die aus Guayaquil kommende Maschine wurde von zwei angeheuerten US-amerikanischen Piloten geflogen.[186] Alle 30 Insassen, 3 Besatzungsmitglieder und 27 Passagiere, wurden getötet.[187]

- Am 20. September 1946 wurde eine Curtiss C-46 der China National Aviation Corporation (CNAC) (81) in der Nähe des Dorfes Hsichia beim Anflug auf den Flughafen Xichang Qingshan (China) in die Flanke des 14.000 Fuß (4.270 Meter) hohen Bergs Lochi geflogen. Durch diesen CFIT (Controlled flight into terrain) wurden alle 31 Insassen getötet, drei Besatzungsmitglieder (darunter der britische Kapitän) und 21 Passagiere.[188]

- Am 23. September 1946 stürzte eine Curtiss C-46/R5C-1 des United States Marine Corps (USMC) (Bu 50715) nach dem Start vom Flughafen Marshallinseln (Marshallinseln) 2,4 Kilometer südwestlich davon ins Meer. Alle 4 Insassen kamen ums Leben.[189]

- Am 7. Oktober 1946 stürzte eine Curtiss C-46 der Luftstreitkräfte der Volksrepublik China (Luftfahrzeugkennzeichen unbekannt) nahe dem Flughafen Shanghai-Jiangwan (auch: Kiangwan) (China) am Stadtrand von Shanghai im Nebel ab, als sie die Maschine für die chinesische Luftwaffe testen wollten. Vier ehemalige Piloten der US-Armee und ein chinesischer Pilot starben. An diesem Tag verunglückten insgesamt drei Flugzeuge im Bereich Shanghai bei sehr schlechter Sicht, zwei DC-3 und eine C-46.[190]

- Am 25. Oktober 1946 flog eine Curtiss C-46D-20-CU der United States Army Air Forces (USAAF) (44-78415) in den Vulkan Banahao (Philippinen). Das Flugzeug wurde zerstört, mindestens ein Insasse getötet.[191]

- Am 10. November 1946 wurde mit einer Curtiss C-46D-15-CU der United States Army Air Forces (USAAF) (44-78258) in der Takuma Bay (Japan) eine Notwasserung durchgeführt. Nähere Einzelheiten sind derzeit nicht verfügbar. Es gab keine Todesfälle.[192]

- Am 16. November 1946 stürzte eine Curtiss C-46F-1-CU der United States Army Air Forces (USAAF) (44-78691) 24 Kilometer vom Militärflugplatz Iwo Jima (Japan) entfernt ab. Dabei kamen alle 23 Insassen, fünf Besatzungsmitglieder und 18 Passagiere, Leben.[193]

- Am 3. Dezember 1946 stürzte eine Curtiss C-46 der (später taiwanischen) Luftstreitkräfte der Republik China (ROCAF 052) an einem unbekannten Ort in der Autonomen Region Guangxi (China) wegen eines mechanischen Defekts ab. Alle Besatzungsmitglieder kamen ums Leben. Über die Passagiere liegen keine Informationen vor. Die Maschine war auf dem Weg nach Kunming.[194]

- Am 10. Dezember 1946 wurden 32 U.S. Marines getötet, als eine Curtiss R5C/C-46A (Bureau Number 39528) auf etwa 3200 Metern Höhe mit dem South-Tahoma-Gletscher am Mount Rainier (Washington) kollidierte. Die Maschine befand sich auf dem Flug von der Marine Corps Air Station El Toro (Kalifornien) nach Seattle. Dies stellte damals den schwersten Unfall in der Luftfahrt der Vereinigten Staaten dar. Das Wrack wurde erst im Juli 1947 entdeckt.[195][196]

- Am 10. Dezember 1946 stürzte eine Curtiss C-46F-1-CU der United States Army Air Forces (USAAF) (44-78604) zwei Minuten nach dem Start 8 Kilometer südwestlich des Militärflugplatzes Osaka-Itami (Japan) ab. Von den 23 Insassen kamen 22 ums Leben.[197]

- Am 10. Dezember 1946 verunglückte eine Curtiss C-46E der US-amerikanischen Slick Airways (N....) auf einem unbekannten Flugplatz im Raum Dallas (Texas, USA). Die C-46 landete lang und geriet auf der nassen Bahn ins Aquaplaning. Sie geriet über das Landebahnende hinaus, durchbrach den Begrenzungszaun und überquerte einen Graben, wobei das Fahrwerk abgeschert wurde, bevor sie zum Stillstand kam. Beide Piloten, die einzigen Insassen auf dem Frachtflug, überlebten den Unfall. Das Flugzeug wurde eventuell irreparabel beschädigt.[198]

- Am 25. Dezember 1946 verunglückte eine C-46 der China National Aviation Corporation (CNAC) (B-115) im Anflug auf den Flughafen Shanghai Longhua bei dichtem Nebel. Dabei kamen von den 36 Insassen 31 ums Leben (ein Besatzungsmitglied und 30 Passagiere). An diesem Tag verunglückten insgesamt drei Flugzeuge im Bereich Shanghai bei sehr schlechter Sicht.[199]

### 1947
- Am 5. Januar 1947 wurde eine Curtiss C-46 der China National Aviation Corporation (CNAC) (XT-T51/121) im Anflug auf den Flughafen Qingdao-Liuting (China) westlich davon gegen einen Berg geflogen. Bei diesem CFIT (Controlled flight into terrain) wurden alle 43 Insassen getötet, fünf Besatzungsmitglieder und 38 Passagiere.[200]

- Am 28. Januar 1947 brach im linken Triebwerk einer Curtiss C-46 der China National Aviation Corporation (CNAC) (145) ein Feuer aus. Daraufhin kam es auf Ackerland nahe Tianmen (Hubei, China) zu einer Bruchlandung. Von den 26 Insassen kamen 25 ums Leben, alle drei Besatzungsmitglieder und 22 Passagiere; nur ein Säugling überlebte.[201]

- Am 14. Februar 1947 wurde eine Curtiss C-46E-1-CS der US-amerikanischen Slick Airways (NC59486) bei einem von ihr gewünschten Übungsanflug mit dem Instrumentenlandesystem auf den Flughafen Denver-Stapleton (Colorado, USA) 3232 Fuß (985 Meter) vor der Landebahn in den Boden geflogen. Bei diesem CFIT (Controlled flight into terrain) wurden beide Besatzungsmitglieder getötet, die einzigen Insassen auf dem Frachtflug.[202]

- Am 17. März 1947 verunglückte eine Curtiss C-46 der China National Aviation Corporation (CNAC) (142) am Flugplatz Wuchan bei Wuhan (China) wegen eines mechanischen Fehlers. Alle drei Besatzungsmitglieder, die einzigen Insassen auf dem Frachtflug, überlebten den Unfall. Das Flugzeug wurde zerstört.[203]

- Am 1. Mai 1947 stürzte eine Curtiss C-46 der (später taiwanischen) Luftstreitkräfte der Republik China (ROCAF 115) beim Start vom Flugplatz Kunming Wujiaba (China) ab. Alle Besatzungsmitglieder wurden getötet. Die Gesamtzahl der Todesopfer war jedoch nicht bekannt, da keine Informationen über die Passagiere vorliegen. Das Flugzeug wurde zerstört.[204]

- Am 2. Mai 1947 wurde eine Curtiss C-46/R5C-1 des United States Marine Corps (USMC) (43-47033) auf dem Flughafen Qingdao-Liuting (China) irreparabel beschädigt, als es am Boden zu einer Kollision mit einer Vought F4U-4 „Corsair“ kam. Es gab keine Todesfälle.[205]

- Am 4. Juli 1947 wurde eine Curtiss C-46/R5C-1 des United States Marine Corps (USMC) (Bu 50717) bei einem Landeunfall auf dem Flughafen Qingdao-Liuting (China) irreparabel beschädigt. Es gab keine Todesfälle.[206]

- Am 8. Juli 1947 stürzte eine Curtiss C-46D-15-CU der United States Army Air Forces (USAAF) (44-77999) 30 Sekunden nach dem Start vom Militärflugplatz Palmyra Island (United States Minor Outlying Islands, Pazifik) auf ein Riff in flachem Wasser und zerbrach in mehrere Teile. Der Funker wurde schwer verletzt, es gab aber keine Todesfälle unter den sechs Besatzungsmitgliedern.[207]

- Am 29. Juli 1947 wurde eine Curtiss C-46 der chinesischen Central Air Transport (XT-546) 20 Meilen (32 Kilometer) nordöstlich des Flughafens Guangzhou-Baiyun (alt) (China) aufgrund eines Motorschadens irreparabel beschädigt. Nähere Einzelheiten sind derzeit nicht verfügbar. Es gab keine Todesfälle.[208]

- Am 21. August 1947 wurde eine Curtiss C-46E-1-CS der US-amerikanischen Slick Airways (NC59488) in einer Höhe von etwa 10.000 Fuß (3.050 Metern) gegen die Flanke des Blue Bell Knoll Mountain geflogen, nahe Hanksville (Utah, USA). Als Ursache wurde festgestellt, dass die Piloten trotz Wetters für Instrumentenflugbedingungen im Sichtflug geflogen waren. Durch diesen CFIT (Controlled flight into terrain) wurden alle 3 Insassen getötet, zwei Besatzungsmitglieder und ein Passagier, die einzigen Insassen auf dem Frachtflug.[209]

- Im September 1947 (genaues Datum unbekannt) kam eine Curtiss C-46 der (später taiwanischen) Luftstreitkräfte der Republik China (Luftfahrzeugkennzeichen unbekannt) beim Start auf dem Flugplatz Kunming Wujiaba (China) von der Startbahn ab und kollidierte mit einem Bunker. Einer der Piloten kam ums Leben.[210]

- Am 17. September 1947 ging in einer Curtiss C-46E-1-CS der US-amerikanischen Slick Airways (NC59495) im Anflug auf den Flughafen Burbank (Kalifornien, USA) der Treibstoff aus, weil vor dem Abflug in Denver (Colorado, USA) zu wenig Reserven getankt worden waren. Der Versuch, noch auf dem nord-südlichen Rollweg zu landen, ging auch schief. Das Flugzeug überrollte eine Landebahn, rutschte über eine Landstraße und dann Eisenbahngleise, bis sie irreparabel beschädigt zum Stillstand kam. Beide Piloten, die einzigen Insassen auf dem Frachtflug, überlebten den Unfall.[211]

- Am 20. September 1947 verlor die Besatzung einer Curtiss C-46D-15-CU der United States Air Force (USAF) (44-78263) in der Nähe eines Gewitters die Orientierung. Daraufhin ging der Treibstoff aus. Alle 27 Insassen sprangen ostsüdöstlich der Clark Air Base (Philippinen) mit dem Fallschirm ab. Dabei wurde eine Person getötet, eine andere blieb vermisst.[212]

- Am 29. September 1947 wurde eine Curtiss C-46 der (später taiwanischen) Luftstreitkräfte der Republik China (ROCAF 157) im Kreis Mao (Ngawa) (Republik China) bei widrigem Wetter gegen einen Berg geflogen. Durch diesen CFIT (Controlled flight into terrain) wurden mindestens 5 Insassen getötet.[213]

- Am 6. Dezember 1947 stürzte eine Curtiss C-46 der (später taiwanischen) Luftstreitkräfte der Republik China (ROCAF unbekannt) ein paar Minuten nach dem Start vom Militärflugplatz Chongqing-Baishiyi (China) in einen Vorort der Stadt Chongqing, nachdem sich Probleme mit einem Triebwerk entwickelt hatten. Von den 40 Insassen kamen 10 ums Leben.[214]

### 1948
- Im Jahr 1948 (genaues Datum unbekannt) wurde eine Curtiss C-46A-40-CU der kolumbianischen Linea Aérea Transatlantica Colombia (LATCO) (HK C-66) an einem unbekannten Ort irreparabel beschädigt. Über Personenschäden liegen keine Informationen vor.[215]

- Am 12. Januar 1948 fing eine Curtiss C-46 der (später taiwanischen) Luftstreitkräfte der Republik China (ROCAF 081) während des Fluges Feuer und stürzte im Kreis Zhongmu (Republik China) ab. Die Fracht bestand aus Benzin. Alle 5 Insassen kamen ums Leben.[216]

- Am 20. Januar 1948 stürzte eine Curtiss C-46 der China National Aviation Corporation (CNAC) (Luftfahrzeugkennzeichen unbekannt) während des Starts vom Flughafen Mukden (Liaoning, China) in einem Schneesturm ab. Die Maschine stieg auf etwa 20 Meter Höhe, kippte nach vorne und stürzte ab. Von den 54 Insassen auf dem Evakuierungsflug kamen 11 ums Leben.[217]

- Am 28. Februar 1948 verunglückte eine Curtiss C-46 der (später taiwanischen) Luftstreitkräfte der Republik China (ROCAF 035) an einem Berg bei Chongqing (Republik China). Die Maschine war auf dem Weg von Kunming nach Peking. Mindestens 3 Besatzungsmitglieder kamen ums Leben.[218]

- Am 5. April 1948 machte eine Curtiss C-46/R5C-1 des United States Marine Corps (USMC) (Bu 39550) nach einem Triebwerksausfall 29 Kilometer westlich des Flughafens Qingdao-Liuting (China) eine Notlandung in einem schlammigen Gebiet. Alle vier Insassen überlebten den Unfall und wurden von chinesischen Kräften gefangen genommen.[219]

- Am 13. April 1948 fiel an einer Curtiss C-46 des United States Marine Corps (USMC) (Luftfahrzeugkennzeichen unbekannt) nach dem Start vom Flugplatz Shanghai-Jiangwan (auch: Kiangwan) (China) ein Triebwerk aus. Bei der Rückkehr zum Startflugplatz stürzte die Maschine in einen Vorort von Shanghai und wurde zerstört. Alle 25 Insassen, Besatzungsmitglieder und Passagiere, überlebten den Unfall, davon 11 verletzt.[220]

- Am 23. April 1948 hob eine Curtiss C-46 der israelischen Luftstreitkräfte (RX-...) beim Start vom Flughafen Mexiko-Stadt nicht ab und ging zu Bruch. Die Maschine war wegen eines US-Embargos auf einem heimlichen Überführungsflug von den USA nach Israel, zusammen mit vier weiteren C-46. Beide Piloten, die einzigen Insassen, kamen ums Leben.[221]

- Am 16. Mai 1948 brach in einer Curtiss C-46E-1-CS der US-amerikanischen Slick Airways (NC59489) bei extremer Turbulenz die innere Rumpfstruktur unter der Seitenflosse, so dass das Seitenruder blockiert wurde. Die Maschine trudelte 4 Kilometer vom Flughafen Port Columbus (Ohio, USA) entfernt in den Boden. Beide Piloten, die einzigen Insassen auf dem Frachtflug, kamen ums Leben.[222]

- Am 23. Mai 1948 wurde eine Curtiss C-46 der israelischen Luftstreitkräfte (RX-136) im Anflug auf den Flughafen Sde-Dov (Israel) von eigenen Kräften beschossen, die nicht mit der wegen Nebels am Ziel dorthin ausgewichenen Maschine gerechnet hatten. Die Piloten starteten durch, das Flugzeug stürzte jedoch auf einen sanften Hang südlich von Latrun. Das geladene Jagdflugzeug des tschechischen Typs Avia S-199 riss aus seiner Verzurrung, rutschte nach vorne und tötete den Navigator. Die anderen Besatzungsmitglieder überlebten den Totalschaden.[223]

- Am 4. Juli 1948 fing das Triebwerk Nr. 1 (links) einer Curtiss C-46 Commando der israelischen Luftstreitkräfte (RX-133) beim Anlassen auf dem Militärflugplatz Tel Nof (Israel) Feuer. Offenbar war während des Betankungsvorgangs mit einer manuellen Kraftstoffpumpe Kraftstoff auf die linke Tragfläche ausgelaufen. Das Feuer wurde gelöscht, aber am Flugzeug kam es zu erheblichen Schäden an der linken Seite des Rumpfes, wodurch es irreparabel beschädigt wurde. Personen kamen nicht zu Schaden.[224]

- Am 10. Juli 1948 wurde eine Curtiss C-46 der (später taiwanischen) Luftstreitkräfte der Republik China (ROCAF 166) bei Jinzhou (Republik China) durch kommunistische Truppen abgeschossen, während mit ihr ein nächtlicher Bombenangriff durchgeführt wurde. Alle 5 Besatzungsmitglieder wurden getötet.[225]

- Am 10. Juli 1948 hatte die Besatzung einer Curtiss C-46D-15-CU der kubanischen Expreso Aéreo Interamericano (CU-P198) beim Abflug in Havanna zu wenig getankt. Deshalb ging der Maschine kurz vor dem Ziel, dem Flughafen Caracas (Venezuela), das Benzin aus. Beide Triebwerke blieben stehen, das Flugzeug schlug kurz vor dem Flughafen im Wasser auf und sank. Alle drei Besatzungsmitglieder, die einzigen Insassen auf dem Frachtflug, überlebten den Unfall.[226]

- Am 29. Juli 1948 geriet eine Curtiss C-46D-20-CU der chinesischen Civil Air Transport (XT-822) nach dem Start vom Flughafen Qingdao-Liuting (China) in 100 Metern Höhe ins Trudeln und stürzte ab. Alle 19 Insassen, drei Besatzungsmitglieder und 16 Passagiere, kamen ums Leben.[227]

- Am 4. August 1948 entstand an einer Curtiss C-46/R5C-1 des United States Marine Corps (USMC) (Bu 50710) während des Fluges ein Feuer. Bei der Notlandung auf der Marine Corps Air Station Cherry Point (North Carolina, USA) wurde das Flugzeug zerstört. Alle Insassen überlebten den Unfall.[228]

- Am 10. August 1948 wurde eine Curtiss C-46F-1-CU der US-amerikanischen Skyways International Trading and Transport (NC1650M) auf der Pyote Air Force Base (Texas, USA) durch einen Tornado irreparabel beschädigt. Personen kamen nicht zu Schaden.[229]

- Am 24. Oktober 1948 stürzte eine Curtiss C-46 der Transandina Ecuador (HC-SIA) beim Anflug auf einen Landeplatz nahe Cozumel (Mexiko) in eine Lagune. Die Fracht bestand aus einer Gruppe von Rindern, die von New Orleans nach Quito transportiert werden sollte. Alle 8 Insassen, fünf Besatzungsmitglieder und 3 Passagiere, kamen ums Leben.[230]

- Am 5. Dezember 1948 verunglückte eine Curtiss C-46 der chinesischen Central Air Transport (XT-538) bei der Landung auf dem Flughafen Shanghai-Jiangwan (auch: Kiangwan) (China) in dichtem Nebel. Von den 40 Insassen kamen 9 ums Leben, zwei Besatzungsmitglieder und 7 Passagiere. Nach einer anderen Quelle wurden 11 Insassen getötet.[231]

- Am 10. Dezember 1948 stürzte eine Curtiss C-46 der (später taiwanischen) Luftstreitkräfte der Republik China (ROCAF 226) bei Haikou (Republik China) ab. Die Maschine transportierte Staatsbeamte von Chengdu zum Flughafen Haikou/Dayingshan. Die beiden Piloten wurden getötet. Die Zahl der Opfer unter den Passagieren ist unbekannt.[232]

- Am 24. Dezember 1948 wurde eine Curtiss C-46 der (später taiwanischen) Luftstreitkräfte der Republik China (ROCAF 235) bei dichtem Nebel nachts bei Fuzhou (Republik China) gegen einen Berg geflogen. Durch diesen CFIT (Controlled flight into terrain) wurden alle 5 Insassen getötet.[233]

### 1949
- Am 5. Januar 1949 verunglückte eine privat durch den Mexikaner L.A. Piedra betriebene Curtiss C-46A-45-CU (Luftfahrzeugkennzeichen unbekannt) nach dem Start vom Flughafen Zacatecas (Mexiko). Das Flugzeug wurde irreparabel beschädigt. Beide Piloten, die einzigen Insassen, überlebten den Unfall.[234]

- Am 17. Januar 1949 musste eine Curtiss C-46A-55-CK der peruanischen ANDES – Aerolineas Nacionales del Sur (OB-OAD-233) im Rio Javari (Peru) notgewassert werden, da der Treibstoff ausgegangen war. Die Piloten hatten sich vermutlich auf dem Weg von Lima nach Iquitos verirrt. Das Flugzeug sank in einer Wassertiefe von 60 Fuß (etwa 18 Meter). Alle 15 Insassen, Besatzungsmitglieder und Passagiere, überlebten den Unfall.[235]

- Am 26. Januar 1949 fiel an einer Curtiss C-46F-1-CU der US-amerikanischen Pan Am (NC1241N), gemietet von der United States Air Force (USAF), kurz nach dem Abheben vom Flughafen Asmara (Äthiopien) das rechte Triebwerk teilweise aus. Beim Versuch zurückzukehren kam es zum Strömungsabriss. Die Maschine stürzte in einen Graben und wurde irreparabel beschädigt. Alle vier Besatzungsmitglieder, die einzigen Insassen auf dem Frachtflug, überlebten den Unfall.[236]

- Am 22. Februar 1949 geriet eine Curtiss C-46A der US-amerikanischen Golden North Airways (Luftfahrzeugkennzeichen unbekannt) auf der vereisten Landebahn auf dem Flughafen Annette Island (Alaska, USA) bei Seitenwind von der Bahn herunter. Die Maschine kam in unwegsamem Gelände zum Stehen, überschlug sich und fiel zurück. Alle sechs Insassen, vier Besatzungsmitglieder und zwei Passagiere, überlebten den Unfall.[237]

- Am 5. März 1949 stürzte eine Curtiss C-46D-5-CU der United States Air Force (USAF) (44-77335) kurz nach dem Start vom Militärflugplatz Okinawa-Naha (Japan) ab. Von den 22 Insassen kamen 6 ums Leben.[238]

- Am 7. März 1949 desertierten drei Angehörige der ROC Air Force mit einer Curtiss C-46 der (später taiwanischen) Luftstreitkräfte der Republik China (Luftfahrzeugkennzeichen unbekannt) zu den chinesischen Kommunisten. Aufgrund widriger Wetterbedingungen konnten sie den Kurs nicht finden. Als dem Flugzeug über Chifeng (Innere Mongolei) der Treibstoff ausging, sprangen sie mit dem Fallschirm ab und überlebten. Das Flugzeug wurde zerstört.[239]

- Am 22. März 1949 geriet eine Curtiss C-46A-55-CK der kolumbianischen Linea Aérea Transatlantica Colombia (LATCO) (HK-63) auf dem Flughafen Barranquilla (Kolumbien) in Brand und wurde zerstört. Zwei Bodenmitarbeiter wurden verletzt.[240]

- Am 26. März 1949 verloren die Piloten einer Curtiss C-46F-1-CU der US-amerikanischen Freight Air (N1664M) völlig die Orientierung, nachdem sie zunächst den Flughafen von Guatemala City nicht gefunden hatten. Auf ihrem Rückweg nach Belize verflogen sie sich so lange, bis der Treibstoff verbraucht war und sie zu einer Notwasserung querab von Campeche (Mexiko) gezwungen waren. Beide Piloten, die einzigen Insassen, überlebten den Unfall.[241]

- Am 4. Mai 1949 wurde mit einer Curtiss C-46F der US-amerikanischen Continental Charters (Luftfahrzeugkennzeichen unbekannt) auf dem Flughafen Saint Thomas (Amerikanische Jungferninseln, USA) ein Start versucht, bei dem der Rückenwind von mehr als 18 Knoten weit über dem zulässigen Limit lag. Das Flugzeug schwenkte während des Startlaufs nach links von der Startbahn herunter, die linke Tragfläche schlug in einen Hangar ein, die rechte in eine Kinoleinwand. Das Flugzeug wurde irreparabel beschädigt. Alle drei Besatzungsmitglieder, die einzigen Insassen auf dem Frachtflug, überlebten den Unfall.[242]

- Am 5. Mai 1949 stürzte eine mit Fleisch beladene Curtiss C-46A-5-CK, die in Brasilien privat auf O. Steiner zugelassen war (PP-DKF), in der Nähe von Abaetetuba auf das rechte Ufer des Rio Moju, 60 km südwestlich vom Flughafen Belém (Brasilien). Von den sechs Insassen des sogenannten „Frachtflugs“ kamen der Kapitän und ein Passagier ums Leben.[243]

- Am 13. Mai 1949 verunglückte eine Curtiss C-46D-15-CU der Transandina Ecuador (HC-SIB) beim Start vom Aeropuerto Internacional Mariscal Sucre (1960) (Ecuador). Das Flugzeug wurde irreparabel beschädigt. Alle drei Besatzungsmitglieder, die einzigen Insassen, überlebten den Unfall.[244]

- Am 27. Mai 1949 entstand an einer Curtiss C-46F-1-CU der US-amerikanischen Trans-Air Hawaii (N5615V) ein Brand im Triebwerk Nr. 2 (rechts). Da die Feuerlöschanlage zu spät aktiviert wurde, konnte das Feuer sich über das Brandschott hinaus ausdehnen und den Hauptholm angreifen. Als das Fahrwerk im Anflug auf den Flughafen Kahului (Hawaii, USA) ausgefahren wurde, riss das Triebwerk ab und die Tragfläche brach, woraufhin die Maschine abstürzte. Der Brand des Motors Nr. 2 war durch einen Ausfall des Zylinders Nr. 8 verursacht worden, gefolgt von einem Ölfeuer. Beide Piloten, die einzigen Insassen auf dem Flug, kamen ums Leben.[245]

- Am 2. Juni 1949 verunglückte eine Curtiss C-46 der chinesischen Central Air Transport (XT-520) 320 Kilometer nördlich von Chongqing (China). Alle drei Besatzungsmitglieder, die einzigen Insassen, kamen ums Leben. Das Flugzeug wurde irreparabel beschädigt. Nähere Einzelheiten sind derzeit nicht verfügbar.[246]

- Am 3. Juni 1949 stürzte eine Curtiss C-46D-15-CU der venezolanischen RANSA - Rutas Aéreas Nacionales SA (YV-C-ARE) kurz nach dem Start vom Flughafen Miami (Florida, USA) in ein Mangroven-Dickicht und wurde irreparabel beschädigt. Alle drei Besatzungsmitglieder, die einzigen Insassen, überlebten den Unfall.[247]

- Am 7. Juni 1949 verlor an einer Curtiss C-46D-5-CU der US-amerikanischen Strato-Freight (N92857) auf dem Flug vom Flughafen Isla Grande (Puerto Rico, USA) zum Flughafen Miami (Florida, USA) eine Minute nach dem Abheben das rechte Triebwerk in einer Höhe von 70 Metern an Leistung. Der Propeller wurde nicht in die Segelstellung gebracht. Deshalb verlor das überladene Flugzeug an Höhe, bis es etwa 200 Meter von der Küste entfernt zu einer Bruchlandung im Meer kam. Während der 6 Minuten bis zum Untergang konnten sich fünf Besatzungsmitglieder und 23 Passagiere retten. Die Passagiere hatten keinerlei Information über Lage und Handhabung der Notausrüstung erhalten. Von den 81 Insassen wurden 53 getötet, ein Besatzungsmitglied und 52 der 75 Passagiere (siehe auch Flugunfall der Strato-Freight bei San Juan 1949).[248]

- Am 26. Juni 1949 stürzte eine Curtiss C-46A-50-CU der israelischen Luftstreitkräfte (4X-ACG) kurz nach dem Start von Avraham in der Negev-Wüste (Israel) ab. Die Maschine war mit Landminen beladen und brannte aus. Alle 13 Insassen, Besatzungsmitglieder und Passagiere, überlebten den Unfall.[249]

- Am 12. Juli 1949 wurde eine C-46E der Standard Airlines (N79978) im Anflug auf den Flughafen Burbank am Santa Susana Pass, 15 Kilometer nordnordwestlich Van Nuys, in einen Berg geflogen. Die Piloten flogen unterhalb der Sicherheitsflughöhe. Von den 48 Menschen an Bord wurden 35 getötet.[250][251]

- Am 19. Juli 1949 begann an einer Curtiss C-46F-1-CU der US-amerikanischen Air Transport Associates (N5075N) während des Startlaufs auf dem Boeing Field (Washington, USA) ein Triebwerk zu stottern und Fehlzündungen von sich zu geben. Nach dem Abheben zog der Kapitän in einer Höhe von 20 Fuß (6 Metern) die Gashebel auf Leerlauf, weil die Motoren nicht die volle Leistung zu erbringen schienen. Nach dem Aufsetzen glaubte er, nicht mehr genügend Strecke für einen sicheren Startabbruch zu haben und schob beide Gashebel bis zum Limit nach vorne, wobei das linke Triebwerk weiterhin Zündaussetzer hatte. Nach dem Abheben stieg das Flugzeug nur auf etwa 15 Meter Höhe, rammte nacheinander drei Masten und riss das Obergeschoss eines dreistöckigen Fachwerkhauses ab. Danach stürzte es in ein einstöckiges Backsteinhaus und zerstörte es. Das Flugzeug kam auf dem Fundament des Backsteinhauses in aufrechter Position zum Stehen. Als Unfallursachen wurde die fehlerhafte Verwendung von Benzin mit nur 91 Oktan festgestellt sowie die Unentschlossenheit des Kapitäns bei der Fortsetzung des Starts nach dem Leistungsabfall. Von den 32 Insassen wurden zwei Passagiere getötet, ebenso eine Person am Boden. Die vier Besatzungsmitglieder und die anderen 26 Passagiere überlebten (siehe auch Flugunfall einer Curtiss C-46 am Seattle Boeing Field 1949).[252]

- Am 2. August 1949 brach in einer Curtiss C-46D-10-CU der brasilianischen VARIG (PP-VBI) während des Fluges in einem Frachtraum ein Feuer aus. Der Rauch im Cockpit wurde so dicht, dass die Piloten durch die geöffneten Fenster hinausschauen mussten, als sie eine Notlandung in hügeligem Gelände nahe Jaquirana (Brasilien) durchführten. Die Maschine war noch 20 Flugminuten vom Ziel, dem Flughafen Porto Alegre, entfernt. Von den 36 Insassen kamen 5 ums Leben, ein Besatzungsmitglied und 4 Passagiere. Das Flugzeug wurde zerstört (siehe auch Flugunfall der VARIG bei Jaquirana).[253]

- Am 10. August 1949 wurde eine Curtiss C-46A-60-CK der bolivianischen Lloyd Aéreo Boliviano (CB-37) am Flughafen Rurrenabaque (Bolivien) irreparabel beschädigt. Über Personenschäden ist nichts bekannt.[254]

- Am 27. August 1949 wurden sechs (oder sechzehn) geparkte Curtiss C-46 der US-amerikanischen Wartungsfirma United Service for Air Co (N.... diverse) auf dem Flughafen West Palm Beach (Florida, USA) bei einem Hurrikan beschädigt oder zerstört, als sie in verdrehte Massen von Schrottmetall und Drähten geschleudert wurden. Eines wurde angehoben und 400 Meter weit in einen Kanal geweht. Einem anderen wurde der Rumpfrücken aufgerissen. Alle wurden von „United Service for Air Co“ von militärischer auf zivile Nutzung umgerüstet. Alle waren wahrscheinlich ohne Motoren gelagert. Über Personenschäden liegen keine Informationen vor.[255]

- Am 9. Oktober 1949 stürzte eine Curtiss C-46E-1-CS der US-amerikanischen Slick Airways (N59485) im Anflug auf den Flughafen Cheyenne (Wyoming, USA) ab. Das Wetter war durch schwere Turbulenz und starke Vereisung gekennzeichnet. Nachdem die Piloten die Kontrolle über das Flugzeug verloren hatten, stürzte es 4 Kilometer nordwestlich des Zielflughafens ab. Beide Besatzungsmitglieder und der einzige Passagiere, die einzigen Insassen auf dem Frachtflug, kamen ums Leben.[256]

- Am 11. Oktober 1949 wurde eine Curtiss C-46 eines unbekannten venezolanischen Betreibers (YV-....) in der Nähe von San Vicente Pacaya (Departamento Escuintla, Guatemala) abgestürzt und „völlig zerstört“ aufgefunden. Die Behörden meldeten keine Überlebenden. Die Identität des Flugzeugs ist fraglich.[257]

- Am 14. Oktober 1949 wurde eine Curtiss C-46A-5-CK der Brasilianischen Luftstreitkräfte (FAB 2057) bei einer Notlandung in der Nähe von Machacamarca (Bolivien) irreparabel beschädigt, als sie mit Sanddünen kollidiertw. Alle fünf Insassen überlebten den Unfall.[258]

- Am 11. November 1949 wurde eine Curtiss C-46 der venezolanischen Transporte Aéreo Transandino (YV-C-AQG) in Las Piedros (Venezuela) am Fahrwerk irreparabel beschädigt. Über Personenschäden liegen keine Informationen vor.[259]

- Am 4. Dezember 1949 ging in einer Curtiss C-46D der chinesischen Civil Air Transport (XT-812) während des Fluges von Hongkong nach Kunming das Benzin aus. Die mit einer Ladung Kraftstoff beladene Maschine wurde auf einer Sandbank in einem Fluss in der Provinz Guangxi (China) notgelandet. Alle fünf Besatzungsmitglieder, die einzigen Insassen, überlebten den Unfall. Sie wurden von chinesischen Guerilla-Kämpfern gefangen genommen und 1950 freigelassen.[260]

- Am 9. Dezember 1949 wurde eine Curtiss C-46D-20-CU der chinesischen Civil Air Transport (XT-820) in der Nähe von Lanzhou (China) gegen einen Berg geflogen. Durch diesen CFIT (Controlled flight into terrain) wurden alle 38 Insassen getötet.[261]

- Am 10. Dezember 1949 verunglückte eine Curtiss C-46D-20-CU der chinesischen Civil Air Transport (XT-814) während eines nächtlichen Evakuierungsfluges vom Flughafen Chengdu-Shuangliu (China). Von den 40 Insassen kamen 17 ums Leben, alle fünf Besatzungsmitglieder und 12 Passagiere. Chengdu war die letzte Stadt auf dem Festland, welche die Nationalrevolutionäre Armee der Kuomintang im Bürgerkrieg bis zu ihrer Flucht nach Taiwan verteidigte. Am 10. Dezember 1949 eroberten kommunistische Einheiten die Stadt.[262]

## 1950er-Jahre
- Am 5. Januar 1950 traten an einer Curtiss C-46A60-CK der brasilianischen Companhia Itaú de Transportes Aéreos (Luftfahrzeugkennzeichen PP-XBW) während des Reisefluges Triebwerksprobleme auf. Der Kapitän entschied, zum Flughafen São Paulo–Congonhas (Brasilien) zurückzukehren. Die Besatzung schaffte es jedoch nicht mehr ganz dorthin, sondern musste eine Notlandung etwa 36 Kilometer vor dem Zielflughafen durchführen. Das Flugzeug wurde irreparabel beschädigt. Alle drei Besatzungsmitglieder, die einzigen Insassen auf dem Frachtflug, überlebten den Unfall.[263]

- Am 1. März 1950 verunglückte eine Curtiss C-46A-40-CU der United States Air Force (USAF) (42-107320) bei der Landung auf der Harrisburg-Olmsted Air Force Base (Pennsylvania, USA) und ging in Flammen auf. Es gab keine Todesfälle.[264]

- Am 4. April 1950 wurde eine geparkte Curtiss C-46 Commando der (später taiwanischen) Luftstreitkräfte der Republik China (ROCAF unbekannt) auf dem Flughafen Hongkong-Kai Tak (China) durch eine kleine Bombe zerstört. Sechs weitere Flugzeuge wurden ebenfalls beschädigt. Die verlassenen Flugzeuge waren den Chinesen von einem Gericht in Hongkong zugesprochen worden. Personen kamen nicht zu Schaden.[265]

- Am 24. April 1950 wurde eine Curtiss C-46 Commando der bolivianischen Lloyd Aéreo Boliviano (CB-51) am Flughafen Cochabamba (Bolivien) irreparabel beschädigt. Die beiden Besatzungsmitglieder, die einzigen Insassen auf dem Flug, überlebten den Unfall.[266]

- Am 5. Mai 1950 kam es mit einer Curtiss TC-46D der United States Air Force (USAF) (44-77692) nach dem Start vom Wold–Chamberlain Field (heute Minneapolis-Saint Paul International Airport) (Minnesota, USA) in schlechtem Wetter zu einer Bruchlandung. Der linke Motor fing nach dem Absturz Feuer. Alle 31 Insassen, drei Besatzungsmitglieder und 28 Passagiere, überlebten den Unfall unverletzt. Das Flugzeug wurde zerstört.[267]

- Am 27. Mai 1950 kam es an einer Curtiss C-46F-1-CU der US-amerikanischen Regina Cargo Airlines (N9406H), gemietet von der United States Air Force (USAF), am Triebwerk Nr. 1 (links) unmittelbar nach dem Abheben vom Flughafen Teterboro (New Jersey, USA) zu Fehlzündungen. Das Triebwerk wurde abgestellt. In einer Höhe von etwa 140 Metern wurde für die Rückkehr nach links gekurvt. Die Maschine sank immer weiter, bis sie 800 Meter vom Flugplatz entfernt im Gelände aufschlug und noch rund 200 Meter weiter rutschte, bis sie mit großen Bäumen kollidierte. Unfallursachen waren die Überladung des Flugzeugs um 5076 pounds (2304 Kilogramm) und mangelhafte Wartung der Triebwerke. Einer der beiden Piloten, der einzigen Insassen auf dem Frachtflug, wurde getötet.[268]

- Am 5. Juni 1950 kam es bei einer Curtiss C-46F der Westair Transport (N1248N) zum Ausfall eines Triebwerks und daraufhin zur Überhitzung des anderen. Etwa 480 Kilometer vor der Küste von Melbourne, Florida, USA, wurde eine Notwasserung im Atlantik durchgeführt. Von den 65 Insassen überlebten 37, jedoch ertranken 28 (siehe auch Flugunfall der Westair Transport 1950).[269]

- Am 15. Juni 1950 trennte sich von einer Curtiss C-46F-1-CU der US-amerikanischen Pan Am, gemietet von der United States Air Force (USAF), (N74170) der Propeller Nr. 2 (rechts) während des Fluges ab, durchtrennte die Unterseite des Rumpfes und berührte den Propeller Nr. 1 (links). In der Nähe des Flughafens Mérida (Mexiko) wurde eine Notlandung als Bauchlandung durchgeführt. Es stellte sich heraus, dass der Propeller nach einem Ausfall des Hauptstangenlagers und einem Wellenausfall des Motors Nr. 2 ausgefallen war. Beide Piloten, die einzigen Insassen, überlebten den Unfall. Das Flugzeug wurde zerstört.[270]

- Am 23. Juli 1950 löste sich an einer Curtiss C-46D-10-CU der United States Air Force (USAF) (44-77577) nach dem Start von der Myrtle Beach Air Force Base (South Carolina, USA) das linke Querruder. In einer Höhe von 300 bis 600 Metren verloren die Piloten die Kontrolle über das Flugzeug. Durch die Überlastung brachen beide Tragflächen ab und die Maschine stürzte 3 Kilometer westlich des Startflughafens ab. Alle 39 Insassen, vier Besatzungsmitglieder und 35 Passagiere, kamen ums Leben.[271]

- Am 30. Juli 1950 benötigte eine Curtiss C-46F-1-CU der US-amerikanischen Flying Tiger Line (N67960), gemietet von der United States Air Force (USAF), beim Start vom Denver-Stapleton Airfield (Colorado, USA) bei gutem Wetter trotz normaler Triebwerksleistung eine ganz ungewöhnlich lange Beschleunigungsstrecke bis zum Abheben. Erst kurz vor dem Ende der 2130 Meter langen Startbahn konnte der Kapitän die Maschine abheben. Während des Steigflugs schüttelte das Flugzeug auf 30 Meter Höhe stark. Knapp 600 Meter hinter dem Startbahnende kollidierte die Maschine mit dem ersten von insgesamt vier jeweils 12 Meter hohen Lichtmasten, schlug dann auf dem Boden auf und rutschte noch rund 100 Meter weiter. Das Flugzeug wurde dabei irreparabel beschädigt. Die Gründe für das schlechte Flugverhalten der Maschine konnten nicht ermittelt werden. Alle vier Insassen, je zwei Besatzungsmitglieder und Passagiere, überlebten den Unfall.[272]

- Am 4. August 1950 verloren an einer Curtiss C-46/R5C-1 des United States Marine Corps (USMC) (Bu 39566) im Anflug beide Triebwerke an Leistung. Es kam zu einer Bauchlandung kurz vor der Tinker Air Force Base (Oklahoma, USA). Bei der Notlandung wurde das Triebwerk Nr. 1 (links) abgerissen. Das Flugzeug transportierte eine Sprengstoffladung von hoher Priorität. Ein Feuer brach aus und zündete den Sprengstoff im Frachtraum. Das Flugzeug wurde zerstört. Alle sechs Insassen überlebten den Unfall.[273]

- Am 8. September 1950 verloren an einer Curtiss C-46A-45-CU der brasilianischen Transportes Aéreos Bandeirantes (TABA) (PP-LDB) im Anflug auf den Flughafen Rio de Janeiro–Santos Dumont (Brasilien) beide Triebwerke an Leistung. Der Kapitän entschied, zum nahegelegenen Flughafen Rio de Janeiro–Galeao auszuweichen. Jedoch ging immer mehr Höhe verloren, so dass eine Notwasserung in der Guanabara-Bucht unvermeidlich wurde. Alle drei Besatzungsmitglieder, die einzigen Insassen, überlebten den Unfall.[274]

- Am 27. September 1950 öffnete der Copilot einer Curtiss C-46D-20-CU der US-amerikanischen CIA-Fluggesellschaft Civil Air Transport (XT-862) bei der Landung auf der Marine Corps Air Station Iwakuni (Japan) versehentlich den rechten Gashebel und den linken Kühlluftklappenhebel statt beider Kühlluftklappenhebel. Das Flugzeug kam von der Landebahn ab und geriet auf unwegsames Gelände, wobei das Fahrwerk zusammenbrach. Alle Insassen überlebten den Unfall. Das Flugzeug wurde irreparabel beschädigt.[275]

- Am 2. Oktober 1950 wurde eine Curtiss C-46 der bolivianischen Lloyd Aéreo Boliviano (CB-38) in der Laguna Anteojos o Azar (Bolivien) irreparabel beschädigt. Über Personenschäden ist nichts bekannt.[276]

- Am 8. November 1950 wurde eine Curtiss C-46D-10-CU der bolivianischen Frigorífico Cooperativo Los Andes (CB-47) bei einem Unfall auf dem Flughafen La Paz irreparabel beschädigt. Beide Piloten, die einzigen Insassen auf dem Frachtflug, überlebten den Unfall.[277]

- Am 15. November 1950 wurde eine Curtiss C-46 der bolivianischen Frigorífico Cooperativo Los Andes (CB-48) bei einer Notlandung nahe dem Flughafen La Paz irreparabel beschädigt. Beide Piloten überlebten den Unfall.[278]

- Am 24. November 1950 verunglückte eine Curtiss C-46D-15-CU der kolumbianischen Líneas Aéreas del Caribe (LIDCA) (HK-330), die auf dem Weg nach Barranquilla war, in der Nähe des Flughafens Medellin (Kolumbien). Nähere Einzelheiten sind derzeit nicht verfügbar. Beide Piloten, die einzigen Insassen auf dem Frachtflug, überlebten den Unfall.[279]

- Am 8. Dezember 1950 wurde eine Curtiss C-46F-1-CU der US-amerikanischen CIA-Fluggesellschaft Civil Air Transport (XT-44) bei der Landung auf dem Flugplatz Yonpo (Nordkorea) irreparabel beschädigt. Einer der 10 Insassen kam ums Leben.[280]

- Am 9. Dezember 1950 wurde eine Curtiss C-46F-1-CU der US-amerikanischen CIA-Fluggesellschaft Civil Air Transport (XT-852) in einer Höhe von 2440 Metern gegen eine Flanke des 3766 Meter hohen Fudschijama (Japan) geflogen. Die Maschine war auf dem Weg vom 72 Kilometer nordöstlich gelegenen Militärflugplatz Tachikawa (Tokio, Japan) nach Korea. Durch diesen CFIT (Controlled flight into terrain) wurden alle 3 Besatzungsmitglieder getötet, die einzigen Insassen.[281]

- Am 17. Dezember 1950 wurde eine Curtiss C-46A-45-CU der brasilianischen Loide Aéreo Nacional (PP-LDD) auf dem Flughafen Campina Grande (Brasilien) bei einer Notlandung mit eingefahrenem Fahrwerk (Bauchlandung) irreparabel beschädigt. Alle 49 Insassen, fünf Besatzungsmitglieder und 44 Passagiere, überlebten den Unfall.[282]

- Am 4. Januar 1951 versuchte der Kapitän einer überladenen Curtiss C-46D-15-CU der Monarch Air Service (N79982), vom Chicago Midway Airport (Illinois) mit zu geringer Leistungseinstellung der Triebwerke zu starten. Es kam zum Strömungsabriss und Kontrollverlust. Bei der Bruchlandung knapp außerhalb des Flughafens brach Feuer aus. Alle 48 Insassen überlebten (3 Besatzungsmitglieder und 45 Passagiere).[283][284]

- Am 8. Januar 1951 verunglückte eine Curtiss C-46D-20-CU der United States Army Air Forces (USAAF) (44-78505) bei der Landung auf dem Militärflugplatz Chungju (K-41) (Südkorea). Dabei krachte das Flugzeug in zwei weitere C-46, 44-78270 und 44-78462, die dadurch beide zerstört wurden. Von den drei Besatzungsmitgliedern der landenden Maschine wurden 2 getötet.[285]

- Am 8. Januar 1951 wurde eine Curtiss C-46D-20-CU der United States Army Air Forces (USAAF) (44-78462) auf dem Militärflugplatz Chungju (K-41) (Südkorea) durch eine landende C-46 irreparabel beschädigt. Auslöser war die Bruchlandung der C-46 44-78505, in der 2 der 3 Besatzungsmitglieder getötet wurden, die dabei unter anderem auch die C-46 44-78262 rammte. Alle Insassen der stehenden C-46 blieben unverletzt.[286]

- Am 8. Januar 1951 wurde eine Curtiss C-46D-20-CU der United States Army Air Forces (USAAF) (44-78270) auf dem Militärflugplatz Chungju (K-41) (Südkorea) durch eine landende C-46 irreparabel beschädigt. Auslöser war die Bruchlandung der C-46 44-78505, in der 2 der 3 Besatzungsmitglieder getötet wurden, die dabei unter anderem auch die C-46 44-78270 rammte. Alle Insassen der stehenden C-46 blieben unverletzt.[287]

- Am 23. Januar 1951 fiel an einer Curtiss C-46D-20-CU der United States Air Force (USAF) (44-78473) ein Triebwerk aus. Alle Insassen sprangen erfolgreich mit dem Fallschirm ab. Das führerlose Flugzeug stürzte 10 Kilometer ostnordöstlich des Militärflugplatzes Tachikawa (Tokio, Japan) ab.[288]

- Am 24. Januar 1951 kollidierte eine Curtiss C-46D-15-CU Commando der United States Air Force (USAF) (44-78029) bei der Landung auf dem Militärflugplatz Chungju (K-41) (Südkorea) mit einem Lastwagen. Auf diesem wurde eine Person getötet und 15 weitere verletzt. Alle Insassen des Flugzeugs überlebten den Unfall. Die Maschine wurde zerstört.[289]

- Am 14. Februar 1951 flog eine Curtiss C-46A-5-CK der kolumbianischen Limitada Nacional de Servicio Aéreo (LANSA) (HK-333) in der Nähe von Yali (Antioquia) (Kolumbien) ins Gelände. Das Flugzeug befand sich auf einem Frachtflug von Medellín nach Barranquilla, als es knapp 100 Kilometer nordöstlich des Startflughafens verunglückte. Die beiden Piloten, die einzigen Insassen, kamen ums Leben.[290]

- Am 21. Februar 1951 wurde eine Curtiss C-46A-60-CS der brasilianischen Companhia Itaú de Transportes Aéreos (PP-ITF) im Anflug auf den Flughafen Rio de Janeiro–Santos Dumont (Brasilien) durch Turbulenzen derart beeinflusst, dass sie vor der Landebahn 02 aufsetzte. Das rechte Hauptfahrwerk brach ab und das rechte Triebwerk wurde beschädigt. Dennoch gab der Kapitän Vollgas, um auf dem Flughafen Rio de Janeiro–Galeao eine Ausweichlandung durchzuführen, bei der das Flugzeug durch Feuer zerstört wurde. Alle vier Besatzungsmitglieder, die einzigen Insassen auf dem Frachtflug, überlebten den Unfall.[291]

- Am 23. Februar 1951 mussten die Piloten einer Curtiss C-46E-1-CS US-amerikanischen Slick Airways (N59490) wegen Vereisung bei Newhall, Kalifornien, eine Notlandung neben einer Landstraße durchführen, wobei die Maschine gegen einen Pfosten prallte und irreparabel beschädigt wurde. Alle drei Crewmitglieder, die einzigen Insassen auf dem Frachtflug, überlebten.[292]

- Am 25. Februar 1951 wurde eine Curtiss C-46D-15-CU der United States Air Force (44-78257) auf der Rückkehr von einem Einsatz in Korea 6,5 Kilometer südwestlich der Marine Corps Air Station Iwakuni (Japan) ins Gelände geflogen. Durch diesen CFIT (Controlled flight into terrain) wurden alle drei Crewmitglieder getötet.[293]

- Am 5. März 1951 entstand an einer Curtiss C-46 der US-amerikanischen San Diego Sky Freight (Luftfahrzeugkennzeichen unbekannt) während des Fluges ein Triebwerksbrand. Daher wurde auf einer stillgelegten Landebahn bei National City (Kalifornien, USA) eine Notlandung durchgeführt. Dabei brach das Fahrwerk zusammen und die Maschine wurde irreparabel beschädigt. Beide Piloten, die einzigen Insassen auf dem Frachtflug, überlebten den Unfall.[294]

- Am 15. April 1951 überrollte eine Curtiss C-46A-45-CU der brasilianischen Loide Aéreo Nacional (PP-LDC) bei der Landung mit Rückenwind auf dem Flughafen Rio de Janeiro–Santos Dumont (Brasilien) das Landebahnende in die Guanabara-Bucht und wurde zerstört. Alle 38 Insassen überlebten.[295]

- Am 28. April 1951 kam es an einer Curtiss C-46D-20-CU der United States Air Force (USAF) (44-78365) zu einem nicht näher spezifizierten technischen Ausfall. Die gesamte Besatzung sprang 29 Kilometer südöstlich des Militärflugplatzes Daegu (Korea) mit dem Fallschirm ab. Alle Besatzungsmitglieder überlebten den Unfall. Das steuerlose Flugzeug stürzte ab.[296]

- Am 28. April 1951 musste eine Curtiss C-46A-5-CU der chilenischen Lyon Air (CC-CYA-141) vom geplanten Zielort Balmaceda (Aisén) (Chile) wegen schlechten Wetters ausweichen. Aber auch am Ausweichflugplatz Chile Chico war das Wetter zu schlecht für eine sichere Landung. Daher wurde eine Notlandung bei Los Antiguos (Argentinien) durchgeführt, bei der das Flugzeug irreparabel beschädigt wurde. Alle 11 Insassen, vier Besatzungsmitglieder und 7 Passagiere, überlebten den Unfall.[297]

- Am 7. Mai 1951 wurde eine Curtiss C-46 der Luftstreitkräfte der Volksrepublik China (PLAAF unbekannt) im Steigflug nach dem Start vom Flugplatz Chengkung (Volksrepublik China) irreparabel beschädigt, weil die Besatzung gegen die Betriebsvorschriften verstoßen hatte. Nähere Einzelheiten sind derzeit nicht verfügbar. Alle 4 Insassen überlebten den Unfall leicht verletzt.[298]

- Am 29. Juli 1951 streifte eine Curtiss C-46A-10-CU der brasilianischen Loide Aereo Nacional (CB-39) nach dem Abheben vom Flughafen Cochabamba Bäume und stürzte ab. Die Maschine befand sich auf dem Überführungsflug vom vorherigen Besitzer, der bolivianischen Lloyd Aéreo Boliviano, und trug deshalb noch das bolivianische Kennzeichen. Alle drei Crewmitglieder und vier Passagiere kamen ums Leben.[299]

- Am 8. August 1951 wurde eine Curtiss C-46F-1-CU der US-amerikanischen Pan Am (N74176) irreparabel beschädigt, als sie bei der Landung auf dem Flughafen São Paulo–Congonhas (Brasilien) viel zu spät aufsetzte, über das Landebahnende hinausschoss und eine Böschung hinunter geriet. Die drei Besatzungsmitglieder, die einzigen Insassen, überlebten den Unfall.[300]

- Am 11. August 1951 wurde mit einer Curtiss C-46F-1-CU der US-amerikanischen All American Airways (N3908B), gemietet von der USAF, auf dem Flughafen Newark (USA) der Start abgebrochen, weil die Richtungskontrolle verloren gegangen war. Das Flugzeug konnte nicht mehr vor dem Startbahnende zum Stillstand gebracht werden, überrollte es und kam in einem sumpfigen Gelände an einer gut einen Meter hohen Böschung zum Stillstand. Im Bereich des rechten Triebwerks brach ein Feuer aus, und das Flugzeug wurde irreparabel beschädigt. Alle 45 Insassen, vier Besatzungsmitglieder und 41 Passagiere, überlebten den Unfall.[301]

- Am 27. September 1951 flog eine Curtiss C-46D-10-CU der United States Air Force (Kennzeichen 44-77713) gegen den Berg Tanzawa (Japan). Alle 11 Insassen kamen ums Leben, fünf Besatzungsmitglieder und sechs Passagiere.[302]

- Am 29. September 1951 wurde eine Curtiss C-46D-15-CU der bolivianischen Frigorífico Cooperativo Los Andes (CB-43) auf dem Flughafen La Paz so schwer beschädigt, dass eine Reparatur unmöglich wurde. Es gab keine Todesopfer.[303]

- Am 16. Dezember 1951 stürzte eine Curtiss C-46F der Miami Airline (N1678M) aufgrund eines Triebwerkschadens kurz nach dem Start von Newark in den Elizabeth River. Alle 56 Insassen starben (siehe Flugunfall der Miami Airline (1951)).

- Am 29. Dezember 1951 wurde eine Curtiss C-46A-50-CU der US-amerikanischen Continental Charters (N3944C) nahe Salamanca (New York) (USA) in einen bewaldeten Hügel geflogen, 24 Kilometer vom vorgesehenen Kurs entfernt. Flugziel war der Flughafen Buffalo Municipal. Die Piloten waren trotz Wetters für Instrumentenflugbedingungen im Sichtflug geflogen. Durch diesen CFIT (Controlled flight into terrain) wurden von den 40 Insassen 26 getötet, drei Besatzungsmitglieder und 26 Passagiere.[304]

- Am 30. Dezember 1951 verunglückte eine Curtiss C-46F-1-CU der US-amerikanischen Transocean Air Lines (N68963) in der Nähe des Flughafens Fairbanks (Alaska). Zuvor hatten die Piloten mitgeteilt, dass der Radiokompass (ADF) ausgefallen sei. Das Frachtflugzeug wurde erst vier Tage nach dem Unfall gefunden. Die vier Insassen kamen ums Leben (siehe auch Transocean-Air-Lines-Flug 501).[305]

- Am 21. Januar 1952 überdrehte an einer Curtiss C-46D-5-CU der United States Air Force (USAF) (44-77407) ein Propeller. Daraufhin wurde an einem unbekannten Ort außerhalb des Festlandes von Südkorea eine Notwasserung durchgeführt. Über Personenschäden liegen keine Informationen vor.[306]

- Am 1. Februar 1952 kam es mit einer Curtiss C-46D-20-CU der United States Air Force (USAF) (44-78373) auf dem Militärflugplatz Tachikawa (Tokio, Japan) nach einem Triebwerksbrand zu einer Bauchlandung. Das Flugzeug wurde irreparabel beschädigt. Über Personenschäden ist nichts bekannt.[307]

- Am 10. Februar 1952 stürzte eine Curtiss C-46D-10-CU der United States Air Force (USAF) (44-77508) beim Start vom Wheeler-Sack Army Airfield (New York, USA) in eine Reihe geparkter Flugzeuge, nachdem sie eine 90°-Kurve geflogen hatte. Alle 4 Besatzungsmitglieder kamen ums Leben. Die 32 Passagiere (Fallschirmjäger) überlebten.[308]

- Am 19. Februar 1952 zündete in einer Curtiss C-46D-15-CU der United States Air Force (USAF) (44-78038), mit der nachts Fallschirmspringer abgesetzt werden sollten, ein Doppelagent kurz vor seinem Absprung eine Granate. Die Maschine stürzte an einem unbekannten Ort in Südkorea ab. Alle 10 Insassen, Besatzungsmitglieder und Passagiere, kamen ums Leben.[309]

- Am 21. Februar 1952 fiel an einer Curtiss C-46A-5-CU der brasilianischen VARIG (PP-VCB) nach dem Abheben vom Flughafen Rio de Janeiro–Santos Dumont (Brasilien) das Triebwerk Nr. 1 (links) aus. Im Gegensatz zu den notwendigen Verfahren wurde dessen Propeller nicht in die Segelstellung gebracht, was zum Strömungsabriss und zum Aufschlag im Wasser der Guanabara-Bucht führte. Die drei Besatzungsmitglieder, die einzigen Insassen auf dem Flug, überlebten den Unfall.[310]

- Am 17. März 1952 kam es an einer Curtiss C-46/R-5C-1 Commando der United States Navy (US Navy) (Bu 50708) zu einem Triebwerksbrand. In der Nähe der Dallas Naval Air Station (Texas, USA) sprangen alle 22 Insassen mit dem Fallschirm ab, allerdings kamen dabei zwei ums Leben.[311]

- Am 30. März 1952 wurde eine Curtiss C-46 eines privaten US-amerikanischen Betreibers (Luftfahrzeugkennzeichen unbekannt) gegen den Berg Otay (Kalifornien, USA) geflogen und explodierte. Die aus La Paz (Baja California Sur) (Mexiko) kommende Maschine war im Anflug auf den 35 Kilometer nordwestlich gelegenen Flughafen San Diego/Lindbergh Field. Durch diesen CFIT (Controlled flight into terrain) wurden beide Piloten getötet, die einzigen Insassen auf dem Frachtflug.[312]

- Am 5. April 1952 fiel an einer Curtiss C-46F-1-CU der US-amerikanischen US Airlines (N1911M), betrieben von der United States Air Force (USAF), das Triebwerk Nr. 2 (rechts) aus, als die Piloten wegen schlechter Sicht durchstarteten. In Turbulenz verloren sie die Kontrolle über das Flugzeug. Es stürzte 7 Kilometer nördlich des Flughafens New York-Idlewild (USA) in die Stadt, an der Kreuzung der 169th Street und 89th Avenue, Jamaica, New York. Beide Piloten, die einzigen Insassen auf dem Frachtflug, kamen ums Leben, ebenso wie 3 Personen auf der Straßenkreuzung.[313]

- Am 18. April 1952 wurde eine aus Phoenix (Arizona) kommende Curtiss C-46F-1-CU der US-amerikanischen Robin Airlines (N8404C), gemietet von Air Charters, im Anflug auf den Flughafen Burbank (Kalifornien, USA) in einen 980 Fuß (298 Meter) hohen Hügel geflogen. Die Piloten hatten eine Freigabe erhalten, nicht tiefer als 3000 Fuß zu sinken. Durch diesen CFIT (Controlled flight into terrain) wurden alle 29 Insassen getötet, drei Besatzungsmitglieder und 26 Passagiere.[314]

- Am 30. April 1952 wurde eine Curtiss C-46D der United States Air Force (USAF) (44-77543) 8 Kilometer nordwestlich der Stadt Kamikawa (Japan) in den Vulkan Aso geflogen. Durch diesen CFIT (Controlled flight into terrain) wurden alle 4 Besatzungsmitglieder getötet.[315]

- Am 24. Mai 1952 kam es mit einer Curtiss C-46A-60-CK der brasilianischen Loide Aéreo Nacional (PP-LDE) bei der Rückkehr zum Flughafen Manaus/Ponta Pelada (Brasilien) nach einem Triebwerksausfall zu einem Strömungsabriss. Die Maschine stürzte in den Rio Negro. Alle 6 Besatzungsmitglieder, die einzigen Insassen auf dem Frachtflug, wurden getötet. Das Wartungspersonal hatte vergessen, alle Ruderverriegelungen zu entfernen.[316]

- Am 7. Juni 1952 wurde eine Curtiss C-46 der Luftstreitkräfte der Volksrepublik China (PLAAF 8005) im Kreis Kangding (Volksrepublik China) auf dem Rückweg von einem Güterabwurf ins Gelände geflogen. Durch diesen (Controlled flight into terrain) wurden alle 9 Insassen getötet.[317]

- Am 4. August 1952 fiel an einer US-amerikanischen, auf R. P. Weesner registrierten Curtiss C-46A-40-CU (N79096) die Steuerung des Höhenruders aus. Der Kapitän versuchte, mithilfe der Höhenrudertrimmung eine Notlandung auf dem Flughafen Miami (Florida, USA) durchzuführen. Während der Anflug zunächst einigermaßen normal verlief, kam es im Endanflug ab etwa 50 Metern Höhe zu immer stärkeren vertikalen Bewegungen der Maschine. Als sie wieder 50 Meter passierte, kam es zum Kontrollverlust und das Flugzeug schlug fast vertikal auf dem Boden auf. Die Unfalluntersuchung ergab, dass das Versagen des Steuerungssystems das Ergebnis mangelhafter Wartung und unzureichender Inspektion während der Überholung und Modifikation des Flugzeugs war. Alle 4 Insassen, Besatzungsmitglieder und Passagiere, die einzigen Insassen auf dem Überführungsflug, wurden getötet.[318]

- Am 16. Oktober 1952 stürzte eine Curtiss C-46D-10-CU der United States Air Force (USAF) (44-77538) nach dem Start vom Militärflugplatz Gangneung (Südkorea) ins Meer. Alle 25 Insassen, vier Besatzungsmitglieder und 21 Passagiere, kamen ums Leben.[319]

- Am 15. November 1952 stürzte eine Curtiss C-46D-15-CU der United States Air Force (USAF) (44-78114) nach dem Start vom Militärflugplatz Gangneung (Südkorea) ins Meer. Von den 18 Insassen kamen 11 ums Leben.[320]

- Am 20. November 1952 konnte eine Curtiss C-46D der chinesischen CAAC (B-213) beim Start auf dem Flugplatz Kunming Wujiaba (China) aufgrund von Triebwerksproblemen nicht rechtzeitig abheben, so dass der Start abgebrochen wurde. In der Folge wurde das Flugzeug irreparabel beschädigt, als es auf ein Weizenfeld aufrollte, wodurch das Fahrwerk zusammenbrach. Alle 24 Insassen, Besatzungsmitglieder und Passagiere, überlebten den Unfall.[321]

- Am 8. Dezember 1952 wurde eine Curtiss C-46 der (später taiwanischen) Luftstreitkräfte der Republik China (ROCAF 28) in der Nähe der Three Gorges, Taipei County (Taiwan) gegen einen Bergzug geflogen. Bei diesem CFIT (Controlled flight into terrain) wurden alle 31 Insassen getötet.[322]

- Am 16. Dezember 1952 fing an einer Curtiss C-46 der chinesischen CAAC (B-216) im Steigflug nach dem Start vom Militärflugplatz Chongqing-Baishiyi (China) in 9000 Fuß (2740 Meter) Höhe die rechte Triebwerksgondel Feuer. Die Besatzung kehrte zur Notlandung zurück und konnte das Feuer innerhalb von zehn Minuten löschen. Der erste Offizier interpretierte jedoch die Anzeigeleuchten des Fahrwerks falsch und verriegelte das Fahrwerk vor dem Aufsetzen nicht. Infolgedessen fuhr das Fahrwerk am Boden von selbst wieder ein und das Flugzeug wurde irreparabel beschädigt. Alle drei Besatzungsmitglieder und sämtliche Passagiere überlebten den Unfall. Das Flugzeug wurde zerstört.[323]

- Am 21. Dezember 1952 verschwand eine Curtiss C-46D-15-CU der venezolanischen RANSA - Rutas Aéreas Nacionales SA (YV-C-ARC) über dem Atlantik vor dem Zielort, dem Flughafen Miami (Florida, USA). Alle 3 Besatzungsmitglieder, die einzigen Insassen, kamen ums Leben.[324]

- Am 7. Januar 1953 (Ortszeit) geriet eine Curtiss C-46F-1-CU der US-amerikanischen Associated Air Transport (N1648M) 13 Kilometer westlich von Fish Haven (Idaho, USA) bei einer Flughöhe von 13.000 Fuß (3.960 Metern) in ein Gebiet mit verstärkter Vereisung und starker Turbulenz. Die Maschine wurde so tief herunter gedrückt, dass sie in einer Höhe von 8545 Fuß (2600 Metern) mit Bäumen kollidierte. Alle 40 Insassen, drei Besatzungsmitglieder und 37 Passagiere, kamen ums Leben. Das Flugzeug wurde erst fünf Tage später gefunden.[325]

- Am 29. Januar 1953 fiel an einer Curtiss C-46A-45-CU der kolumbianischen Lineas Interamericana Aérea (HK-605) unmittelbar nach dem Start das linke Triebwerk aus. Die Besatzung musste in Bogotas Vorort Santa Lucia, 6 Kilometer südöstlich des Startflughafens Bogotá-Techo (Kolumbien), eine Notlandung durchführen. Beide Piloten, die einzigen Insassen auf dem Frachtflug, überlebten den Unfall.[326]

- Am 9. Februar 1953 verunglückte eine Curtiss C-46D der Ägyptischen Luftstreitkräfte (EAF 1001) auf dem Weg von el-Arisch zum Flughafen Kairo-Almaza in der Wüste rund 60 Kilometer östlich von Kairo. Dabei kamen 30 der 35 Insassen ums Leben.[327]

- Am 15. Februar 1953 wurde eine Curtiss C-46 der kolumbianischen Lineas Interamericana Aérea (HK-606) bei der Landung auf dem Flughafen Medellin-Olaya Herrera (Kolumbien) irreparabel beschädigt. Alle sechs Insassen, fünf Besatzungsmitglieder und ein Passagier, überlebten den Unfall.[328]

- Am 1. März 1953 flogen die Piloten einer Curtiss C-46A-45-CU der United States Air Force (USAF) (42-96539) in einen Schneesturm ein. Nachdem sie völlig die Orientierung verloren hatten, sprangen sämtliche Insassen einschließlich der Besatzung mit dem Fallschirm ab. Das steuerlose Flugzeug schlug 1,6 Kilometer ostsüdöstlich von Avon (Indiana) (USA) in einen Acker ein. Alle 11 Insassen, Besatzungsmitglieder und Passagiere, überlebten den Unfall.[329]

- Am 4. März 1953 wurde eine Curtiss C-46F-1-CU der US-amerikanischen Slick Airways (N4717N) beim Anflug unter tiefhängenden Wolken 2,5 Kilometer südwestlich des Flughafens Bradley (Connecticut, USA) in Bäume geflogen. Bei diesem CFIT (Controlled flight into terrain) wurden beide Piloten getötet, die einzigen Insassen auf dem Frachtflug.[330]

- Am 20. März 1953 wurde an einer Curtiss C-46A-50-CU der US-amerikanischen Aerovias Sud Americana (N66559) das Triebwerk Nr. 2 (rechts) abgestellt. Beim Anflug auf den Flughafen St. Petersburg (Florida, USA) mit nur einem laufenden Triebwerk war die Maschine zu hoch. Beim einmotorigen Durchstarten kam es zum Strömungsabriss, da die Landeklappen noch voll ausgefahren waren, und das Flugzeug stürzte in ein Waldgebiet. Alle drei Besatzungsmitglieder, die einzigen Insassen auf dem Frachtflug, überlebten dennoch den Unfall.[331]

- Am 27. März 1953 brach an einer Curtiss C-46 der AREA Ecuador (HC-SJA) bei der Landung auf dem Flughafen Panama–Tocumen das Fahrwerk zusammen. Die Maschine geriet von der Landebahn ab, stürzte in eine Schlucht und brannte aus. Beide Piloten, die einzigen Insassen auf dem Frachtflug, überlebten den Unfall.[332]

- Am 5. April 1953 stürzte eine Curtiss C-46 der United States Air Force (USAF) (Luftfahrzeugkennzeichen unbekannt) an einem unbekannten Ort in Südkorea ab. Das Flugzeug wurde zerstört. Alle 16 Insassen, Besatzungsmitglieder und Passagiere, sprangen mit dem Fallschirm ab und überlebten den Unfall.[333]

- Am 23. April 1953 wurde eine Curtiss C-46F-1-CU der United States Air Force (USAF), betrieben für die US-amerikanische American Air Transport (N1693M) 12 Kilometer östlich von Selleck (Washington) in Bäume auf dem 4000 Fuß (1220 Meter) hohen Cedar Mountain geflogen. Die Maschine befand sich im Anflug auf das Boeing Field (Washington, USA). Durch diesen CFIT (Controlled flight into terrain) wurden beide Piloten auf dem Überführungsflug getötet, die zwei Passagiere überlebten.[334]

- Am 22. Mai 1953 geriet eine Curtiss C-46F-1-CU der US-amerikanischen Resort Airlines (N1669M), gemietet von der USAF, 18 Kilometer nordöstlich von Des Moines (Iowa, USA) in ein schweres Gewitter. Nach dem Bruch des rechten Querruderantriebs verloren die Piloten die Kontrolle über das Flugzeug. Die Überlastung der Maschine führte zum Verlust der rechten Tragfläche und zum Absturz. Beide Piloten, die einzigen Insassen auf dem Überführungsflug, kamen ums Leben.[335]

- Am 19. Juli 1953 schlug eine Curtiss C-46F-1-CU der US-amerikanischen Southern Air Transport (N1679M) kurz vor der Landung auf dem Dallas Love Field (Texas, USA) auf einer Böschung auf. Die Maschine sprang hoch und stürzte ab. In der Absturzsequenz brach die rechte Tragfläche ab, woraufhin das Flugzeug sich auf den Rücken drehte. Beide Piloten, die einzigen Insassen auf dem Frachtflug, überlebten den Unfall.[336]

- Am 8. August 1953 verunglückte eine Curtiss C-46 der Luftstreitkräfte der Volksrepublik China (Luftfahrzeugkennzeichen unbekannt) im Bezirk Tongliang der Stadt Chongqing (Volksrepublik China), nachdem das linke Triebwerk nahe dem Flughafen Chengdu-Shuangliu ausgefallen war. Die Maschine befand sich auf einem Flug von Chengdu nach Peking. Alle 9 Insassen, sieben Besatzungsmitglieder und zwei Passagiere, kamen ums Leben.[337]

- Am 18. August 1953 wurde eine Curtiss C-46A-1-CU der mexikanischen Aerovias Contreras (XA-GOT) ostsüdöstlich des Flughafens San Diego (Kalifornien, USA) in einen Hügel geflogen. Bei diesem CFIT (Controlled flight into terrain) wurden beide Piloten getötet, die einzigen Insassen auf dem Frachtflug.[338]

- Am 20. August 1953 kam es mit einer Curtiss C-46A der brasilianischen Companhia Itaú de Transportes Aéreos (PP-ITD) nach dem Durchstarten am Flughafen Corumbá (Brasilien) zum Strömungsabriss und Absturz. Von den vier Besatzungsmitglieder kamen 3 ums Leben. Die Maschine konnte repariert werden.[339]

- Am 14. September 1953 streifte eine Curtiss C-46A-1-CU der brasilianischen Loide Aéreo Nacional (PP-LDM) bei der Rückkehr im Anflug auf den Flughafen São Paulo–Congonhas (Brasilien) Bäume und fiel zu Boden. Ursache war die falsche Auslegung der Navigationskarten für die Instrumentenlandung unter IFR-Bedingungen. Alle 17 Insassen, fünf Besatzungsmitglieder und 12 Passagiere, überlebten den Unfall.[340]

- Am 22. September 1953 brach an einer Curtiss C-46F-1-CU der US-amerikanischen Caribbean-American Airlines, betrieben für North Star Airlines (N1673M), kurz nach dem Start vom Flughafen Miles City (Montana, USA) im Triebwerk Nr. 2 (rechts) ein Feuer aus. Die Piloten versuchten, zum Flugplatz zurückzukehren, mussten jedoch eine Notlandung in einem Stoppelfeld durchführen. Das Flugzeug wurde durch Feuer zerstört. Alle 44 Insassen, sieben Besatzungsmitglieder und 37 Passagiere, überlebten den Unfall.[341]

- Am 28. September 1953 nahm eine Curtiss C-46F-1-CU der US-amerikanischen Resort Airlines (N66534), gemietet von der USAF, beim Durchstarten am Flughafen Louisville-Standiford (Kentucky, USA) eine extrem steile Steigfluglage ein. In einer Höhe von 100 Metern kam es zum Strömungsabriss, die Maschine schlug auf dem Boden auf und explodierte in Flammen. Von den 41 Insassen kamen 25 ums Leben, alle drei Besatzungsmitglieder und 22 Passagiere. Auslöser war das Abbrechen des linken Höhenruders, welches auf den Einbau nicht zulässiger Teile und mangelhafte Wartung zurückzuführen war.[342]

- Am 26. November 1953 musste eine Curtiss C-46D-10-CU der United States Air Force (USAF) (44-77549) 2,4 Kilometer westsüdwestlich des Militärflugplatzes Yonago-Miho (Japan) notgewassert werden. Der Grund ist derzeit nicht verfügbar. Alle 30 Insassen, fünf Besatzungsmitglieder und 25 Passagiere, überlebten den Unfall.[343]

- Am 8. Dezember 1953 verunglückte eine Curtiss C-46 der (später taiwanischen) Luftstreitkräfte der Republik China (ROCAF 242) in der Nähe von Taichung (Taiwan) beim missglückten Versuch einer Notlandung. Beide Besatzungsmitglieder, die einzigen Insassen, kamen dabei ums Leben.[344]

- Am 15. Dezember 1953 wurde eine Curtiss C-46D-15-CU der guatemaltekischen Aviateca (TG-AQA) in den gut 2400 Meter hohen Berg Cerro Tecpan (Guatemala) geflogen. Bei diesem CFIT (Controlled flight into terrain) wurden beide Piloten, die einzigen Insassen auf dem Frachtflug, getötet.[345]

- Am 3. Januar 1954 verunglückte eine Curtiss C-46D der United States Air Force (USAF) (44-77632) in der Nähe von Keya, im Norden von Kyūshū (Japan). Nähere Einzelheiten sind derzeit nicht verfügbar. Alle 4 Besatzungsmitglieder kamen ums Leben.[346]

- Am 27. Januar 1954 wurde eine Curtiss C-46 Commando der (später taiwanischen) Luftstreitkräfte der Republik China (ROCAF 263) in der Nähe des Dorfes Taoyuan Gaoping (Taiwan) gegen einen Berg geflogen. Bei diesem CFIT (Controlled flight into terrain) wurden 27 Insassen getötet, ein Pilot und 26 Fallschirmspringer.[347]

- Am 31. Januar 1954 wurde eine Curtiss C-46D-10-CU der kolumbianischen Lineas Interamericana Aérea (HK-603) bei einer Notlandung nahe dem Startflughafen Bogotá-Techo (Kolumbien), die als Bauchlandung ausgeführt wurde, irreparabel beschädigt und brannte aus. Beide Piloten, die einzigen Insassen auf dem Trainingsflug, überlebten den Unfall.[348]

- Am 1. Februar 1954 versuchten die Piloten einer Curtiss C-46D-15-CU der US Air Force (44-78027) nach Ausbruch eines Feuers an Bord eine Notwasserung in der Meerenge der Tsugaru-Straße, südlich von Hokkaidō (Japan), durchzuführen. Dabei kam es jedoch zum Absturz der Maschine. Alle 35 Insassen starben, die 5 Besatzungsmitglieder und 30 Passagiere.[349]

- Am 4. März 1954 fiel an einer Curtiss C-46D-10-CU der brasilianischen Loide Aéreo Nacional (PP-LPH) während eines Trainingsflugs am Flughafen Rio de Janeiro–Santos Dumont (Brasilien) nach einem Touch-and-Go ein Triebwerk aus. Die Maschine kollidierte mit dem Mast eines Schiffs und fiel ins Wasser. Alle drei Besatzungsmitglieder, die einzigen Insassen, überlebten den Unfall. Das Flugzeug wurde irreparabel beschädigt.[350]

- Am 13. März 1954 wurde eine Curtiss C-46E-1-CS der französischen Aigle Azur Maroc (F-DAAR) auf dem Flughafen Dien Bien Phu (Vietnam) am Boden zerstört. Über Personenschäden ist nichts bekannt.[351]

- Am 17. Mai 1954 brach an einer Curtiss C-46A-55-CK der Cubana de Aviación (CU-C556) bei der Landung auf dem Flugplatz Havanna-Rancho Boyeros (Kuba) das Hauptfahrwerk zusammen. Dabei wurde das Flugzeug irreparabel beschädigt. Alle Insassen überlebten den Unfall.[352]

- Am 23. Mai 1954 wurde eine Curtiss C-46D der United States Air Force (USAF) (44-77532) bei nebligem Wetter 12 Meilen (19 Kilometer) südlich von Comfort (Texas) (USA) in einen Hügel geflogen. Die Maschine war auf dem Flug von El Paso zur noch 48 Kilometer südlich vom Unfallort gelegenen San Antonio-Kelly Air Force Base (Texas). Durch diesen (Controlled flight into terrain) wurden 2 der 5 Insassen getötet.[353]

- Am 4. Juni 1954 stürzte eine Curtiss C-46A-45-CU der brasilianischen VARIG (PP-VBZ) beim Start vom Flughafen São Paulo–Congonhas (Brasilien) ab. Der Grund dafür war, dass die Ruderverriegelung des Höhenruders vor dem Start nicht entfernt worden war. Alle 3 Besatzungsmitglieder, die einzigen Insassen auf dem Frachtflug, wurden getötet.[354]

- Am 20. September 1954 entstand an einer Curtiss C-46D-15-CU der United States Air Force (USAF) (44-78035) ein Triebwerksbrand. Die Maschine war auf dem Weg von Burbank nach Sacramento (beides Kalifornien, USA). Alle 20 Insassen sprangen mit dem Fallschirm ab. Das führerlose Flugzeug stürzte bei Newhall, Santa Clarita ab, 27 Kilometer nordwestlich des Startflughafens Burbank. Alle 20 Insassen, drei Besatzungsmitglieder und 17 Passagiere, überlebten den Unfall.[355]

- Am 29. Dezember 1954 brach an einer Curtiss C-46 der kolumbianischen Líneas Aéreas del Caribe (LIDCA) (HK-459) kurz nach dem Start vom Flughafen Barranquilla (Kolumbien) ein Brand im Triebwerk Nr. 2 (rechts) aus. Das Flugzeug schlug auf dem Boden auf und wurde irreparabel beschädigt. Alle vier Insassen, die einzigen Insassen auf dem Frachtflug, überlebten den Unfall.[356]

- Am 22. Januar 1955 wurde eine Curtiss C-46F-1-CU der US-amerikanischen Resort Airlines (N1242N) im Anflug auf den Flughafen Chattanooga (Tennessee, USA) unter den Gleitpfad geflogen und rammte Bäume. Ein Teil der linken Tragfläche brach ab, das Flugzeug stürzte auf den Boden und kam an einem Bahndamm und einer Brücke zum Stehen. Bei diesem CFIT (Controlled flight into terrain) überlebten beide Piloten, die einzigen Insassen auf dem Frachtflug.[357]

- Am 5. Februar 1955 geriet eine Curtiss C-46 der kolumbianischen Lineas Interamericana Aérea (LIA) (HK-6..) bei der Landung auf dem Flughafen Bogotá-Techo (Kolumbien) von der Landebahn ab und rollte in eine Gruppe von Arbeitern. Einer davon wurde getötet. Alle Insassen auf dem Frachtflug überlebten den Unfall. Das Flugzeug wurde nur leicht beschädigt.[358]

- Am 25. Februar 1955 löste sich eine Curtiss C-46 der (später taiwanischen) Luftstreitkräfte der Republik China (ROCAF 117) nahe der Inselgruppe Kinmen (Taiwan) aus einer Formation und verschwand. Sie wurde nicht mehr gefunden. Alle 12 Insassen kamen ums Leben.[359]

- Am 29. März 1955 geriet eine Curtiss C-46A der United States Air Force (USAF) (41-5199) bei der Landung auf dem Flughafen Greenville (Alabama) (USA) von der Landebahn ab und zertrümmerte ein Trainingsflugzeug des Typs Lockheed T-33, wobei ein Fluglehrer ums Leben kam. Die C-46 fing Feuer, landete in einem Imbiss und wurde ebenfalls zerstört. Alle ihre 18 Insassen, Besatzungsmitglieder und Passagiere, überlebten den Unfall.[360]

- Am 2. April 1955 stürzte eine Curtiss C-46A-45-CU der US-amerikanischen Aaxico Airlines (N51424) nahe Pensacola (Florida, USA) ins Meer, als sie ein Gebiet mit Gewittern und Turbulenz durchflog. Beide Piloten, die einzigen Insassen auf dem Frachtflug, kamen ums Leben.[361]

- Am 3. April 1955 wurde eine Curtiss C-46A-60-CK der brasilianischen Companhia Itaú de Transportes Aéreos (PP-ITG) bei einem Instrumentenanflug auf den Flughafen Vitória (Brasilien) in einen Hügel 2 Kilometer vor der Landebahn geflogen. Durch diesen CFIT (Controlled flight into terrain) wurden alle 3 Besatzungsmitglieder getötet, die einzigen Insassen auf dem Überführungsflug.[362]

- Am 26. April 1955 stürzte eine Curtiss C-46D-10-CU venezolanischen RANSA - Rutas Aéreas Nacionales SA (YV-C-ARD) nahe dem Flughafen Caracas (Venezuela) ins Meer. Alle 3 Besatzungsmitglieder, die einzigen Insassen auf dem Testflug, kamen ums Leben.[363]

- Am 18. Juni 1955 stürzte eine Curtiss C-46 der mexikanischen Tigres Voladores (XA-LID) nach dem Start vom Flughafen Guanajuato (Mexiko) in Bäume und fing Feuer. Vorausgegangen war ein Triebwerksausfall. Von den 42 Insassen kamen zwei Passagiere ums Leben.[364]

- Am 18. Juni 1955 verunglückte eine Curtiss C-46A-45-CU der kanadischen World Wide Airways (CF-HVJ) 30 Kilometer nördlich vom Flughafen Coral Harbour (Nordwest-Territorien, Kanada). Das Flugzeug wurde irreparabel beschädigt. Nähere Einzelheiten sind derzeit nicht verfügbar. Beide Piloten, die einzigen Insassen, kamen ums Leben.[365]

- Am 13. Juli 1955 verunglückte eine Curtiss C-46 der kolumbianischen Lineas Interamericana Aérea (HK-607) auf einem Frachtflug vom Flughafen Cúcuta (Kolumbien) zum Flughafen Cravo Norte in der Nähe von Capacho (Venezuela) und wurde zerstört. Von den vier Insassen kamen alle 3 Besatzungsmitglieder ums Leben, der einzige Passagier überlebte.[366]

- Am 26. August 1955 platzte an einer Curtiss C-46D-10-CU der United States Air Force (USAF) (44-77562) bei der Landung auf dem Flughafen Joplin (Missouri, USA) ein Reifen. Das Fahrwerk brach unter der Belastung zusammen. Die Maschine schleuderte 150 Meter über die Landebahn, fing Feuer und kam auf dem Bauch liegend zum Stillstand. Das Flugzeug wurde zerstört. Alle 19 Insassen, Besatzungsmitglieder und Passagiere, überlebten den Unfall.[367]

- Am 14. September 1955 verschwand eine Curtiss C-46 der venezolanischen Avensa (YV-C-EVL) auf einem Flug vom Flughafen Caracas (Venezuela) nach Guatemala über dem Golf von Venezuela. Alle 4 Besatzungsmitglieder, die einzigen Insassen auf dem Frachtflug, kamen ums Leben.[368]

- Am 20. September 1955 verunglückte eine Curtiss C-46A-5-CK der bolivianischen CBF Corporación Boliviana de Fomento (CP-549) nahe dem Flughafen La Paz-El Alto (Bolivien). Das Flugzeug wurde irreparabel beschädigt. Über Personenschäden ist nichts bekannt.[369]

- Am 17. Dezember 1955 zerbrach eine Curtiss C-46F der US-amerikanischen Riddle Airlines (N9904F) während des Reiseflugs nahe Hollywood (South Carolina, USA). Durch unkontrollierte Ausschläge des Höhenruders durch die Flettner-Ruder kam es zur strukturellen Überlastung des Flugzeugs. Es stürzte in mehreren Teilen zu Boden. Bei der Modifikation von der ursprünglichen Baureihe C-46A in eine C-46F war die ausführende italienische Firma durch den Hersteller Curtiss-Wright mit einem unvollständigen Satz von Zeichnungen versehen worden. Da das Originalmaterial nicht verfügbar war, wurden beim Umbau verschiedene andere Materialien verwendet. Unabhängig davon zeigte die Untersuchung, dass ein Vergleich der Höhenruder, ihrer Laschen und ihrer Steuermechanismen an dem durch die Italiener umgebauten Unfallflugzeug mit den entsprechenden Curtiss-Wright-Zeichnungen zahlreiche Abweichungen ergab. Beide Piloten, die einzigen Insassen auf dem Frachtflug, wurden durch diese Fehler bei der Modifikation des Flugzeugs getötet.[370]

- Am 18. März 1956 wurde eine Curtiss C-46F-1-CU der US-amerikanischen Flying Tiger Line (N9995F) bei einem nächtlichen Sichtanflug auf den Flugplatz Pelly Bay (Kanada) mit der linken Tragfläche in ansteigendes Gelände geflogen. Das Flugzeug wurde irreparabel beschädigt. Bei diesem CFIT (Controlled flight into terrain) überlebten beide Piloten und der einzige Passagier den Unfall.[371]

- Am 3. April 1956 geriet eine Curtiss C-46F-1-CU der Transair (Kanada) (CF-HZI) auf dem Flughafen Hall Beach (Nordwest-Territorien, Kanada) von der Landebahn ab und wurde irreparabel beschädigt. Alle Insassen überlebten den Unfall.[372]

- Am 6. Juli 1956 verunglückte eine Curtiss C-46F-1-CU der Transair (Kanada) (CF-HZL) auf dem Flugplatz Coral Harbour (Nordwest-Territorien, Kanada). Nähere Einzelheiten sind derzeit nicht verfügbar. Das Flugzeug wurde irreparabel beschädigt. Über Personenschäden ist nichts bekannt.[373]

- Am 9. Juli 1956 kollidierte eine Curtiss C-46D-15-CU der costa-ricanischen Lacsa (TI-1008) im Anflug auf den Flughafen San José/La Sabana (Costa Rica) mit einer Piper PA-18 Super Cub (TI-237). Diese stürzte auf eine Ranch etwa 200 Meter nordwestlich des Flughafengeländes. Beide Insassen der Piper kamen ums Leben. Die C-46 wurde am Heck beschädigt und konnte sicher gelandet werden. Alle 28 Insassen der C-46 überlebten den Unfall.[374][375]

- Im September 1956 (genaues Datum unbekannt) verunglückte eine Curtiss C-46A-60-CK der dominikanischen Dominicana de Aviacion (HI-36) an einem unbekannten Ort, vermutlich in der (Dominikanischen Republik). Das Flugzeug wurde irreparabel beschädigt. Nähere Einzelheiten sind derzeit nicht verfügbar. Über Personenschäden ist nichts bekannt.[376]

- Am 9. September 1956 konnte die Besatzung einer Curtiss C-46A-45-CU der Jordan International Airlines (JY-ABV) nach dem Start in Amman-Marka keine Höhe gewinnen. Die Piloten leiteten daraufhin eine Platzrunde ein. Im Endanflug schlug die Maschine mit noch eingefahrenem Fahrwerk an einem Hügel auf, rutschte über dessen Spitze hinweg und kam auf der anderen Hangseite zum Liegen. Das Flugzeug geriet danach in Brand. An Bord befanden sich vier Besatzungsmitglieder und 53 Passagiere, von denen einer ums Leben kam.[377]

- Am 9. September 1956 wurde eine Curtiss C-46F der US-amerikanischen Westair Transport (Luftfahrzeugkennzeichen unbekannt) bei der Landung auf dem Flughafen Kotzebue (Alaska, USA) schwer beschädigt. Bei einer Landung mit 18–20 Knoten Seitenwind wurde Gas gegeben, um die Richtungskontrolle zu behalten. Die C-46 kam seitlich von der Landebahn ab und stieß mit einer DC-3 zusammen. Das Flugzeug rollte weiter und kam in einer Wassertiefe von 6 Fuß (1,83 Meter) neben dem Ufer zum Stillstand. Berichten zufolge war es im Flugzeug zu einer Lastverschiebung aufgrund schlechter Beladung und Sicherung von Rigipsplatten gekommen. Der Copilot ertrank bei dem Versuch, ans Ufer zu schwimmen. Die anderen zwei Insassen überlebten den Unfall.[378]

- Am 23. September 1956 überrollte eine Curtiss C-46D-10-CU der kanadischen World Wide Airways (CF-IHR) bei der Landung an der DEW Line Site 28 (Nordwest-Territorien, Kanada) das Landebahnende und wurde irreparabel beschädigt. Alle Insassen überlebten den Unfall.[379]

- Am 3. November 1956 wurde eine in Havanna gestartete Curtiss C-46D-5-CU der chilenischen Sociedad de Transportes Aéreos (ALA) (CC-CAH-331) nach 5 Stunden Flugzeit als vermisst gemeldet. Es zeigte sich dann, dass die Maschine bei einer Notlandung am Strand der San Miguel Bay (Panama) irreparabel beschädigt beschädigt worden war. Sie hatte eine Ladung Schweine an Bord. Alle 7 Insassen, fünf Besatzungsmitglieder und 2 Passagiere, überlebten den Unfall.[380]

- Am 10. November 1956 befand sich eine Curtiss C-46 der (später taiwanischen) Luftstreitkräfte der Republik China (ROCAF 362) auf einem Sondereinsatzflug zur Infiltration auf dem chinesischen Festland, als sie bei Xiaoshan (China) durch ein chinesisches Jagdflugzeug abgeschossen wurde. Alle 9 Insassen wurden getötet.[381]

- Am 26. November 1956 kollidierte eine Curtiss C-46 der United States Air Force (USAF) (Luftfahrzeugkennzeichen unbekannt) im Landeanflug zwei Meilen nordöstlich der Bakalar Air Force Base (Indiana, USA) mit einer Stromleitung. Die Maschine rutschte 70 Meter entlang einer Bahnstrecke, prallte auf ein Feld, zerbrach in zwei Teile und fing Feuer. Die vierköpfige Besatzung entkam verletzt; sie befand sich bei der Instrumentenlandung auf einem Trainingsflug. Das Flugzeug wurde zerstört.[382]

- Am 12. Dezember 1956 überdrehte an einer Curtiss C-46F-1-CU der US-amerikanischen Aerovias Sud Americana (N1662M) der linke Propeller. Da er nicht in die Segelstellung gebracht werden konnte, versuchten die Piloten, zum Flughafen Panama–Tocumen (Panama) umzukehren. Die Höhe ging jedoch so schnell verloren, dass eine Notwasserung 90 Kilometer südöstlich davon durchgeführt werden musste. Das Flugzeug schwamm noch eine halbe Stunde lang, bis es in 30 Meter tiefem Wasser versank. Beide Piloten, die einzigen Insassen auf dem Frachtflug, überlebten den Unfall.[383]

- Am 16. Dezember 1956 machten die Piloten einer Curtiss C-46A-45-CU der US-amerikanischen Zantop Air Transport (N2028A) einen direkten Sichtanflug auf den Flughafen Long Beach (Kalifornien, USA). Am Ende gerieten sie in ein Gebiet mit Bodennebel. Die Sicht war Null, als die Maschine auf dem Boden aufschlug. Das Flugzeug wurde irreparabel beschädigt. Alle vier Besatzungsmitglieder, die einzigen Insassen, überlebten den Unfall.[384]

- Am 4. März 1957 kam es mit einer Curtiss C-46D-15-CU der japanischen Luftselbstverteidigungsstreitkräfte (JASDF) (51-1110) während des Anflugs auf den Militärflugplatz Yonago-Miho (Japan) zu einer Notwasserung westlich des Platzes. Dabei kamen 17 Insassen ums Leben.[385]

- Am 7. April 1957 verunglückte eine gerade in Bagé nach Porto Alegre gestartete Curtiss C-46A der brasilianischen VARIG (PP-VCF) aufgrund eines Feuers im Fahrwerkschacht. Dessen Intensität führte zum Abbrechen der linken Tragfläche, woraufhin das Flugzeug auf das Flughafengelände stürzte. Die fünfköpfige Besatzung sowie die 35 Passagiere wurden getötet.[386]

- Am 11. April 1957 verunglückte eine Curtiss C-46A der Transa Chile (Sociedad de Transportes de Chile) (CC-CNC-0466) bei der Notlandung auf dem Flugplatz Arica/El Buitre (Chile) und ging in Flammen auf. Das Flugzeug war vom Flughafen El Buitre gestartet und sollte 40 Vespa-Motorroller, 60 Fahrräder und andere Fracht nach Santiago transportieren. Ein Feuer nach dem Start zwang die Besatzung zur Rückkehr und Notlandung. Es gab keine Todesfälle unter den Insassen auf dem Frachtflug. Das Flugzeug wurde zerstört.[387]

- Am 19. Juni 1957 wurde eine Curtiss C-46A-55-CK der US-amerikanischen Western Hemisphere Import Export Co. (N8013E) auf dem Flughafen Panagarh (Indien) irreparabel beschädigt, als der Hangar in einem Sturm zusammenbrach. Personen kamen nicht zu Schaden.[388]

- Am 19. Juni 1957 wurde eine Curtiss C-46A-45-CU der US-amerikanischen Western Hemisphere Import Export Co. (42-96685) auf dem Flughafen Panagarh (Indien) irreparabel beschädigt, als der Hangar in einem Sturm zusammenbrach. Personen kamen nicht zu Schaden.[389]

- Am 25. Juni 1957 stürzte eine Curtiss C-46D der kolumbianischen SAM Colombia (Sociedad Aeronautica Medellin) (HK-513) im Anflug auf den Flughafen Medellin bei Guarne (Kolumbien) ab. Es blieb ungeklärt, warum die aus Bogotá kommende Maschine 17 Kilometer nordöstlich des Zielflughafens verunglückte. Die beiden Piloten, die einzigen Insassen des Frachtfluges, kamen ums Leben.[390]

- Am 20. September 1957 machten die Piloten einer Curtiss C-46A-45-CU der US-amerikanischen Western Hemisphere Import Export Co. (PP-LEI) 5 Kilometer vom Flughafen Panagarh (Indien) entfernt eine Notlandung in einem Reisfeld. Das Flugzeug wurde irreparabel beschädigt. Beide Piloten, die einzigen Insassen auf dem Überführungsflug, überlebten den Unfall.[391]

- Am 28. September 1957 stürzte eine Curtiss C-46 eines unbekannten venezolanischen Betreibers (YV-C-...) wenige Minuten nach dem Start vom Flughafen Maracaibo (Venezuela) in den Maracaibo-See. Die Maschine war auf dem Weg nach Miami (Florida, USA). Beide Piloten, die einzigen Insassen auf dem Frachtflug, kamen ums Leben. Ihre Leichen wurden am Folgetag geborgen.[392]

- Am 3. Oktober 1957 brach an Bord einer Curtiss C-46A-45-CU der Lebanese International Airways (OD-ACK) nach dem Start vom Flughafen Beirut ein Feuer aus. Beim Versuch der Rückkehr ging die Kontrolle über die Steuerung verloren und die Maschine stürzte etwa 18 Kilometer vor der Küste ins Meer. Alle 27 Insassen, 4 Besatzungsmitglieder und 23 Passagiere, des nach Kuwait geplanten Fluges kamen ums Leben.[393]

- Am 6. November 1957 musste an einer Curtiss C-46A-50-CU der US-amerikanischen Aerovias Sud Americana (N10425) etwa 10 Minuten nach dem Start vom Flughafen Guatemala-Stadt das linke Triebwerk abgestellt werden. Der Flughafen konnte nicht mehr erreicht werden. Bei der Notlandung auf einer Landstraße prallte das Flugzeug gegen Stromleitungen und Bäume und stürzte in ein Wohnhaus, wobei zwei Menschen am Boden ums Leben kamen und drei verletzt wurden. Beide Piloten, die einzigen Insassen auf dem Frachtflug, überlebten den Unfall.[394][395]

- Am 22. Dezember 1957 stürzte eine Curtiss C-46A-50-CU des Paraguayan Air Services (ZP-CBM) bei Aracruz (Espírito Santo) (Brasilien) ins Meer. Das Flugzeug wurde Berichten zufolge mit Salzsäure sabotiert, die dem Treibstoff zugesetzt worden war. Gerüchten zufolge befanden sich an Bord des Flugzeugs 70 Millionen US-Dollar in bar und 140 kg Platin. Alle 6 Insassen wurden getötet. Das Flugzeug wurde zerstört.[396]

- Am 30. März 1958 wurde eine Curtiss C-46D-10-CU der costa-ricanischen Aerolineas Nacionales (TI-1019) 56 Kilometer vom Flughafens Havanna (Kuba) entfernt durch Rebellen zur Landung gezwungen. Das Flugzeug wurde irreparabel beschädigt. Über Personenschäden ist nichts bekannt.[397]

- Am 5. April (?) 1958 wurde eine Curtiss C-46 Commando der kubanischen Rebellenbewegung (Cuba V-88) im Gebirgszug Sierra Maestra (Provinz Oriente, Kuba) von der kubanischen Armee (FAEC) abgeschossen, stürzte ab und verbrannte. Mit der Maschine wurden Waffen transportiert. Die Besatzung (Anzahl unbekannt) wurde getötet. Es war eines von sechs Transportflugzeugen, die Tage zuvor von der venezolanischen Regierung erworben worden waren. Dies wurde von dieser Regierung bestritten. Wahrscheinlich fand der Abschuss zu einem früheren Datum statt.[398]

- Am 10. April 1958 versuchte ein aufständischer Luftwaffenkapitän, eine Curtiss C-46 der Südkoreanischen Luftwaffe (Luftfahrzeugkennzeichen unbekannt) ins kommunistische Nordkorea zu entführen. Bei dem Versuch, das Flugzeug zu kapern, erschoss er nahe Pyeongtaek (Südkorea) eines der Besatzungsmitglieder.[399]

- Am 31. Mai 1958 fiel an einer Curtiss C-46D-15-CU der brasilianischen Paraense Transportes Aéreos (PP-BTB) während des Starts vom Flughafen Rio de Janeiro–Santos Dumont (Brasilien) das Triebwerk Nr. 1 (links) aus. Das Flugzeug kollidierte mit dem Mast eines Frachtschiffs und stürzte ab. Alle 4 Besatzungsmitglieder, die einzigen Insassen auf dem Frachtflug, kamen ums Leben (siehe auch Flugunfall der Paraense Transportes Aéreos 1958).[400]

- Am 31. Mai 1958 begann eine Curtiss C-46F-1-CU der US-amerikanischen Reeve Aleutian Airways (N1302N) nach dem Start vom Flugplatz Driftwood Bay (Alaska, USA) auf und ab zu schwanken. In 240 Meter Höhe ging die mit Zementsäcken beladene Maschine in einen senkrechten Steigflug über und stürzte dann ins Wasser. Über Personenschäden liegen keine Informationen vor.[401]

- Am 19. Juni 1958 verunglückte eine Curtiss C-46F der Luxembourg Airlines (LX-LAA) bei einem Trainingsflug auf dem Flughafen Stuttgart. Bei der Landung brach das linke Hauptfahrwerk, das Flugzeug kam von der Bahn ab und fing Feuer. Es gab keine Todesopfer, die Maschine wurde jedoch zerstört.[402]

- Am 26. Juni 1958 führten Triebwerksprobleme an einer Curtiss C-46A-45-CU der kolumbianischen Lloyd Aéreo Colombiano (HK-391) dazu, dass die Piloten nach dem Start vom Flughafen Barranquilla (Kolumbien) 22 Kilometer nordwestlich davon an der Meeresküste bei Puerto Colombia (Atlántico) notlanden mussten. Die Maschine war auf dem Weg nach Miami (Florida, USA) und wurde irreparabel beschädigt. Alle 23 Insassen, drei Besatzungsmitglieder und 20 Passagiere, überlebten den Unfall.[403]

- Am 17. Juli 1958 verlor an einer Curtiss C-46A-60-CK der dominikanischen Dominicana de Aviacion (HI-16) das linke Triebwerk beim Start vom Flughafen Las Américas (Dominikanische Republik) an Leistung. In einer Höhe von 40 Metern kam es zum Strömungsabriss, wobei die Maschine etwa 70 Meter vor dem Startbahnende und 90 Meter links davon auf dem Boden aufschlug. Es gibt Anzeichen dafür, dass die Piloten mit dem Triebwerksausfall falsch umgingen und nicht die korrekten Verfahren dafür einhielten. Beide Piloten, die einzigen Insassen auf dem Frachtflug, kamen ums Leben.[404]

- Am 20. August 1958 verunglückte eine Curtiss C-46F-1-CU der Transporte Aéreo Militar Peru (TAM Peru) (TAM 652) beim Start vom Flughafen Tarapoto (Peru), nachdem in einer Höhe von 500 Fuß (rund 150 Metern) beide Triebwerke ausgefallen waren. Das Flugzeug wurde zerstört. Alle drei Besatzungsmitglieder, die einzigen Insassen auf dem Frachtflug nach Pucallpa, überlebten den Unfall, zwei davon leicht verletzt.[405]

- Am 5. September 1958 näherte sich eine Curtiss C-46A-45-CU der brasilianischen Loide Aereo Nacional (PP-LDX) dem Flughafen Campina Grande (Brasilien) auf einer Höhe von 200 Metern unter der Mindesthöhe. Die Besatzung startete den Endanflug und sank auf 520 m (Mindesthöhe betrug 647 Meter), um einen Blick auf die Landebahn zu erhalten. Das Flugzeug befand sich inzwischen über der Landebahn. Der Pilot entschied sich dann für eine Sichtplatzrunde, doch dieser Anflug wurde erneut verfehlt und das Flugzeug stieg spiralförmig auf 750 m. Ein weiterer Sinkflug wurde eingeleitet. Dieser Sinkflug dauerte so lange, bis die C-46 abstürzte und auf dem Boden aufschlug. Zwei Besatzungsmitglieder und 11 Passagiere wurden getötet, insgesamt waren 18 Personen an Bord.[406]

- Am 16. September 1958 fiel an einer Curtiss C-46A der kolumbianischen SAM Colombia (Sociedad Aeronautica Medellin) (HK-514) kurz nach dem Start vom Flughafen Medellin (Kolumbien) ein Triebwerk aus. Bei der Notlandung nordöstlich des Flughafens wurde das Flugzeug irreparabel beschädigt. Die beiden Piloten, einzigen Insassen des Frachtfluges, überlebten.[407]

- Am 29. September 1958 wurde eine Curtiss C-46 der (später taiwanischen) Luftstreitkräfte der Republik China (ROCAF 223) über der Formosastraße nahe der Inselgruppe Kinmen (Taiwan) während eines Versorgungsfluges abgeschossen. Von den drei Besatzungsmitgliedern wurde eines getötet, die beiden anderen gerieten in Gefangenschaft.[408]

- Am 2. Oktober 1958 wurden zwei Curtiss C-46 der (später taiwanischen) Luftstreitkräfte der Republik China nahe dem Flughafen Kinmen (Taiwan) von chinesischen MiG-Jägern abgeschossen. Eine davon hatte das Kennzeichen ROCAF 199, das andere ist unbekannt. Von allen Besatzungsmitgliedern wurden drei am 1. Juli 1959 freigelassen.[409]

- Am 11. November 1958 fiel an einer Curtiss C-46A-45-CU der argentinischen Transcontinental - TSA (LV-FTP) auf einem Trainingsflug für drei Erste Offiziere das Triebwerk Nr. 1 (links) aus. Das Flugzeug stürzte nahe dem Flughafen Buenos Aires–Ezeiza (Argentinien) ab und brannte aus. Alle vier Besatzungsmitglieder, die einzigen Insassen, überlebten den Unfall.[410]

- Am 16. November 1958 fiel an einer Curtiss C-46F-1-CU der US-amerikanischen Capitol Airways (N1301N) bei einem Flug über gebirgigem Gelände unter Instrumentenflugbedingungen, in Turbulenz und Vereisungsbedingungen das Triebwerk Nr. 2 (rechts) aus. Das Flugzeug stürzte 37 Kilometer westlich von Fort Collins (Colorado, USA) in einer Höhe von 8700 Fuß (2650 Metern) in einen Berg. Beide Piloten, die einzigen Insassen auf dem Frachtflug, kamen ums Leben.[411]

- Im Jahr 1959 (genaues Datum unbekannt) kam es mit einer Curtiss C-46 Commando eines unbekannten kanadischen Betreibers (CF-IQJ) am Flugplatz Great Whale River (Québec, Kanada) zu einem Unfall. Nähere Einzelheiten sind derzeit nicht verfügbar.[412]

- Am 4. Januar 1959 überrollte eine Curtiss C-46A-25-CU peruanischen Transportes Aéreos Peruanos (TAPSA) (OB-QAL-487) bei der Landung auf dem Flughafen Moyobamba (Peru) das Landebahnende und kollidierte mit einem Sendemast. Die beiden Besatzungsmitglieder, die einzigen Insassen, überlebten den Unfall. Das Flugzeug wurde irreparabel beschädigt.[413]

- Am 6. Januar 1959 überrollte eine Curtiss C-46A-45-CU der brasilianischen Paraense Transportes Aéreos (PP-LDH) bei der Landung auf dem Flughafen Rio de Janeiro–Santos Dumont (Brasilien) das Landebahnende und fiel ins Meer. Die leere Maschine befand sich auf einem nur 14 Kilometer langen Überführungsflug vom Flughafen Rio de Janeiro–Galeao. Alle fünf Besatzungsmitglieder, die einzigen Insassen, überlebten den Unfall. Das Flugzeug wurde irreparabel beschädigt.[414]

- Am 13. Januar 1959 wurde eine Curtiss C-46F-1-CU der US-amerikanischen California Air Freight (N1240N) in einer Höhe von 8600 Fuß (2620 Metern) gegen den Gebirgskamm Panther Peak (Kalifornien, USA) geflogen, 45 NM (72 Kilometer) rechts von der Luftstraße, um die Flugstrecke abzukürzen. Die Mindestflughöhe in diesem Bereich betrug 14.500 Fuß (4.420 Meter). Durch diesen CFIT (Controlled flight into terrain) wurden beide Piloten getötet, die einzigen Insassen auf dem Frachtflug.[415]

- Am 16. Januar 1959 flog eine Curtiss C-46A der argentinischen Austral Líneas Aéreas (LV-GED) beim Durchstarten vom Flughafen Mar del Plata ins Meer. Dabei überlebte von den 52 Insassen nur ein Passagier.[416]

- Am 21. Januar 1959 wurde eine Curtiss C-46D-15-CU der venezolanischen Linea Expresa Bolivar (LEBCA) (YV-C-LBI) 32 Kilometer nordöstlich vom Flughafen Merida-Alberto Carnevalli (Venezuela), dem Startflugplatz, gegen den Berg Páramo La Culata geflogen. Die Kollision geschah in einer Höhe von 13.500 Fuß (4.110 Metern), während die Maschine ohne Außensicht in Wolken flog, in einer Gegend, mit der der Kapitän nicht vertraut war. Durch diesen CFIT (Controlled flight into terrain) wurden alle 4 Insassen getötet, beide Besatzungsmitglieder und die zwei Passagiere.[417]

- Am 18. Februar 1959 kam es an einer Curtiss C-46A-40-CU der US-amerikanischen Southern Cross Airways (N68823) auf dem Flug von Arica nach Puerto Suárez über den Anden zu einem Leistungsverlust im Triebwerk Nr. 2 (rechts). Da die Maschine überladen war, konnte man die Höhe nicht halten. Dies erzwang eine Notlandung in rauhem Gelände in der Nähe von Belen (Chile), wodurch das Flugzeug irreparabel beschädigt wurde. Alle fünf Besatzungsmitglieder, die einzigen Insassen auf dem Frachtflug, überlebten den Unfall.[418]

- Am 12. März 1959 verunglückte eine Curtiss C-46A-5-CK der bolivianischen CBF Corporación Boliviana de Fomento (CP-552) beim Flugplatz Charagua (Bolivien). Das Flugzeug wurde irreparabel beschädigt. Nähere Einzelheiten sind derzeit nicht verfügbar. Über Personenschäden ist nichts bekannt.[419]

- Am 30. März 1959 entzündete eine heiße Glühbirne ohne Abdeckung im Frachtraum einer Curtiss C-46A-45-CU der US-amerikanischen Riddle Airlines (N7840B) brennbare Ladung. Das Feuer durchdrang die Laderaumwand, brannte sich durch brennbare Flüssigkeitsleitungen und entzündete die geladenen Flüssigkeiten. Die Piloten meldeten das Feuer und dass sie Steuerungsprobleme hatten. Kurz danach stürzte die Maschine bei Alma (Georgia, USA) ab. Beide Piloten, die einzigen Insassen auf dem Frachtflug, kamen ums Leben.[420]

- Am 17. April 1959 stürzte eine Curtiss C-46F-1-CU der mexikanischen Tigres Voladores (XA-MIS) in der Nähe von Bahía de Kino (Mexiko) ab. Es wird davon ausgegangen, dass an Bord eine Bombenexplosion stattgefunden hatte. Alle 26 Insassen, fünf Besatzungsmitglieder und 21 Passagiere, kamen ums Leben.[421]

- Am 6. Mai 1959 flogen die Piloten einer Curtiss C-46A-4-CU der brasilianischen Paraense Transportes Aéreos (PP-BTA) beim Nachtstart vom Flughafen Belém (Brasilien) eine Rechtskurve in niedriger Höhe. Die Maschine stürzte ab und fing Feuer. Alle 3 Besatzungsmitglieder, die einzigen Insassen auf dem Frachtflug, wurden getötet.[422]

- Am 8. Mai 1959 stürzte eine Curtiss C-46 der Transportes Aéreos Peruanos (TAPSA) (OB-QAM) direkt nach dem Start vom Flughafen Cusco in ein Feld. Die fünf Personen an Bord überlebten; das Flugzeug musste abgeschrieben werden.[423]

- Am 13. Mai 1959 wurde eine Curtiss C-46A-40-CU der peruanischen Transportes Aéreos Peruanos (TAPSA) (OB-WBP-507) 30 Kilometer südlich des Flughafens Tournavista (Distrikt Tournavista, Peru) in einen Berghang geflogen. Bei diesem CFIT (Controlled flight into terrain) wurden alle 12 Insassen getötet, vier Besatzungsmitglieder und 8 Passagiere.[424]

- Am 21. Mai 1959 wurde eine Curtiss C-46A-50-CU der chilenischen Lineas Aéreas Interpolar (CC-CIA-497) im Distrikt Moro (Peru) gegen einen 10.000 Fuß (3.048 Meter) hohen Berg geflogen. Die Maschine befand sich auf einem Frachtflug vom Flughafen Talara zum Flughafen Arica (Chile). Bei diesem CFIT (Controlled flight into terrain) wurden alle 8 Insassen, vier Besatzungsmitglieder und 4 Passagiere, getötet.[425]

- Am 1. Juni 1959 blieb eine Curtiss C-46 der costa-ricanischen Aerolineas Nacionales (TI-1022) bei der Landung auf einer landwirtschaftlichen Landebahn bei Olama (Nicaragua) im Schlamm stecken. Während die Insassen versuchten, Ochsen aufzutreiben, um die Maschine aus dem Schlamm zu befreien, eröffneten mehrere North American P-51 Mustang der Guardia Nacional de Nicaragua das Feuer auf das Flugzeug. Durch den ausgebrochenen Brand wurde die Maschine irreparabel beschädigt. Über Personenschäden ist nichts bekannt.[426]

- Am 15. Juni 1959 wurde eine Curtiss C-46 Commando der Jordan International Airlines (JY-...) bei einem Linienflug mit Passagieren am Flughafen Jerusalem-Atarot (Israel) beschädigt. Nähere Einzelheiten sind derzeit nicht verfügbar. Alle Insassen, Besatzungsmitglieder und Passagiere, überlebten den Unfall. Die beschädigte Maschine wurde anschließend zum Verkauf angeboten.[427]

- Am 10. Juli 1959 brach von einer Curtiss C-46 der costa-ricanischen Aerolineas Nacionales (TI-1020) beim Start vom Flughafen San José-La Sabana (1930–1958) (Costa Rica) ein Propellerblatt des Triebwerks Nr. 1 (links) ab. Dadurch wurden exzessive Vibration und ein Brand in den Treibstofftanks ausgelöst. Trümmerteile drangen in den Rumpf ein und verletzten den Kapitän. Das Flugzeug wurde irreparabel beschädigt. Alle 9 Insassen, beide Besatzungsmitglieder und 7 Passagiere, überlebten den Unfall.[428]

- Am 15. Juli 1959 entstand an einer Curtiss C-46A-40-CU der brasilianischen Paraense Transportes Aéreos (PT-BEE) ein Brand im rechten Fahrwerkschacht. Das rechte Triebwerk wurde abgestellt. Da das durch eine Treibstoffleckage entstandene Feuer nicht zu löschen war, wurde nahe Babaçulândia (Tocantins, Brasilien) eine Notlandung durchgeführt. Dabei wurde das Flugzeug irreparabel beschädigt. Von den drei Besatzungsmitgliedern, den einzigen Insassen auf dem Frachtflug, kamen zwei ums Leben (siehe auch Flugunfall bei Babaçulândia).[429]

- Am 31. Juli 1959 ging in einer Curtiss C-46A-60-CK der brasilianischen Companhia Itaú de Transportes Aéreos (PP-ITB) der Treibstoff aus, weshalb im Bundesstaat Paraíba (Brasilien) des Nachts notgelandet werden musste, was in der Form einer Bauchlandung stattfand. Die Maschine war mit eine Ladung Fracht von Manaus nach Brasília unterwegs. Alle 3 Besatzungsmitglieder, die einzigen Insassen auf dem Frachtflug, überlebten den Unfall. Das Flugzeug wurde irreparabel beschädigt.[430]

- Am 2. September 1959 ging an einer Curtiss C-46F der US-amerikanischen Aaxico Airlines (N5140B) nach dem Start von der Dyess Air Force Base (Texas, USA) die Kontrolle über das Höhenruder verloren. Bei der Rückkehr, die nur mit Hilfe von Trimmung und Leistungseinstellung erfolgte, setzte die Maschine zunächst sicher auf der Landebahn auf, begann dann aber auf und ab zu springen. Die Piloten gaben Vollgas und das Flugzeug stieg steil auf eine Höhe von 40 bis 50 Metern. Dann kam es zu einem Strömungsabriss und es stürzte in einem Winkel von mehr als 45 Grad auf die Landebahn. Die Unfallursache war ein nicht ordnungsgemäß gesicherter Bolzen, der aufgrund einer unzureichenden Inspektion unentdeckt geblieben war. Beide Piloten, die einzigen Insassen auf dem Frachtflug, wurden durch diesen Wartungsfehler getötet.[431]

- Am 8. Dezember 1959 verschwand eine Curtiss C-46A-40-CU der kolumbianischen SAM Colombia (Sociedad Aeronautica Medellin) (HK-515) auf dem Flug von der Insel San Andrés (Kolumbien) nach Cartagena. Eine Woche später wurde in der Nähe der Insel Moron das rechte Hauptfahrwerk gefunden. Alle 45 Insassen, drei Besatzungsmitglieder und 42 Passagiere, kamen ums Leben.[432]

## 1960er-Jahre
- Am 4. Januar 1960 kippte eine Curtiss C-46A-15-CU der brasilianischen Transportes Aéreos Salvador (Luftfahrzeugkennzeichen PP-SLJ) beim Start auf dem Flugplatz Dianopolis (Brasilien) aufgrund des schlechten Startbahnzustandes auf die Nase und wurde irreparabel beschädigt. Alle Insassen, Besatzungsmitglieder und Passagiere, überlebten den Unfall.[433]

- Am 29. Januar 1960 entwickelten sich während des Fluges bei einer Curtiss C-46 Super C der Pacific Western Airlines (CF-PWD) Probleme mit dem rechten Triebwerk. Es wurde abgestellt, und die Piloten kehrten zum Ausgangsflughafen in Port Hardy (British Columbia) zurück. Bei der Landung überrollte die Maschine das Landebahnende in das sumpfige Gelände mit Baumstümpfen hinein. Das Flugzeug wurde irreparabel beschädigt. Alle 51 Insassen, 3 Besatzungsmitglieder und 48 Passagiere, überlebten den Unfall.[434]

- Am 13. Februar 1960 kam es mit einer Curtiss C-46A-30-CU US-amerikanischen Associated Air Transport (N46Q) im Endanflug auf die McGuire Air Force Base (New Jersey, USA) wegen starker Vereisung trotz maximaler Motorleistung zu einem Strömungsabriss. Das Flugzeug schlug 360 Meter vor der Landebahn im Gelände auf und wurde irreparabel beschädigt. Alle 57 Insassen, drei Besatzungsmitglieder und 54 Passagiere, überlebten den Unfall.[435]

- Am 19. März 1960 entwickelten sich an einer Curtiss C-46A-60-CS der kolumbianischen SAM Colombia (Sociedad Aeronautica Medellin) (HK-516), die sich auf einem Flug von der Insel San Andrés nach Medellín befand, Probleme mit dem linken Triebwerk. Der Kapitän entschied, nach Planeta Rica (Kolumbien) umzudrehen und dort zu landen, jedoch stürzte die Maschine 11 Kilometer davor ab. Ursachen waren der Triebwerksschaden, aber auch die Tatsache, dass die Piloten nicht über das Wetter in Planeta Rica und die Schließung des Platzes informiert wurden. Von den 46 Insassen kamen 25 ums Leben, drei Besatzungsmitglieder und 22 Passagiere.[436]

- Am 25. März 1960 wurde eine Curtiss C-46A-60-CK der kanadischen Wheeler Airlines (CF-IHQ) im Gegenanflug auf die DEW Site 28 (Nordwest-Territorien, Kanada) in einer Höhe von nur 780 Fuß (237 Metern) ins Gelände geflogen. Diesen CFIT (Controlled flight into terrain) überlebten beide Piloten, die einzigen Insassen auf dem Frachtflug. Das Flugzeug wurde irreparabel beschädigt.[437]

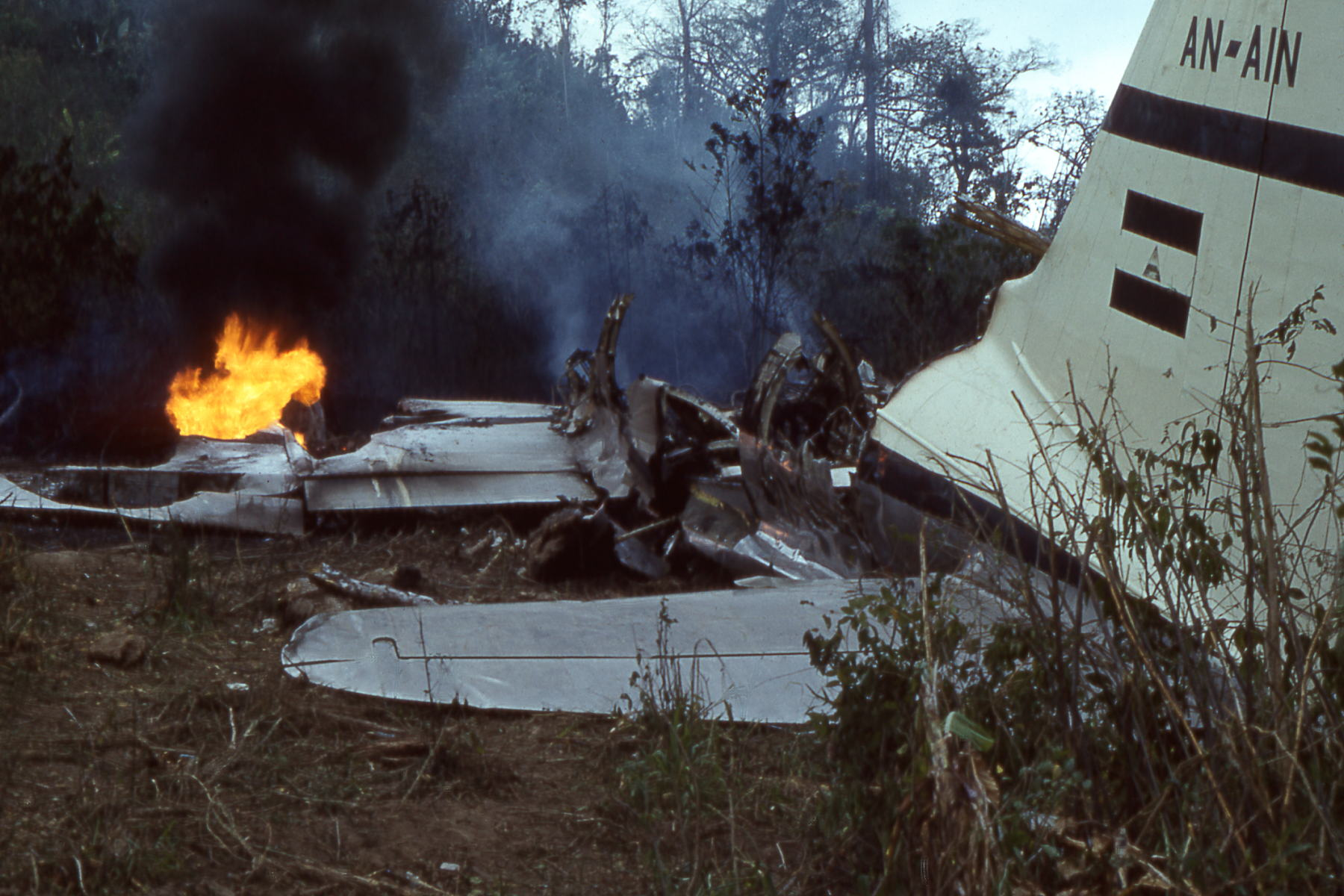
Unfall der LANICA, 5. April 1960

- Am 5. April 1960 flog eine Curtiss C-46A-40-CU der Lineas Aereas de Nicaragua (LANICA) (AN-AIN) nach dem Start vom Flughafen in Siuna nach San Pedro (Región Autónoma de la Costa Caribe Norte, Nicaragua) in einen Hügel 2,4 Kilometer vom Startflugplatz entfernt. Die Untersuchung ergab, dass das Verteilerventil des linken Propellers an der Basis der Verbindung mit der Motorkurbelwelle gebrochen war, wobei die ersten Gewinde gebrochen waren. Der Bruch scheint auf Ermüdung zurückzuführen zu sein. Von den 18 Insassen kamen je ein Besatzungsmitglied und ein Passagiere ums Leben.[438]

- Am 14. April 1960 fuhr die Besatzung einer Curtiss C-46A der kubanischen Expreso Aéreo Interamericano (CU-C644) beim Start vom Flughafen Miami (Florida, USA) das Fahrwerk zu früh ein. Die Maschine sank wieder durch und machte eine Bauchlandung. Alle vier Insassen, zwei Besatzungsmitglieder und zwei Passagiere, überlebten den Unfall. Das Flugzeug wurde irreparabel beschädigt.[439]

- Am 17. April 1960 wurde mit einer Curtiss C-46A der kolumbianischen Lloyd Aéreo Colombiano (HK-870) auf dem Flughafen Bogotá-Eldorado (Kolumbien) eine Bauchlandung gemacht. Alle Insassen, Besatzungsmitglieder und Passagiere, überlebten den Unfall.[440]

- Am 19. April 1960 stürzte eine Curtiss C-46D der Lloyd Aéreo Colombiano (HK-390) im Endanflug auf den Flughafen Bogotá ab. Die Maschine befand sich auf dem Flug von Medellin-Olaya Herrera. Ursache war ein Geschwindigkeitsverlust mit folgendem Strömungsabriss. Von den 51 Insassen kamen 37 ums Leben, 6 Besatzungsmitglieder und 31 Passagiere.[441]

- Am 3. Mai 1960 wurde eine Curtiss C-46A-55-CK der brasilianischen Navegação Aérea Brasileira (NAB) (PP-NMD) im Anflug auf den Flughafen Aguadilla-Borinquen (Puerto Rico) in einen kleinen Hügel geflogen. Bei diesem CFIT (Controlled flight into terrain) wurden alle 5 Besatzungsmitglieder getötet, die einzigen Insassen auf dem Überführungsflug.[442]

- Am 17. Mai 1960 brach eine Curtiss C-46F-1-CU der argentinischen Transamerican Air Transport (LV-GGJ) bei extremer Turbulenz nahe El Sosneado (Provinz Mendoza, Argentinien) im Flug auseinander und stürzte in einen Berg. Alle 8 Insassen, drei Besatzungsmitglieder und 5 Passagiere, wurden getötet, ebenso wie die Ladung von 7 Rennpferden, die von Buenos Aires nach Santiago de Chile transportiert werden sollten. Beitragende Faktoren waren unzureichende Flugvorbereitung samt fehlender Wetterkenntnis und mangelhafte Sicherung der Pferde. Das Flugzeug wurde erst am 21. November 1961 gefunden, rund eineinhalb Jahre nach dem Unfall.[443][444]

- Am 19. Mai 1960 kam es mit einer Curtiss C-46-A-55-CK der venezolanischen Linea Expresa Bolivar (LEBCA) (YV-C-LBG) im Anflug auf den Flughafen David (Panama) zu einer Notlandung im Gelände. Dabei wurde das Flugzeug irreparabel beschädigt. Alle Insassen, Besatzungsmitglieder und Passagiere, überlebten den Unfall.[445]

- Am 10. Juni 1960 kehrte eine Curtiss C-46 der (später taiwanischen) Luftstreitkräfte der Republik China (Luftfahrzeugkennzeichen unbekannt) nach dem Start in Taipeh (Taiwan) zurück und verunglückte bei der Landung. Es gab keine Todesfälle. Das Flugzeug wurde zerstört.[446]

- Am 24. August 1960 stürzte eine Curtiss C-46A-40-CU der brasilianischen Paraense Transportes Aéreos (PP-BTJ) in den Rio Jaru (Brasilien). Alle drei Besatzungsmitglieder, die einzigen Insassen, überlebten den Unfall. Sie wurden nach einer Woche verletzt gerettet.[447]

- Am 22. September 1960 stürzte eine Curtiss C-46A-4-CU der brasilianischen Paraense Transportes Aéreos (PP-BTF) kurz nach dem Start vom Flughafen Belém (Brasilien) ab und ging in Flammen auf. Alle 6 Insassen auf dem „Frachtflug“, vier Besatzungsmitglieder und 2 Passagiere, kamen ums Leben.[448]

- Am 4. Oktober 1960 hörten die Piloten einer Curtiss C-46F-1-CU der US-amerikanischen Capitol Airways (N4719N) beim Nachtanflug auf die McClellan Air Force Base (Kalifornien, USA) in einer Höhe von 250 Fuß (76 Metern) einen dumpfen Schlag und sahen einen hellen Blitz unter ihrem Flugzeug. Die Maschine wurde nur leicht beschädigt, konnte sicher gelandet und später repariert werden. Sie war mit einer privaten Cessna 172 (N6484B) kollidiert, die nach dem Zusammenstoß außer Kontrolle geriet, abstürzte und Feuer fing. Deren beide Insassen kamen ums Leben. Beide Piloten der C-46, die einzigen Insassen auf dem Frachtflug, überlebten den Unfall unverletzt.[449][450]

- Am 15. Oktober 1960 brach an einer Curtiss C-46F-1-CU der US-amerikanischen Capitol Airways (N1300N) im Anflug auf die Hill Air Force Base (Utah, USA) die rechte Tragfläche ab. Die Maschine stürzte aus einer Höhe von 6500 Fuß (1980 Metern) 16 Kilometer vor der Landebahn ab. Ursache waren Ermüdungsbrüche der Befestigungsbolzen des unteren Befestigungswinkels der rechten Tragfläche. Beide Piloten, die einzigen Insassen auf dem Frachtflug, kamen ums Leben.[451]

- Am 29. Oktober 1960 stürzte eine Curtiss C-46F-1-CU der US-amerikanischen Arctic Pacific (N1244N) nach dem Start vom Flughafen Toledo Express (Ohio, USA) ab. Die Maschine stürzte etwa 1700 Meter hinter dem Beginn der Startbahn ab, geriet in Brand und wurde zerstört. Das Flugzeug war mit 2000 pounds (gut 900 Kilogramm) über seinem zulässigen Höchstabfluggewicht überladen. Hinzu kam ein teilweiser Leistungsverlust des linken Triebwerks. Von den 48 Insassen wurden 22 getötet, zwei Besatzungsmitglieder und 20 Passagiere.[452]

- Am 3. November 1960 fiel an einer Curtiss C-46 der kubanischen Luftstreitkräfte (Luftfahrzeugkennzeichen unbekannt) im Tiefflug über einem Wohngebiet ein Triebwerk aus. Die Maschine wurde bei Marianao (Havanna, Kuba) 20 Meter vom Miramar Yacht Club entfernt notgewassert. Die fünf Besatzungsmitglieder wurden lebend geborgen. Das Flugzeug wurde zerstört.[453]

- Am 8. November 1960 hatte eine Curtiss C-46A der costa-ricanischen Lacsa (TI-1024C) bei der Landung auf dem Flughafen Palma Sur (Costa Rica) gerade aufgesetzt, als ein Leichtflugzeug der Marke Piper auf die Landebahn rollte. Beim Versuch der Piloten, diesem auszuweichen, geriet die Curtiss von der Bahn ab und kollidierte mit Bäumen. Das Flugzeug wurde irreparabel beschädigt. Über Personenschäden ist nichts bekannt.[454]

- Am 26. November 1960 verloren die Piloten einer Curtiss C-46F-1-CU der US-amerikanischen CIA-Fluggesellschaft Air America (illegales Kennzeichen: B-130) die Kontrolle über das Höhenruder. Deshalb wurde nahe der Ebene der Steinkrüge (Laos) eine Notlandung durchgeführt. Dabei wurde das Flugzeug irreparabel beschädigt. Von den 3 Besatzungsmitgliedern wurden 2 getötet.[455]

- Am 7. Dezember 1960 verunglückte eine Curtiss C-46A-60-CK der brasilianischen REAL Transportes Aéreos (PP-AKF) auf dem Flug von Cuiabá nach Manaus. Während des Reisefluges fiel das Triebwerk Nr. 2 (rechts) aus, woraufhin die Maschine zu sinken begann. Der Kapitän ließ Fracht hinauswerfen, aber das Flugzeug verlor immer weiter an Höhe, stürzte ab und fing Feuer. Alle 15 Insassen, zwei Besatzungsmitglieder und 13 Passagiere, kamen ums Leben.[456][457]

- Am 18. Dezember 1960 überrollte eine Curtiss C-46 Super C Commando der brasilianischen VARIG (PP-VCT) bei der Landung auf dem Flughafen São Paulo–Congonhas (Brasilien) das Landebahnende der Bahn 15 und wurde irreparabel beschädigt. Als Ursache wurden ein falsches IFR-Verfahren und die falsche Verwendung der Bremsen festgestellt. Die drei Besatzungsmitglieder, die einzigen Insassen auf dem Frachtflug, überlebten den Unfall.[458]

- Am 22. Januar 1961 löste sich an einer Curtiss C-46F-1-CU der US-amerikanischen Capitol Airways (N1308V) während des Reisefluges in 2500 Fuß (760 Metern) Höhe der Zylinder Nr. 8 des linken Triebwerks aufgrund von Ermüdungsbrüchen. Das Triebwerk geriet in Brand, der durch austretendes Öl und Benzin angefacht wurde und auf den Fahrwerkschacht übergriff. Dadurch wurde die Struktur der Tragfläche derart geschwächt, dass sie abbrach. Das Flugzeug stürzte bei Katy (Texas) (USA) ab. Beide Piloten, die einzigen Insassen auf dem Frachtflug, kamen ums Leben.[459]

- Am 17. Februar 1961 wurde eine Curtiss C-46 der (später taiwanischen) Luftstreitkräfte der Republik China (Luftfahrzeugkennzeichen unbekannt) in der Region Ban Du (Laos) durch Flugabwehrfeuer der Pathet Lao abgeschossen. Die Maschine war auf dem Weg von Taipeh nach Da Nang und sollte angeblich vorher Hilfsgüter für Flüchtlinge abwerfen. Allerdings wurde im Wrack eine Ladung von Waffen und Munition gefunden. Alle 6 Insassen, vier Besatzungsmitglieder und beide Passagiere, kamen ums Leben.[460]

- Am 8. April 1961 geriet eine Curtiss C-46A-35-CU der kolumbianischen Texaco (HK-489E) bei der Landung auf der Piste von Puerto Calderón (Kolumbien) von der Landebahn ab und wurde irreparabel beschädigt. Alle 29 Insassen, zwei Besatzungsmitglieder und 27 Passagiere, überlebten den Unfall.[461]

- Am 27. April 1961 kam es an einer Curtiss C-46F-1-CU Air Cameroun (F-BESN) kurz nach dem Start vom alten Flughafen Bangui (Zentralafrikanische Republik) zu einem Leistungsverlust eines Triebwerks. Bei der Notlandung außerhalb des Flughafens wurde das mit 6 Tonnen Fleisch beladene Flugzeug irreparabel beschädigt. Alle vier Insassen, drei Besatzungsmitglieder und ein Passagier, überlebten den Unfall.[462]

- Am 30. Juni 1961 wurde eine Curtiss C-46A-55-CK der argentinischen Transcontinental - TSA (LV-FTO) im Anflug auf den Flughafen Buenos Aires–Jorge Newbery (Argentinien) gegen einen 8 Meter hohen Eisenbahnsignalmast geflogen, noch 1,3 Kilometer von der Landebahn entfernt. Die Maschine stürzte ab und fing Feuer. Durch diesen CFIT (Controlled flight into terrain) wurden von den 35 Insassen 24 getötet, zwei Besatzungsmitglieder und 22 Passagiere.[463]

- Am 9. August 1961 wurde eine Curtiss C-46 Super C der Nordair (Kanada) (CF-HEI) bei der Landung auf dem Sarcpa Lake Airstrip (Kanada) vor und unterhalb der Landebahnschwelle aufgesetzt. Das rechte Hauptfahrwerk brach zusammen, die C-46 verließ die Landebahn und wurde irreparabel beschädigt. Alle 9 Insassen, beide Besatzungsmitglieder und 7 Passagiere, überlebten den Unfall.[464]

- Am 13. August 1961 wurde eine Curtiss C-46F-1-CU der US-amerikanischen CIA-Fluggesellschaft Air America (B-136) während des Abwurfs von Gütern im Distrikt Amphoe Pha Khao (Thailand) bei einer scharfen Kurve in einen Bergkamm geflogen. Der Nachschub wurde der CIA-finanzierten Hmong-Guerilla geliefert. Bei diesem CFIT (Controlled flight into terrain) wurden alle 6 Insassen getötet, fünf Besatzungsmitglieder und ein CIA-Passagier.[465]

- Am 12. September 1961 verunglückte eine Curtiss C-46A-20-CU der bolivianischen CAMBA (Commercializadora Aérea Mixta Boliviana) (CP-687) im Anflug auf den Flugplatz San Borja (Beni, Bolivien) etwa 25 Kilometer südlich vom Ziel, nahe dem Fluss Maniqui im Gebiet Cara Cara. Von den drei Besatzungsmitgliedern kam eines ums Leben.[466]

- Am 17. September 1961 überrollte eine Curtiss C-46F der kanadischen Nordair (CF-CZL) bei der Landung auf der sehr kurzen Bahn des Flughafens Pelly Bay (ab 1999 Flughafen Kugaaruk) (Nordwest-Territorien, Kanada) das Landebahnende und wurde wohl irreparabel beschädigt. Beide Piloten, die einzigen Insassen, überlebten den Unfall.[467]

- Am 13. Oktober 1961 kollidierte eine Curtiss C-46 der Südkoreanischen Luftwaffe (Luftfahrzeugkennzeichen unbekannt) in der Nähe des Militärflugplatzes von Seoul-Osan (Südkorea) mit der Lokomotive eines Zuges, stürzte ab und fing Feuer. Von den 15 Insassen kamen 5 ums Leben.[468]

- Am 12. Dezember 1961 wurde mit einer Curtiss C-46A-55-CK der brasilianischen VARIG (PP-VBM) auf einem Trainingsflug vom Flughafen Rio de Janeiro–Santos Dumont (Brasilien) der Ausfall des Triebwerks Nr. 1 (links) simuliert. Der zugehörige Propeller wurde in die Segelstellung gebracht, ging jedoch stattdessen in den Umkehrschub-Modus. Damit konnte das Flugzeug die Küste nicht erreichen und musste 50 Meter vom Strand Praia de Itaipu notgewassert werden. Beide Piloten, die einzigen Insassen, überlebten den Unfall.[469]

- Am 15. Dezember 1961 stürzte eine Curtiss C-46 der Lineas Aereas de Nicaragua (LANICA) (AN-AOE) im Endanflug auf den Flughafen Managua (Nicaragua) ab. Beim Start des Frachtfluges von dort war schlecht gesicherte Ladung nach hinten gerutscht und hatte den Schwerpunkt verschoben. Beim Versuch der Rückkehr geriet die Maschine ins Trudeln und stürzte in einem Winkel von etwa 45 Grad ab. Nach dem Aufschlag brach eine Feuer aus. Beide Piloten, die einzigen Insassen auf dem Frachtflug, kamen ums Leben.[470]

- Im Jahr 1962 (genaues Datum unbekannt) wurde eine Curtiss C-46 Commando der Luftwaffe von Honduras (FAH-794) an einem unbekannten Ort in Honduras zerstört. Nähere Einzelheiten sind derzeit nicht verfügbar.[471]

- Am 6. Januar 1962 fiel an einer Curtiss C-46A-60-CK der TAN Honduras (HR-TNB) kurz nach dem Start vom Flughafen Belize (Belize) das Triebwerk Nr. 1 (links) aus. Das mit mehr als 500 pounds überladene Flugzeug gewann nicht an Höhe und stürzte in ein bewaldetes Gebiet am Westufer des Belize River. Von den beiden Piloten, den einzigen Insassen auf dem Frachtflug, kam einer ums Leben.[472]

- Am 11. Januar 1962 verunglückte eine Curtiss C-46D-15-CU der panamaischen Aerovias Panama Airways - APASA (HP-312) nahe Maniamuna (Kongo). 72 Kilometer von der Kamina Air Base entfernt. Nähere Einzelheiten sind derzeit nicht verfügbar. Alle Insassen, die Besatzungsmitglieder und die 17 Passagiere, überlebten den Unfall.[473]

- Am 17. Januar 1962 wurde eine Curtiss C-46A-45-CU der paraguayischen Aerocarga (ZP-CAI) bei der Landung 50 Kilometer südsüdöstlich des Flughafens Curuzú Cuatiá (Argentinien) irreparabel beschädigt. Über Personenschäden liegen keine Informationen vor.[474]

- Am 22. Januar 1962 verunglückte eine Curtiss C-46D-15-CU der bolivianischen CBF Corporación Boliviana de Fomento (CP-541) beim Start vom Flugplatz Caranavi (Bolivien). Nach 190 Metern Rollstrecke scherte das Flugzeug zunächst nach links aus und dann allmählich nach rechts. Das rechte Hauptfahrwerk verließ die Startbahn und geriet in einen Graben. Nach 496 Metern Rollstrecke schlug die rechte Tragflächenspitze gegen eine Lehmziegelmauer und riss dabei ab. Dennoch wurde der Start fortgesetzt. Nach 580 Metern hob das Flugzeug ab. Bei 707 Metern Startstrecke durchschnitt der rechte Propeller einen 15 Zentimeter dicken Baum. Daraufhin geriet die Maschine in eine rechtsseitige Schräglage von 65 bis 70 Grad, wobei die rechte Tragfläche einige 15 Meter hohe Bäume streifte und das Flugzeug mit dem Bug auf dem Boden aufschlug. Alle 4 Besatzungsmitglieder und 2 Passagiere, die einzigen Insassen auf dem Frachtflug, wurden getötet. Als Ursache wurde festgestellt, dass der Kapitän den Start nicht einmal dann abgebrochen hatte, als die rechte Tragflächenspitze schon abgerissen war (siehe auch Flugunfall einer Curtiss C-46 bei Caranavi).[475]

- Am 28. Januar 1962 kam es mit einer auf Juan Adorisio Naschez privat registrierten uruguayischen Curtiss C-46A-55-CK (CX-AYI) in der Nähe von La Toma (Argentinien) zu einer Notlandung. Das Flugzeug wurde irreparabel beschädigt. Alle vier Insassen, drei Besatzungsmitglieder und ein Passagier, die einzigen Insassen auf dem Frachtflug, überlebten den Unfall.[476]

- Am 4. Februar 1962 stürzte eine Curtiss C-46D-20-CU der US-amerikanischen CIA-Fluggesellschaft Air America (B-916) beim Abwerfen von Nachschub bei Xieng Khouang (Laos) ab. Alle 6 Besatzungsmitglieder kamen ums Leben.[477]

- Am 21. Mai 1962 stürzte eine Curtiss C-46D-5-CU der Honduras International (HR-196P) beim Start vom Flughafen San Pedro Sula (Honduras) in ein Wohngebiet und fing Feuer. Beide Piloten, die einzigen Insassen auf dem Frachtflug, überlebten den Unfall. In dem Wohngebiet wurden durch den Unfall drei Menschen getötet.[478]

- Am 7. Juni 1962 brach an einer Curtiss C-46A-55-CK der honduranischen SAHSA – Servicio Aéreo de Honduras SA (HR-SAL) bei der Landung auf dem Flughafen Tegucigalpa (Honduras) das linke Hauptfahrwerk zusammen. Das Flugzeug wurde irreparabel beschädigt. Beide Piloten, die einzigen Insassen auf dem Frachtflug, überlebten den Unfall.[479]

- Am 8. Juni 1962 musste eine Curtiss C-46/CW-20 der Transair Sweden (SE-CFB) nach einem Landeunfall in Albertville (Kongo) als Totalverlust abgeschrieben werden. Personen kamen nicht zu Schaden. Die vordere Rumpfsektion mit Cockpit wurde abmontiert und zur Reparatur des Schwesterflugzeugs SE-CFC verwendet.[480][481]

- Am 27. Juni 1962 zog eine Curtiss C-46A-45-CU der brasilianischen Paraense Transportes Aéreos (PP-BTE) nach dem Aufsetzen auf der Landebahn 24 des Flughafens Pedro Afonso (Brasilien) nach links. Der Kapitän entschied sich für ein Durchstarten und forderte den Ersten Offizier zum Einfahren des Fahrwerks auf. Es wurde jedoch zu früh eingefahren, so dass die Maschine auf die Landebahn zurücksank und es zu einer Bauchlandung kam. Dabei wurde das Flugzeug irreparabel beschädigt. Alle Insassen überlebten den Unfall.[482]

- Am 13. August 1962 verlor eine Curtiss C-46D-10-CU der brasilianischen Paraense Transportes Aéreos (PP-BTP) nach dem Abheben vom Flughafen Rio Branco (Brasilien) an Höhe und kollidierte mit Stromleitungen. Alle 4 Besatzungsmitglieder, die einzigen Insassen auf dem Frachtflug, überlebten den Unfall, wobei der Funker verletzt wurde. Das Flugzeug wurde zunächst als irreparabel eingestuft, später aber dann doch repariert und ging am 24. März 1965 mit dem selben Betreiber endgültig zu Bruch.[483]

- Am 31. August 1962 wurde eine Curtiss C-46F der US-amerikanischen Bird & Sons (N4877V) nahe Phu Fa (Laos) in einen Berggipfel geflogen, als im Tiefflug ein Lastenabwurf am Airstrip LS-16 in Zentrallaos durchgeführt werden sollte. Bei diesem CFIT (Controlled flight into terrain) wurden alle 5 Besatzungsmitglieder getötet, die einzigen Insassen auf dem Frachtflug.[484]

- Am 18. September 1962 verlor an einer Curtiss C-46F-1-CU der US-amerikanischen Aaxico Airlines, betrieben für Puerto Rican American Airlines, (N67937) beim Start vom Flughafen San Pedro Sula (Honduras) ein Triebwerk an Leistung. Die Maschine geriet von der Startbahn ab und streifte ein Holzhaus. Sie war mit Fleisch für Puerto Rico beladen. Beide Piloten, die einzigen Insassen auf dem Frachtflug, überlebten den Unfall. Das Flugzeug wurde irreparabel beschädigt.[485]

- Am 2. November 1962 machte eine Curtiss C-46F der venezolanischen Linea Expresa Bolivar (LEBCA) (YV-C-LBH) bei der Landung auf dem Flughafen Carora (Venezuela) einen Ringelpiez. Das Flugzeug fing Feuer und wurde zerstört, wobei 12 Zuchtbullen ums Leben kamen. Beide Piloten, die einzigen anderen Insassen auf dem Frachtflug, überlebten den Unfall.[486]

- Am 26. November 1962 verunglückte eine Curtiss C-46A der kolumbianischen Lineas Aereas La Urraca (HK-354X) auf ihrem Überführungsflug von Fairbanks (Alaska) über Miami nach Bogotá beim Zwischenstopp in Kingston (Jamaika). Das Flugzeug war mit vier Reservetriebwerken und anderen Ersatzteilen schwer beladen. Nach einem langen Startlauf auf dem Flughafen Jamaika-Palisadoes kollidierte die Maschine drei Minuten nach dem Abheben während einer flachen Steigflugkurve in einer Höhe von nur rund 200 Metern mit dem Hügel Port Henderson Hill und fing Feuer. Alle 3 Insassen, der einzige Pilot und die beiden Passagiere, von denen einer im Cockpit saß, wurden getötet.[487]

- Am 11. Januar 1963 wurde eine Curtiss C-46E-1-CS der kanadischen Maritime Central Airways (CF-HTI) auf dem Flughafen Moncton (Kanada) bei einem Hangarbrand zerstört. Über Personenschäden ist nichts bekannt.[488]

- Am 26. Januar 1963 geriet eine Curtiss C-46F-1-CU der US-amerikanischen Skyvan Airways (N67933) beim Versuch des Durchstartens in zu niedriger Höhe am Militärflugplatz Cape Lisburne (Alaska, USA) in einen Abwind. Das Flugzeug stürzte 300 Meter von der Landebahn entfernt in die Tschuktschensee. Beide Piloten, die einzigen Insassen auf dem Frachtflug, überlebten den Aufprall, jedoch ertrank einer im fast 0 Grad kalten Wasser.[489]

- Am 16. Februar 1963 fiel an einer Curtiss C-46F-1-CU der US-amerikanischen Zantop Air Transport (N616Z) 7 Minuten nach dem Start von der McChord Air Force Base (Washington, USA) das linke Triebwerk aus. Der Propeller konnte nicht in die Segelstellung gebracht werden. Beim Versuch der Notlandung auf dem Flugplatz Pierce County bei Puyallup (Washington) kam man zu hoch an. Beim Durchstartversuch kam es zum Strömungsabriss und Aufschlag mit der linken Tragfläche und dem Bug zuerst. Beide Piloten, die einzigen Insassen auf dem Frachtflug, überlebten den Unfall.[490]

- Am 28. März 1963 stürzte eine Curtiss C-46 Commando der Südkoreanischen Luftwaffe (Luftfahrzeugkennzeichen ROKAF unbekannt) während des Anflugs auf den Flughafen Gimpo 16 Kilometer südwestlich von Seoul (Südkorea) bei heftigem Regen ab. Alle 11 Insassen, Besatzungsmitglieder und Passagiere, kamen ums Leben.[491]

- Am 7. April 1963 stürzte eine Curtiss C-46 der (später taiwanischen) Luftstreitkräfte der Republik China (ROCAF 317) in der Nähe des Dorfes Shuangtan Distrikt Miaoli (Taiwan) in einen Berg. Dabei wurden 9 Insassen getötet.[492]

- Am 21. Juni 1963 wurde eine Curtiss C-46A-55-CK der brasilianischen VARIG (PP-NBP) bei der Landung auf dem Flughafen Brasília (Brasilien) irreparabel beschädigt. Alle Insassen, Besatzungsmitglieder und Passagiere, überlebten den Unfall.[493]

- Am 17. Juli 1963 wurde eine Curtiss C-46F-1-CU der US-amerikanischen CIA-Fluggesellschaft Air America (B-148) bei diesigem Wetter im Distrikt Pak Tha im nördlichen Laos gegen einen Hügel geflogen, als sie auf einem Abwurfflug für die Guerilla unterwegs war. Bei diesem CFIT (Controlled flight into terrain) wurden alle 6 Besatzungsmitglieder getötet, die einzigen Insassen.[494]

- Am 14. August 1963 musste in einer Curtiss C-46F-1-CU der US-amerikanischen Aaxico Airlines (N67941) das Triebwerk Nr. 2 (rechts) wegen Überhitzung abgestellt werden. Bei der Rückkehr zum Startflugplatz wurde die Maschine in einen ansteigenden Canyon geflogen, so dass eine Notlandung in einem gepflügten Acker nötig wurde, 56 Kilometer ostnordöstlich der Malmstrom Air Force Base (Montana, USA). Nach dem Aufsetzen schlug das Flugzeug auf den Erddamm eines kleinen Stausees auf und wurde irreparabel beschädigt. Einer der beiden Piloten, der einzigen Insassen auf dem Frachtflug, kam ums Leben.[495]

- Am 5. September 1963 wurde eine Curtiss C-46F-1-CU der US-amerikanischen CIA-Fluggesellschaft Air America (illegales Kennzeichen: B-150) nahe Ban Phone Mouang (Laos) beim Abwurf von Versorgungsgütern abgeschossen. Die beiden Piloten wurden getötet, der Funker und das Abwurfpersonal gefangen genommen.[496]

- Am 7. Dezember 1963 wurde eine Curtiss C-46A-20-CU der US-amerikanischen Zantop Air Transport (N609Z) 16 Kilometer nordwestlich von Nederland (Colorado), 74 Kilometer westnordwestlich des Startflugplatzes Lowry Air Force Base (Colorado, USA), im Geradeausflug in einer Höhe von 12.500 Fuß (3800 Metern) gegen eine senkrechte Felswand geflogen. Durch diesen CFIT (Controlled flight into terrain) wurden alle 3 Insassen getötet, beide Besatzungsmitglieder und ein Passagier. Das Wrack wurde erst 7 Monate später gefunden, am 8. Juli 1964.[497]

- Am 9. Dezember 1963 stürzte eine Curtiss C-46A-15-CU des US-amerikanischen Unternehmers Hank A. Wharton (N5160V) 240 Kilometer nordöstlich der Azoren (Portugal) ins Meer. Die Maschine befand sich auf einem Überführungsflug vom Flughafen Gander (Kanada) zum Flughafen Santa Maria (Azoren). Alle drei Besatzungsmitglieder kamen ums Leben.[498]

- Am 3. Januar 1964 wurde eine Curtiss C-46 der paraguayischen International Products Corp. (ZP-CCE) auf dem Flughafen Asunción (Paraguay) irreparabel beschädigt. Über Personenschäden liegen keine Informationen vor.[499]

- Am 13. Januar 1964 wurde eine Curtiss C-46 Super C der Transair Sweden (SE-CFF) bei einem Startunfall in Thysville irreparabel beschädigt.[500][501]

- Am 26. März 1964 stürzte eine Curtiss C-46D-15-CU der brasilianischen VASP (Viação Aérea São Paulo) (PP-LDL) auf einem Testflug in die Guanabara-Bucht. Während des Testfluges entwickelte sich ein Feuer im Triebwerk Nr. 2, das nicht gelöscht werden konnte. Die Besatzung brachte den Propeller in die Segelstellung und versuchte, zum Ausgangspunkt zurückzukehren, dem Flughafen Rio de Janeiro–Galeao (Brasilien). Vor Erreichen des Flughafens brach die rechte Tragfläche ab und das Flugzeug stürzte ins Meer. Alle 3 Besatzungsmitglieder, die einzigen Insassen auf dem Testflug, kamen ums Leben (siehe auch Flugunfall der Curtiss C-46 PP-LDL der VASP).[502]

- Am 7. April 1964 wurde eine privat auf N.L. Clearo zugelassene brasilianische Curtiss C-46A-45-CU (PT-BVG) bei der Landung in La Fortuna (Argentinien) irreparabel beschädigt. Über Personenschäden liegen keine Informationen vor.[503]

- Am 30. April 1964 überdrehte an einer Curtiss C-46D-20-CU der argentinischen Aerolineas Carreras Transportes Aéreos (ACTA) (LV-HIJ) der Propeller Nr. 1 (links), woraufhin das Triebwerk abgestellt und er in die Segelstellung gebracht wurde. Eine Notlandung wurde auf dem 4192 Meter hoch gelegenen Salzsee Laguna Brava (Argentinien) als Bauchlandung durchgeführt. Die Ladung bestand aus arabischen Rennpferden für Buenos Aires. Das Flugzeug wurde irreparabel beschädigt. Alle 6 Besatzungsmitglieder, die einzigen Insassen auf dem Frachtflug, überlebten den Unfall.[504]

- Am 20. Juni 1964 stürzte eine Curtiss C-46D der taiwanesischen Civil Air Transport (B-908) kurz nach dem Start vom Flughafen Taichung infolge von Kontrollverlust nach einem Triebwerksausfall ab. Alle 57 Insassen, 5 Besatzungsmitglieder und 52 Passagiere, wurden getötet. Es war der Unfall mit den meisten Todesopfern bei einer C-46 im zivilen Betrieb (siehe auch Civil-Air-Transport-Flug 106).[505]

- Am 22. Juli 1964 fiel an einer Curtiss C-46 der Lineas Aereas de Nicaragua (LANICA) (AN-AKY) beim Start vom Flughafen Managua (Nicaragua) ein Triebwerk aus. Beim Versuch einer Notlandung schlug die Maschine 5 Kilometer vom Flughafen entfernt auf und fing Feuer. Das Flugzeug wurde irreparabel beschädigt. Es war mit mehreren Tonnen Kaffee für Miami beladen. Beide Piloten, die einzigen Insassen auf dem Frachtflug, überlebten den Unfall.[506]

- Am 27. Juli 1964 wurde eine Curtiss C-46 der (später taiwanischen) Luftstreitkräfte der Republik China (ROCAF 6008) nahe Pingtung (Taiwan) in einen Berg geflogen, zusammen mit zwei weiteren C-46 einer Formation von 6 Flugzeugen. Durch diesen CFIT (Controlled flight into terrain) wurden alle 6 Insassen getötet.[507]

- Am 27. Juli 1964 wurde eine Curtiss C-46 der (später taiwanischen) Luftstreitkräfte der Republik China (ROCAF 6331) nahe Pingtung (Taiwan) in einen Berg geflogen, zusammen mit zwei weiteren C-46 einer Formation von 6 Flugzeugen. Durch diesen CFIT (Controlled flight into terrain) wurden alle 6 Insassen getötet.[508]

- Am 27. Juli 1964 wurde eine Curtiss C-46 der (später taiwanischen) Luftstreitkräfte der Republik China (ROCAF 6340) nahe Pingtung (Taiwan) in einen Berg geflogen, zusammen mit zwei weiteren C-46 einer Formation von 6 Flugzeugen. Durch diesen CFIT (Controlled flight into terrain) wurden alle 6 Insassen getötet.[509]

- Am 16. August 1964 entwickelten sich an einer Curtiss C-46A-40-CU der brasilianischen VASP (Viação Aérea São Paulo) (PP-NMF) auf einem Frachtflug von Carolina nach Belém Probleme mit einem Triebwerk, jedoch ließ sich dessen Propeller nicht in die Segelstellung bringen. Auch nach dem Abwerfen der gesamten Fracht konnte die Höhe nicht gehalten werden, weshalb eine Notwasserung im Capim River (Brasilien) notwendig wurde. Eines der vier Besatzungsmitglieder, das keinen Sicherheitsgurt getragen hatte, wurde beim Aufprall getötet; die anderen überlebten. Die Maschine sank innerhalb von 15 Minuten.[510]

- Am 21. August 1964 kam es mit einer Curtiss C-46D-15-CU der japanischen Luftselbstverteidigungsstreitkräfte (JASDF) (51-1121) auf dem Flughafen Okayama (Japan) zu einer Bauchlandung. Dabei wurde das Flugzeug irreparabel beschädigt. Über Personenschäden liegen keine Informationen vor.[511]

- Am 27. August 1964 wurde eine Curtiss C-46F-1-CU der US-amerikanischen Argonaut Airways (N4876V) auf dem Flughafen Miami (Florida, USA) durch den Hurrikan Cleo irreparabel beschädigt. Über Personenschäden ist nichts bekannt.[512]

- Am 27. August 1964 wurde eine Curtiss C-46A-45-CU der US-amerikanischen Airlift International (N9903F) auf dem Flughafen Miami (Florida, USA) durch den Hurrikan Cleo irreparabel beschädigt. Über Personenschäden ist nichts bekannt.[513]

- Am 27. August 1964 wurde eine Curtiss C-46F-1-CU der US-amerikanischen Airlift International (N1823M) auf dem Flughafen Miami (Florida, USA) durch den Hurrikan Cleo irreparabel beschädigt. Über Personenschäden ist nichts bekannt.[514]

- Am 30. Oktober 1964 verunglückte eine Curtiss C-46 Commando der peruanischen Fuerza Aérea del Perú (Luftfahrzeugkennzeichen FAPe unbekannt) auf einem Berg im Dschungelgebiet bei Páramo (Cajamarca, Peru). Die Maschine wurde nach 15 Tagen Suche gefunden, samt drei verbrannten Leichen im Wrack. Das Flugzeug wurde zerstört. Alle 6 Insassen, Besatzungsmitglieder und Passagiere, wurden getötet.[515]

- Am 9. November 1964 verunglückte eine Curtiss C-46D-5-CU der Aerocondor Colombia (HK-400) beim Start zu einem Frachtflug vom Flughafen Barranquilla (Kolumbien) und fing Feuer. Es gab keine Todesfälle.[516]

- Am 20. November 1964 schlug eine voll beladene Curtiss C-46F-1-CU der US-amerikanischen Zantop Air Transport (N3971B) etwa 620 Meter hinter dem Startbahnende am Flughafen Detroit-Wayne Major (Michigan, USA) wieder auf dem Boden auf. Vor dem Start waren etwa 6 Zentimeter Schnee von den Tragflächen abgekehrt und die darunter liegende Schicht aus grob verkrusteten Eis dann flüssig enteist worden. Dennoch kam es zu einem ungewöhnlich langen Startlauf und nach dem Abheben zu Vibrationen und Höhenverlust. Nach dem Aufschlag kam die Maschine auf der Nase stehend zum Stillstand. Offenbar waren noch etwa 3 Millimeter Eis auf den Tragflächen vorhanden. Das Flugzeug wurde irreparabel beschädigt. Beide Piloten, die einzigen Insassen auf dem Frachtflug, überlebten den Unfall.[517]

- Am 24. November 1964 trafen die Piloten einer Curtiss C-46R der US-amerikanischen Delta Air Lines (N9885F) am Ziel, dem Flughafen New Orleans, Wetterbedingungen unter den vorgeschriebenen Minima an. Daher wichen sie zum Flughafen Baton Rouge (Louisiana, USA), aus. Dort setzten sie das Flugzeug erst 760 Meter hinter dem Aufsetzpunkt auf. Als sich die Maschine dem Ende der Landebahn näherte, versuchte der Kapitän, einen Ringelpiez zu machen, aber das Flugzeug drehte sich nur um 20 Grad und rutschte von der Landebahn. Es wurde irreparabel beschädigt. Beide Piloten, die einzigen Insassen auf dem Frachtflug, überlebten den Unfall.[518]

- Am 24. November 1964 wurde eine Curtiss C-46A-10-CU der chilenischen Aerolineas Flecha Austral (ALFA) (CC-CIB) bei einer Notlandung auf dem Flughafen Santiago-Los Cerrillos (Chile) irreparabel beschädigt. Alle Insassen, Besatzungsmitglieder und Passagiere, überlebten den Unfall. Nähere Einzelheiten sind derzeit nicht verfügbar.[519]

- Am 30. November 1964 kam eine Curtiss C-46D-15-CU der japanischen Luftselbstverteidigungsstreitkräfte (JASDF) (51-1107) bei der Landung auf dem Flughafen Tokio-Haneda (Japan) auf dem Bauch liegend zum Stillstand. Es ist unklar, ob das Fahrwerk kollabierte oder ob versehentlich eine Landung mit eingezogenem Fahrwerk (Bauchlandung) durchgeführt wurde. Nach dem Aufprall brach ein Feuer aus und zerstörte das Flugzeug. Alle 10 Insassen, Besatzungsmitglieder und Passagiere, überlebten den Unfall.[520]

- Am 29. Dezember 1964 wurde eine Curtiss C-46 der chilenischen Lineas Aéreas Sud Americana (LASA) (CC-CAN) in die Flanke des Vulkans Turrialba (Costa Rica) geflogen. Die Kollision geschah gegen Mitternacht vom 28. auf den 29. Dezember. Bei diesem CFIT (Controlled flight into terrain) wurden alle 6 Insassen getötet, fünf Besatzungsmitglieder und ein Passagier; sie waren die einzigen Insassen auf dem Frachtflug.[521]

- Am 30. Dezember 1964 geriet eine Curtiss C-46A-45-CU der US-amerikanischen Zantop Air Transport (N608Z) im Anflug auf den Flughafen Detroit Wayne County (Michigan, USA) bei leichtem Nieselregen außer Kontrolle und stürzte 3,5 Kilometer südwestlich des Flugplatzes ab. Alle 4 Besatzungsmitglieder, die einzigen Insassen auf dem Frachtflug, kamen ums Leben.[522]

- Am 3. Februar 1965 verunglückte eine Curtiss C-46A-35-CU der Air Cameroun (F-OAFI) bei der Landung auf dem Flughafen Garoua (Kamerun). Alle 4 Insassen, die einzigen Insassen auf dem Frachtflug, drei Besatzungsmitglieder und ein Passagier, kamen ums Leben. Das Flugzeug wurde irreparabel beschädigt.[523]

- Am 13. Februar 1965 fiel an einer Curtiss C-46A-55-CK der salvadorianischen Aerolineas de El Salvador – AESA (YS-012C) kurz nach dem Start vom Flughafen Miami (Florida, USA) das Triebwerk Nr. 1 (links) aus. Der Propeller konnte, vermutlich durch Ölverschmutzung, nicht in die Segelstellung gebracht werden. Es kam zu einer Bruchlandung in einem Autoschrottplatz. Beide Piloten, die einzigen Insassen auf dem Frachtflug, kamen ums Leben.[524]

- Am 18. März 1965 verunglückte eine Curtiss C-46F der peruanischen Servicio Aéreo de Transportes Comerciales (SATCO) (OB-R-577) bei Cerro Saguancancha (Peru) auf einem Frachtflug in bergigem Gelände. Alle 9 Insassen, sechs Besatzungsmitglieder und 3 Passagiere, wurden getötet.[525]

- Am 24. März 1965 kam eine Curtiss C-46D-10-CU der brasilianischen Paraense Transportes Aéreos (PP-BTP) auf dem Flughafen Rio Branco-Presidente Médici (Brasilien) von der Bahn ab und wurde irreparabel beschädigt. Alle Insassen überlebten den Unfall.[526]

- Am 12. August 1965 kehrte eine Curtiss C-46A-50-CU der brasilianischen Paraense Transportes Aéreos (PP-BTH) rund 30 Minuten nach dem Start vom Flughafen Cuiabá (Brasilien) zum Ausgangspunkt zurück, nachdem das linke Triebwerk in Brand geraten war. Nahe Barra do Bugres brach die brennende linke Tragfläche ab und das Flugzeug stürzte zu Boden. Zum Unfall beigetragen haben defekte Brandmelde- und Feuerlöschanlagen. Alle 13 Insassen, vier Besatzungsmitglieder und 9 Passagiere, kamen ums Leben.[527]

- Am 13. September 1965 kam an einer Curtiss C-46D-5-CU der US-amerikanischen Zantop Air Transport (N5132B) aufgrund einer falschen Feuerwarnung ein Propeller in die Segelstellung. Beim Versuch der Rückkehr zur Dover Air Force Base (Delaware, USA) ließ sich das Fahrwerk wegen einer Hydraulikleckage nicht ausfahren. Daraufhin wurde eine Notlandung in Flugplatznähe durchgeführt. Dabei wurde das Flugzeug irreparabel beschädigt. Alle drei Besatzungsmitglieder, die einzigen Insassen auf dem Frachtflug, überlebten den Unfall.[528]

- Am 17. September 1965 wurde eine Curtiss C-46 Commando der Lineas Aereas de Nicaragua (LANICA) (AN-A..) nach einem Triebwerksausfall im Golf von Fonseca (Nicaragua) notgewassert und versank. Die Maschine war mit 5 Tonnen Fracht auf dem Weg von Miami nach Managua. Das Flugzeug wurde zerstört. Beide Piloten, die einzigen Insassen auf dem Frachtflug, wurden nach 24 Stunden auf ihrem Schlauchboot geborgen und überlebten den Unfall.[529]

- Am 4. Oktober 1965 geriet an einer Curtiss C-46A-50-CU der kolumbianischen SEA Colombia (HK-613) das Triebwerk Nr. 2 (rechts) im Steigflug vom Flughafen Cúcuta (Kolumbien) in Brand. Beim Versuch der Rückkehr löste sich dieses Triebwerk, und die rechte Tragfläche brach ab. Die Maschine schlug 5 Kilometer westlich von Cucuta auf dem Boden auf. Gründe für den Triebwerksbrand waren Wartungsfehler in Form von unzureichender Wartung und Inspektion sowie die Nichteinhaltung der Technischen Richtlinie Nr. 62-10-2 (Aerocivil C-46-39). Durch diese Wartungsfehler wurden alle 4 Insassen getötet, drei Besatzungsmitglieder und ein Passagier.[530]

- Am 23. Oktober 1965 wurde eine Curtiss C-46A-40-CU der bolivianischen Frigorífico Cooperativo Los Andes (CB-45) bei einem Unfall nahe dem Flughafen La Paz irreparabel beschädigt. Über Personenschäden ist nichts bekannt.[531]

- Am 23. Oktober 1965 verunglückte eine Curtiss C-46A-50-CU der brasilianischen Paraense Transportes Aéreos (PP-BTI) auf einer Landstraße 40 Kilometer vom Flughafen Vilhena (Brasilien) entfernt. Nähere Einzelheiten sind derzeit nicht verfügbar. Über Personenschäden ist nichts bekannt.[532]

- Am 29. Oktober 1965 kollidierte eine Curtiss C-46D-5-CU der US-amerikanischen Webair (N75296) im Anflug auf den Flugplatz Pouso Alegre (Brasilien) mit einer Mülldeponie, dann mit Lastwagen und fing Feuer. Das Flugzeug wurde irreparabel beschädigt. Beide Piloten, die einzigen Insassen, überlebten den Unfall.[533]

- Am 23. November 1965 wurde eine Curtiss C-46R der US-amerikanischen Associated Aviation Industries (N1210W) in der Nähe von Urrao (Kolumbien) in eine Bergflanke geflogen. Die Piloten waren trotz Wetters für Instrumentenflugbedingungen im Sichtflug weitergeflogen. Durch diesen CFIT (Controlled flight into terrain) wurden alle 5 Insassen auf dem Frachtflug getötet, beide Besatzungsmitglieder und 3 Passagiere. Das Wrack wurde erst am 10. Januar 1966 gefunden.[534]

- Am 7. Dezember 1965 verunglückte eine Curtiss C-46A-40-CU der argentinischen Aerolineas Carreras Transportes Aéreos (ACTA) (LV-JMC) 40 Kilometer vom Flughafen Panama–Tocumen (Panama) entfernt, wo sie gestartet war. Alle 7 Insassen, drei Besatzungsmitglieder und 4 Passagiere, die einzigen Insassen auf dem „Frachtflug“, kamen ums Leben. Nähere Einzelheiten sind derzeit nicht verfügbar.[535]

- Am 19. Dezember 1965 musste an einer Curtiss C-46A-45-CU der brasilianischen VASP (Viação Aérea São Paulo) (PP-LDQ) nach dem Start vom Flughafen Salvador (Brasilien) die Leistung des Triebwerks Nr. 1 (links) reduziert werden, da eine Warnung vor zu hoher Öltemperatur aufleuchtete. Da es Schwierigkeiten gab, mit der vollbesetzten Maschine die Höhe zu halten, wurde die Leistung wieder erhöht. Beim Versuch der Rückkehr zum Startflughafen fiel das Triebwerk aus, weshalb eine Notlandung außerhalb des Flughafens gemacht werden musste. Alle 54 Insassen, drei Besatzungsmitglieder und 51 Passagiere, überlebten den Unfall. Das Flugzeug wurde zum Totalschaden.[536]

- Am 24. Dezember 1965 wurde eine Curtiss C-46 Commando eines unbekannten kolumbianischen Betreibers (gefälschtes Kennzeichen: HK-597-W) auf der Pardo-Ebene, 15 Kilometer von Tuluá (Kolumbien) entfernt, durch ein Feuer zerstört. Die Maschine war auf einem Schmuggelflug mit amerikanischen Zigaretten unterwegs. Als die Polizei am Wrack eintraf, war die Besatzung bereits geflüchtet. Es stellte sich heraus, dass das Flugzeug das gefälschte Kennzeichen HK-597-W trug.[537]

- Am 27. Januar 1966 verunglückte eine Curtiss C-46A-40-CU der argentinischen Aerovías Halcón (LV-GFW) nahe dem Flughafen Río Cuarto (Argentinien). Der Frachtflug Rio Grande-Rio Gallegos-Rio Cuarto-Buenos Aires musste bei Tageslicht durchgeführt werden. Die Verladung der 99 störrischen Schafe verzögerte den Flug jedoch so weit, dass es beim Abflug von Rio Gallegos bereits dunkel war. Trotz Wetters für Instrumentenflugbedingungen wurde im Sichtflug weitergeflogen, um das Ausweichziel zu erreichen, den Flughafen Villa Reynolds. Da mit diesem kein Kontakt zustande kam, versuchten die Piloten, den Flughafen Río Cuarto zu finden, indem sie einer Landstraße folgten, die zeitweise durch Blitze und Autoscheinwerfer erleuchtet wurde. Als sie den Flughafen gefunden hatten, gelang es dem Bodenpersonal nicht, die als Landebahnbeleuchtung gedachten Kerosinfackeln in Betrieb zu halten, die ständig durch Regen und Wind gelöscht wurden. Daraufhin wurde mit den Scheinwerfern vierer Fahrzeugen die Landeschwelle markiert. Die Besatzung verirrte sich dennoch und bat den Fluglotsen, ihre Position anhand des Motorengeräuschs zu bestimmen. Bei einem weiteren Anflugversuch wurde das Flugzeug bis in den Boden geflogen, rutschte 300 Meter weit und kam schließlich 5 Kilometer nordöstlich des Flughafens zum Stillstand. Es wurde dabei natürlich irreparabel beschädigt. Diesen CFIT (Controlled flight into terrain) überlebten alle vier Besatzungsmitglieder, die einzigen Insassen auf dem Frachtflug.[538]

- Am 22. Februar 1966 wurde eine Curtiss C-46D-5-CU der mexikanischen Aerocarga Especializada (XA-LOS) bei der Landung an einem unbekannten Ort in Mexiko irreparabel beschädigt. Alle Insassen überlebten den Unfall. Nähere Einzelheiten sind derzeit nicht verfügbar.[539]

- Am 23. Februar 1966 wurde eine Curtiss C-46D-15-CU der Trans-Peruana (OB-R-606) beim Anflug auf den Flughafen Rioja (Peru) in bergiges Gelände geflogen. Bei diesem CFIT (Controlled flight into terrain) wurden alle 3 Besatzungsmitglieder getötet, die einzigen Insassen auf dem Frachtflug.[540]

- Am 6. März 1966 prallte eine Curtiss C-46A der Transair Sweden (SE-CFG) unmittelbar vor dem Aufsetzen in Bunia gegen eine Bodenwelle. Die Maschine setzte den Flug nach Stanleyville fort, wurde dort aber aufgrund der Schadenshöhe ausgemustert.[541][542]

- Am 20. März 1966 stürzte eine Curtiss C-46F-1-CU der US-amerikanischen Servicios Americanos (N1245N) kurz nach dem Start vom Flughafen Asunción (Paraguay) ab. Beide Piloten, die einzigen Insassen auf dem Frachtflug, kamen ums Leben.[543]

- Am 22. März 1966 verunglückte eine Curtiss C-46 Commando der kolumbianischen Aeropesca Colombia (HK-unbekannt) bei der Landung auf dem Flughafen Leticia (Kolumbien). Beide Piloten, die einzigen Insassen auf dem Frachtflug, überlebten den Unfall. Das Flugzeug wurde eventuell irreparabel beschädigt.[544]

- Am 28. April 1966 überdrehte an einer Curtiss C-46D-20-CU der US-amerikanischen CIA-Fluggesellschaft Air America (gemietet von China Airlines) (illegales Kennzeichen: CA-1) beim Start vom Flugplatz Kontum (Vietnam) der Propeller Nr. 1 (links) mit rund 3000 rpm. Da bei etwa 80 Knoten kaum noch Startbahn übrig blieb und sich zu beiden Seiten davon Flugzeuge und Zelte der US-Streitkräfte befanden, fuhr der Kommandant das Fahrwerk ein und machte in einem geradeaus liegenden Feld eine Bauchlandung. Dabei wurde das Flugzeug irreparabel beschädigt. Alle Insassen überlebten den Unfall, jedoch wurden zwei Menschen am Boden getötet.[545]

- Am 16. Juni 1966 kollidierte eine Curtiss C-46A-60-CK der US-amerikanischen Zantop Air Transport (N10415) 10 Kilometer nordwestlich von Columbia City (Indiana, USA) mit der Piper PA-23-250 Aztec (N56287), wodurch beide Maschinen abstürzten. Beide Piloten, die einzigen Insassen auf dem Frachtflug, kamen ums Leben, ebenso wie der Pilot der Piper Aztec.[546]

- Am 20. Juni 1966 stürzte eine Curtiss C-46E-1-CS der Nordair (Kanada) (CF-FBJ) am Lac Péribonka (Québec, Kanada) ab. Drei Tage später wurden Wrackteile gefunden. Beide Piloten, die einzigen Insassen auf dem Frachtflug, kamen ums Leben. Die Unfallursache ist nicht bekannt.[547]

- Am 11. Juli 1966 verschwand eine Curtiss C-46D der kolumbianischen Aeropesca Colombia (HK-527) auf einem Frachtflug von Santiago de Chile nach Buenos Aires (Argentinien). Die Ladung bestand aus acht Bullen auf dem Weg zu einer Ausstellung in Buenos Aires. Das Wrack der Maschine wurde erst vier Monate später, am 18. November 1966, in bergigem Gelände rund 200 Kilometer südlich von Santiago gefunden. Alle 8 Insassen, drei Besatzungsmitglieder und 5 Passagiere, wurden getötet.[548]

- Am 28. Juli 1966 fiel an einer Curtiss C-46A-45-CU der US-amerikanischen Zantop Air Transport (N9905F) in 60 Metern Höhe nach dem Abheben vom Flughafen Newark (USA) das Triebwerk Nr. 1 (links) aus. Die Piloten versuchten noch, mit der überladenen Maschine zum Flugplatz zurückzukehren, mussten aber dann doch eine als Bauchlandung ausgeführte Notlandung auf einer Salzfläche machen. Dabei wurde das Flugzeug irreparabel beschädigt. Beide Piloten, die einzigen Insassen auf dem Frachtflug, überlebten den Unfall.[549]

- Am 3. August 1966 kollidierte eine Curtiss C-46D-15-CU der Lloyd Aéreo Boliviano (CP-730) mit einem Berg. Das Flugzeug befand sich auf dem Weg von Riberalta nach Cochabamba. Das Wrack wurde erst nach zwölf Tagen entdeckt. Alle drei Insassen dieses Frachtfluges kamen ums Leben.[550]

- Am 17. August 1966 wurde mit einer Curtiss C-46F-1-CU der argentinischen Aerovías Halcón (LV-GLE) eine Notwasserung nahe Puerto Lobos (Argentinien) durchgeführt. Vorausgegangen waren ein extrem hoher Ölverbrauch des Triebwerks Nr. 1 (links) und das notwendige Abstellen des Triebwerks Nr. 2 wegen Ölverlusts. Statt auf dem nahegelegenen Flughafen Comodoro Rivadavia zu landen, wurde der Nachtflug mit zwei fehlerhaften Motoren fortgesetzt. Triebwerk 1 verlor dann an Leistung, ein Anlassversuch des Triebwerks 2 scheiterte. Trotz des Abwerfens von 1200 Kilogramm Fracht aus 450 Metern Flughöhe sank die Maschine weiter. Beim Wassern schlug das Flugzeug gegen etliche Felsen und wurde irreparabel beschädigt. Von den 16 Insassen überlebten 15, ein Besatzungsmitglied wurde getötet.[551]

- Am 15. September 1966 verunglückte eine Curtiss C-46A-45-CU, die privat auf Robert Vasquez zugelassen war (CP-786), nahe dem Flughafen Santa Cruz-El Trompillo (Bolivien). Nähere Einzelheiten sind derzeit nicht verfügbar. Das Flugzeug wurde irreparabel beschädigt. Über Personenschäden liegen keine Informationen vor.[552]

- Am 4. November 1966 kam es in einer Curtiss C-46A-35-CU der kolumbianischen Aerocarga Colombia (HK-512) kurz nach dem Start vom Flughafen Bogotá-Eldorado (Kolumbien) zu einem Ausfall des elektrischen Systems. Bei der Notlandung nahe Funza wurde das Flugzeug irreparabel beschädigt. Beide Piloten, die einzigen Insassen auf dem Frachtflug, überlebten den Unfall.[553]

- Am 17. November 1966 wurde eine Curtiss C-46D-20-CU der US-amerikanischen CIA-Fluggesellschaft Air America (illegales Kennzeichen: B-156) von Maschinengewehrfeuer getroffen. Es kam zu einer Bruchlandung auf dem Militärflugplatz Tam Ky (Südvietnam). Alle 34 Passagiere und die Besatzung überlebten den Unfall. Das Flugzeug wurde irreparabel beschädigt.[554]

- Am 19. November 1966 wurde mit einer Curtiss C-46F-1-CU der US-amerikanischen Carolina Aircraft Corp. (N68966) auf dem Flughafen Keflavík (Island) vor dem Start mit hoher Geschwindigkeit (50 Knoten) gerollt, um den Schnee von den Tragflächen wegzublasen, statt diese enteisen zu lassen. Beim Start begann das Flugzeug nach dem Abheben nach links zu rollen. Gegensteuern erwies sich als wirkungslos, daher wurde das Gas auf einem Triebwerk herausgezogen. Die Maschine schlug wieder auf und raste nach links von der Startbahn herunter. Das rechte Hauptfahrwerk geriet in weichen Boden und brach nach hinten weg. Das Flugzeug wurde irreparabel beschädigt. Beide Piloten, die einzigen Insassen auf dem Überführungsflug, überlebten den Unfall.[555]

- Am 6. Dezember 1966 verunglückte eine Curtiss C-46A-25-CU der paraguayischen Germa Inc (ZP-CAP) bei einer Notlandung 60 Kilometer südwestlich von San Antonio de los Cobres (Provinz Salta, Argentinien). Das Flugzeug wurde irreparabel beschädigt. Alle drei Besatzungsmitglieder, die einzigen Insassen auf dem Flug, überlebten den Unfall.[556]

- Am 6. Januar 1967 verrutschte in einer Curtiss C-46F-1-CU der US-amerikanischen Channel Air Lift (N30046) beim Start vom Flughafen Hilo (Hawaii, USA) die mangelhaft gesicherte Ladung so weit nach hinten, dass der Schwerpunkt außerhalb des kontrollierbaren Bereichs lag. Beim Versuch einer Sicherheitslandung kam es zum Strömungsabriss und Absturz. Alle 3 Besatzungsmitglieder, die einzigen Insassen auf dem Frachtflug, kamen ums Leben.[557]

- Am 3. Februar 1967 verunglückte eine Curtiss C-46D-10-CU der chilenischen Aerolineas Flecha Austral (ALFA) (CC-CDH) in bergigem Gelände am Pass La Yareta (Chile). Die Maschine hatte 5 Tonnen Fleisch geladen. Alle vier Besatzungsmitglieder überlebten den Unfall verletzt. Das Flugzeug wurde zerstört.[558]

- Am 4. März 1967 gelang es mit einer Curtiss C-46D-5-CU der Aerocondor Colombia (HK-758) beim Start vom Flughafen Bogotá (Kolumbien) nicht, genügend Höhe zu gewinnen. Etwa eine Minute nach dem Abheben musste eine Notlandung mit eingefahrenem Fahrwerk (Bauchlandung) durchgeführt werden. Das Flugzeug wurde irreparabel beschädigt. Beide Piloten, die einzigen Insassen auf dem Frachtflug, überlebten den Unfall.[559]

- Am 8. April 1967 kam es an einer Curtiss C-46 der Südkoreanischen Luftwaffe (Luftfahrzeugkennzeichen unbekannt) beim Start vom Militärflugplatz Seoul-Yeouido (Südkorea) in Nieselregen zu Problemen mit dem Triebwerk Nr. 2 (rechts). Die Maschine kollidierte etwa 5 Minuten nach dem Start mit einem Gebäude und stürzte in ein Wohngebiet. Sie geriet in Brand, welcher etliche Holzhäuser zerstörte. Alle 15 Insassen, drei Besatzungsmitglieder und 12 Passagiere, kamen ums Leben. Außerdem wurden 44 Menschen am Boden getötet.[560]

- Am 2. Mai 1967 verunglückte eine Curtiss C-46A-5-CK der Aerovias Boliviana Transandina (CP-712) im Kanton Incahuara (Departamento Beni, Bolivien) und wurde dabei irreparabel beschädigt. Über Personenschäden liegen keine Informationen vor.[561]

- Am 15. Mai 1967 wurde eine Curtiss C-46T der Nordair (Kanada) (CF-NAD) 1,4 Kilometer vom Flugplatz Cape Dyer (Nordwest-Territorien, Kanada) 4500 Fuß (1370 Meter) vor der Landebahn in schneebedecktes Gelände geflogen. Durch diesen CFIT (Controlled flight into terrain) wurden alle 4 Insassen getötet, beide Besatzungsmitglieder und 2 Passagiere.[562]

- Am 3. Juni 1967 verunglückte eine Curtiss C-46F-1-CU der bolivianischen Rutas Aéreas Uncia (CP-769) in der Nähe des Flughafens San Ramón (Departamento Beni, Bolivien) und wurde irreparabel beschädigt. Über Personenschäden liegen keine Informationen vor.[563]

- Am 5. Juli 1967 wurde mit einer Curtiss C-46D-15-CU der japanischen Luftselbstverteidigungsstreitkräfte (JASDF) (51-1125) querab von Okinawa (Japan) eine Notwasserung durchgeführt. Alle 22 Insassen, Besatzungsmitglieder und Passagiere, überlebten den Unfall.[564]

- Am 11. August 1967 verunglückte eine Curtiss C-46 Commando eines unbekannten US-amerikanischen Betreibers (HK-unbekannt) in der Nähe von Marinilla (Kolumbien) beim Versuch einer Notlandung nach einem Triebwerksausfall. Die Maschine befand sich auf einem illegalen Flug von Miami nach Quito. Alle 6 Insassen wurden getötet, die Besatzungsmitglieder (der brasilianische Kapitän und der Kopilot aus Ecuador) und Passagiere.[565]

- Am 13. August 1967 kam es mit einer Curtiss C-46D-20-CU der US-amerikanischen Continental Air Services (alias CIA, US Central Intelligence Agency) (N9473Z) bei Phu Cum (Laos) zu einer Bruchlandung nach einem Triebwerksausfall. Meldungen zufolge soll die Maschine beschossen worden sein. Alle sechs Insassen, Besatzungsmitglieder und Passagiere, überlebten den Unfall. Das Flugzeug wurde zerstört.[566]

- Am 1. September 1967 verunglückte eine Curtiss C-46D-10-CU der United States Air Force (USAF) (44-77552) beim Start vom Militärflugplatz Panama-Balboa (Panama). Alle 9 Insassen kamen ums Leben.[567]

- Am 5. September 1967 wurde eine Curtiss C-46A-55-CK der in Liechtenstein registrierten WIGMO (9T-PLA) durch eine kongolesische North American T-28 Trojan beschossen und stürzte bei Goma (Volksrepublik Kongo) ab. Die beiden Besatzungsmitglieder (je ein schwedischer und niederländischer Söldner) brachten sich mit dem Fallschirm in Sicherheit. WIGMO war eine durch die US-amerikanische Central Intelligence Agency (CIA) betriebene Tarnfirma.[568]

- Am 13. September 1967 fiel an einer Curtiss C-46F-1-CU der US-amerikanischen Capitol Airways (N1309V) kurz nach dem Abheben vom Flughafen Kingston (Jamaika) ein Triebwerk aus. Die Piloten führten mit dem mit 5 Tonnen Kleidung beladenen Flugzeug 1200 Meter hinter der Startbahn eine Notwasserung durch. Alle vier Insassen, die beiden Piloten und zwei Passagiere, überlebten den Unfall.[569]

- Am 24. Oktober 1967 stürzte eine Curtiss C-46D der taiwanischen China Airlines (B-1541) in Vietnam ab, auf dem Flug von Phan Rang nach Pleiku. Alle 16 Menschen an Bord starben.[570]

- Am 21. November 1967 verunglückte eine Curtiss C-46A-60-CK der bolivianischen Transportes Aéreos Litoral (CP-826) bei Candelaria (Bolivien). Nähere Einzelheiten sind derzeit nicht verfügbar. Das Flugzeug wurde irreparabel beschädigt. Über Personenschäden ist nichts bekannt.[571]

- Im Jahr 1968 (genaues Datum unbekannt) verunglückte eine Curtiss C-46D der kolumbianischen Aeropesca Colombia (HK-682) beim Start von der Insel San Andrés (Kolumbien). Das Flugzeug wurde zerstört. Über Personenschäden ist nichts bekannt.[572]

- Im Jahr 1968 (genaues Datum unbekannt) wurde eine Curtiss TC-46A der brasilianischen VASP (Viação Aérea São Paulo) (PP-NME) am Flughafen Rio de Janeiro–Santos Dumont (Brasilien) irreparabel beschädigt. Nähere Einzelheiten sind derzeit nicht verfügbar. Über Personenschäden ist nichts bekannt.[573]

- Am 31. Mai 1968 rollte eine Curtiss C-46 Commando der kolumbianischen Aerocondor Colombia (HK-unbekannt) auf dem Flughafen Barrancabermeja (Kolumbien) in einen Graben und stürzte auf den Bug. Beide Piloten wurden verletzt. Alle 22 Insassen, Besatzungsmitglieder und Passagiere, überlebten den Unfall. Das Flugzeug wurde eventuell irreparabel beschädigt.[574]

- Am 3. Juni 1968 stürzte eine Curtiss C-46 der (später taiwanischen) Luftstreitkräfte der Republik China (ROCAF 6185) nach Triebwerksproblemen in der Nähe von Tainan (Taiwan) in eine Ananas-Plantage. Dabei kamen 13 Insassen ums Leben. Das Flugzeug wurde irreparabel beschädigt.[575]

- Am 15. Juli 1968 verunglückte eine Curtiss C-46 Super C der brasilianischen VARIG (PP-VBJ) in den Bergen Serra dos Coelhos nahe Gravatá (Brasilien), noch 72 Kilometer westlich vom Ziel, dem Flughafen Recife entfernt. Alle 3 Besatzungsmitglieder, die einzigen Insassen auf dem Frachtflug, kamen ums Leben.[576]

- Am 18. Juli 1968 stürzte eine Curtiss C-46D-15-CU der chilenischen Aerolineas Flecha Austral (ALFA) (CC-CDI) in die Magellanstraße (Chile). Die Maschine befand sich auf einem Flug von Comodoro Rivadavia (Argentinien) nach Punta Arenas. Alle 5 Besatzungsmitglieder, die einzigen Insassen auf dem Frachtflug, kamen ums Leben.[577]

- Am 23. August 1968 stürzte eine Curtiss C-46F-1-CU der bolivianischen Transportes Aéreos Benianos - TABSA (CP-760) kurz nach dem Start vom Flugplatz Reyes (Bolivien) ab. Alle 4 Insassen, die drei Besatzungsmitglieder und ein Passagier, kamen ums Leben.[578]

- Am 19. September 1968 stürzte eine Curtiss C-46A-55-CK der ANDES – Aerolineas Nacionales del Ecuador (HC-AMC) kurz nach dem Start vom Flughafen Managua (Nicaragua) ab. Alle Insassen überlebten den Unfall. Das Flugzeug wurde irreparabel beschädigt.[579]

- Am 11. November 1968 verunglückte eine Curtiss C-46A-15-CU der bolivianischen Compañia Boliviana de Aviacion (CP-791) auf dem Flugplatz San Borja (Beni, Bolivien) und wurde irreparabel beschädigt. Über Personenschäden liegen keine Informationen vor.[580]

- Am 14. November 1968 (laut anderer Angabe im Dezember 1969) verschwand eine Curtiss C-46D der US-amerikanischen Albany Industrial Corp. (N10416) auf einem Flug von Tampico nach Belize im Golf von Mexiko. Mit der Maschine wurde Bohrgestänge transportiert. Alle Insassen kamen ums Leben.[581]

- Am 25. November 1968 fiel an einer Curtiss C-46D-20-CU der US-amerikanischen CIA-Fluggesellschaft Air America (N1386N) kurz nach dem Start vom Flughafen Savannakhet (Laos) ein Triebwerk aus. Die Maschine stürzte 3 Kilometer hinter dem Flughafen ab, eine Tragfläche löste sich und fing Feuer, der Rumpf kam auf dem Rücken zu liegen. Von den 28 Insassen kamen 26 ums Leben, alle drei Besatzungsmitglieder und 23 Passagiere.[582]

- Am 1. Februar 1969 verunglückte eine Curtiss C-46A-1-CK der bolivianischen Bolivian Air System (CP-745) auf dem Flugplatz Reyes (Bolivien). Das Flugzeug wurde irreparabel beschädigt. Über Personenschäden liegen keine Informationen vor.[583]

- Am 3. Februar 1969 musste eine Curtiss C-46A-40-CU der US-amerikanischen Carolina Aircraft Corp. (N5133B) nahe dem Zielflughafen Manaus/Ponta Pelada (Brasilien) im Rio Negro notgewassert werden, da der Treibstoff ausgegangen war. Beide Piloten, die einzigen Insassen auf dem Frachtflug, überlebten den Unfall.[584]

- Am 13. Februar 1969 schlug eine Curtiss C-46D der kolumbianischen Aeropesca Colombia (HK-683) beim Start vom Flughafen Bogotá-El Dorado (Kolumbien) 1600 Meter hinter dem Startbahnende im Gelände auf. Die überladene Frachtmaschine war nur auf knapp 100 Meter Höhe gestiegen, bevor sie in einen Sinkflug überging und in einer Höhe von rund 2400 Metern über dem Meeresspiegel (8400 Fuß) wieder zu Boden sank. Alle vier Insassen überlebten. Das Flugzeug wurde irreparabel beschädigt.[585]

- Am 14. Februar 1969 verunglückte eine Curtiss C-46D-15-CU der japanischen Luftselbstverteidigungsstreitkräfte (JASDF) (71-1134) beim Start vom Militärflugplatz Matsushima (Japan) und wurde irreparabel beschädigt. Über Personenschäden ist nichts bekannt.[586]

- Am 2. April 1969 stürzte eine Curtiss C-46F-1-CU der US-amerikanischen Firma Islands of the Bahamas Inc. (N3914) 3 Kilometer nordwestlich des Flughafens Nassau (Bahamas) ins Meer. Es wird angenommen, dass an Bord ein Brand ausgebrochen war. Beide Piloten, die einzigen Insassen auf dem Frachtflug, kamen ums Leben.[587]

- Am 16. April 1969 stürzte eine Curtiss C-46 der in Liechtenstein registrierten WIGMO (9T-PLJ ?) beim Versuch, zum Startflughafen Leopoldville-Ndjili in Leopoldville (heute Kinshasa) (Kongo) zurückzukehren, in den Fluss Kongo. Die Piloten hatten kurz nach dem Start Probleme mit dem Fahrwerk gemeldet. WIGMO war eine durch die US-amerikanische Central Intelligence Agency (CIA) betriebene Tarnfirma. Alle 45 Insassen, drei Besatzungsmitglieder und 42 Passagiere, kamen ums Leben.[588]

- Am 7. Mai 1969 verunglückte eine Curtiss C-46F-1-CU der US-amerikanischen Flying W Airways (N1243N) beim Start vom Medford-Flying W Airport (New Jersey, USA). Die Piloten hatten versucht, zu früh abzuheben, um nicht mit geparkten Flugzeugen zu kollidieren. Stattdessen verloren sie die Kontrolle über das Flugzeug; die Maschine streifte Bäume und stürzte ab. Anscheinend war das Spornrad vor dem Start nicht verriegelt worden. Beide Piloten, die einzigen Insassen auf dem Frachtflug, wurden getötet.[589]

- Am 23. Mai 1969 fiel an einer Curtiss C-46F-1-CU der US-amerikanischen Kimex Inc. (N1247N) im Reiseflug das Triebwerk Nr. 2 (rechts) aus. Beim Versuch der Landung auf dem Flughafen Barcelona (Venezuela) verunglückte das Flugzeug. Von den vier Insassen auf dem Frachtflug kam eines der beiden Besatzungsmitglieder ums Leben.[590]

- Am 6. September 1969 verunglückte eine Curtiss C-46A-40-CU der bolivianischen SANIA (CP-834) auf dem Flugplatz Caranavi (Bolivien) und wurde dabei irreparabel beschädigt. Über Personenschäden liegen keine Informationen vor.[591]

- Dezember 1969: N10416 siehe (laut anderer Angabe) 14. November 1968

- Am 12. Dezember 1969 verunglückte eine Curtiss C-46A-45-CU der bolivianischen Transportes Aéreos Litoral (CP-800) beim Start vom Flugplatz Corani (Bolivien). Das Flugzeug wurde irreparabel beschädigt. Über Personenschäden ist nichts bekannt.[592]

- Am 17. Dezember 1969 fiel an einer Curtiss C-46A-45-CU der argentinischen Austral Líneas Aéreas (LV-GEB) in 90 Meter Höhe beim Start vom Flughafen Buenos Aires–Jorge Newbery (Argentinien) das Triebwerk Nr. 1 (links) aus, da die Tankwahlschaltung falsch vorgenommen worden war. Da die Höhe nicht gehalten werden konnte, musste eine Notlandung auf einem kleinen Sportplatz vorgenommen werden. Dabei wurde das Flugzeug irreparabel beschädigt. Beide Piloten, die einzigen Insassen auf dem Frachtflug, überlebten den Unfall.[593]

## 1970er-Jahre
- Am 31. Januar 1970 fiel an einer Curtiss C-46F-1-CU der bolivianischen Transportes Aéreos Litoral (Luftfahrzeugkennzeichen CP-825) im Reiseflug das Triebwerk Nr. 2 (rechts) aus. Aufgrund von Problemen mit dem verbliebenen Triebwerk sollte eine Notlandung am Berg Cerro Vizcachuna (Bolivien) durchgeführt werden. Bei deren Vorbereitung prallte das Flugzeug in 12.000 Fuß (3.660 Metern) Höhe gegen eine Klippe und stürzte ab. Alle 4 Besatzungsmitglieder, die einzigen Insassen auf dem Frachtflug, wurden durch die Wartungsfehler am rechten Triebwerk getötet.[594]

- Am 25. Februar 1970 kam es bei einer Curtiss C-46 Commando der costa-ricanischen Servicios Aéreos Curtiss (TI-1065) während des Starts vom Flugplatz San Francisco (Moxos) (Bolivien) zu Fehlzündungen und einem Leistungsverlust des Motors Nr. 1 (links). Während des Versuchs, mit dem brennenden Triebwerk zum Startflugplatz zurückzukehren, ging die Geschwindigkeit immer weiter zurück, so dass eine Notlandung durchgeführt wurde. Dabei wurde das Flugzeug irreparabel beschädigt. Die beiden Besatzungsmitglieder, die einzigen Insassen auf dem Frachtflug, überlebten den Unfall. Als Ursachen wurden ein defekter Vergaser des Triebwerks Nr. 1 sowie die exzessive Überladung des Flugzeugs ermittelt.[595]

- Im März 1970 (genaues Datum unbekannt) verunglückte eine Curtiss C-46A der kolumbianischen Aeropesca Colombia (HK-790) in der Nähe von Villavicencio (Kolumbien). Über Personenschäden ist nichts bekannt. Das Flugzeug wurde zerstört.[596]

- Am 10. April 1970 verschwand eine Curtiss C-46D-10-CU der kolumbianischen Aerocosta Colombia (HK-1281) im Karibischen Meer. Die Maschine befand sich mit einer Ladung von 5000 kg Schlachtkörpern auf einem Flug vom Flughafen Santa Marta (Kolumbien) zum Flughafen Pointe-à-Pitre (Guadeloupe) und wurde nicht mehr gefunden. Alle 4 Besatzungsmitglieder, die einzigen Insassen auf dem Frachtflug, kamen ums Leben.[597]

- Am 7. Mai 1970 überrollte eine Curtiss C-46F-1-CU der dominikanischen Domaire (HI-170) beim Start vom Flughafen Santo Domingo/Las Américas (Dominikanische Republik) das Ende der Startbahn und wurde irreparabel beschädigt. Es gab keine Todesfälle.[598]

- Am 23. Mai 1970 stürzte eine Curtiss C-46A-55-CK der Linea Aeropostal Venezolana (LAV) (YV-C-AMK) 1,2 Kilometer östlich der Isla San Lucas, 76 Kilometer westlich des Startflughafens San José del Coco (Costa Rica) in den Golf von Nicoya. Die Maschine war nach Reparaturen auf einem Testflug. Alle 7 Insassen, drei Besatzungsmitglieder und 4 Mechaniker als Passagiere, kamen ums Leben.[599]

- Am 15. Juli 1970 verunglückte eine Curtiss C-46A-55-CK der bolivianischen Servicios Aéreos Bolivianos - SAB (CP-914) auf dem Flugplatz Espiritu (Beni, Bolivien). Das Flugzeug wurde irreparabel beschädigt. Nähere Einzelheiten sind derzeit nicht verfügbar. Über Personenschäden ist nichts bekannt.[600]

- Am 15. Juli 1970 wurde eine Curtiss C-46A-50-CU der kongolesischen SODEMAC (9T-PLK) bei der Landung auf dem Flughafen Mbuji-Mayi (Demokratische Republik Kongo) irreparabel beschädigt. Es gab keine Todesfälle.[601]

- Am 17. Oktober 1970 verunglückte eine Curtiss C-46D-15-CU der United States Air Force (USAF) (44-78118) an einem unbekannten Ort. Über Personenschäden liegen keine Informationen vor.[602]

- Am 28. Oktober 1970 verunglückte eine Curtiss C-46D-10-CU der kolumbianischen Aerocosta Colombia (HK-792) bei der Landung auf dem Flughafen Pointe-à-Pitre (Guadeloupe) und fing Feuer. Von den 4 Insassen des Frachtflugs kamen 2 Besatzungsmitglieder ums Leben.[603]

- Am 1. November 1970 wurde mit einer Curtiss C-46D der taiwanischen China Airlines (B-1543), betrieben für Air Vietnam, auf einem Strand bei Qui Nhon (Südvietnam) eine Notlandung durchgeführt. Bei der nächsten Flut wurde das Flugzeug überspült und irreparabel beschädigt. Personen kamen nicht zu Schaden.[604]

- Im Jahr 1971 (genaues Datum unbekannt) wurde eine Curtiss C-46D-20-CU der argentinischen Aerovías Halcón (LV-GXB) auf dem Flughafen Buenos Aires–Ezeiza (Argentinien) durch Brandstiftung irreparabel beschädigt. Über Personenschäden ist nichts bekannt.[605]

- Am 20. Januar 1971 verunglückte eine Curtiss C-46D der peruanischen Luftwaffe (FAPe-331 ?) im Gebirgszug Cuti Padre, nahe Palca (Peru). Alle 35 Insassen, fünf Besatzungsmitglieder und 30 Passagiere, kamen ums Leben.[606]

- Am 10. Februar 1971 brach eine Curtiss C-46D-10-CU der US-amerikanischen Reeve Aleutian Airways (N10012) am Flugplatz Nondalton (Alaska, USA) bei der Landung durch das Eis eines Sees. Das Bugteil, einschließlich des Cockpits, brach ab, als das Flugzeug das Eis durchbrach. Beide Piloten, die einzigen Insassen auf dem Frachtflug, überlebten den Unfall.[607]

- Am 17. Februar 1971 kollidierte eine Curtiss C-46A-30-CU der zivilen bolivianischen TAM – Transporte Aéreo Militar (TAM-60) 12 Minuten nach dem Abflug vom Startflughafen La Paz-El Alto (Bolivien) mit dem Berg Cunatincuta. Die Maschine befand sich auf einem Flug zum Flughafen San Borja. Alle 12 Insassen, vier Besatzungsmitglieder und 8 Passagiere, wurden getötet.[608]

- Am 2. März 1971 verunglückte eine Curtiss C-46D-15-CU der bolivianischen Aerovias Las Minas (CP-908) nahe Santiago (Bolivien). Nähere Einzelheiten sind derzeit nicht verfügbar. Das Flugzeug wurde irreparabel beschädigt. Personen kamen nicht zu Schaden.[609]

- Am 11. Mai 1971 kollidierte eine Curtiss C-46A-55-CK der guatemaltekischen Aviateca (TG-ACA) 24 Kilometer südlich des Zielflughafens Guatemala-Stadt mit einem Berg. Bei diesem CFIT (Controlled flight into terrain) wurden von den 32 Insassen 5 getötet, alle drei Besatzungsmitglieder und zwei Passagiere.[610]

- Am 25. Mai 1971 stürzte eine Curtiss C-46F der chilenischen Aerolineas Flecha Austral (ALFA) (CC-CAZ) kurz nach dem Start vom Flughafen Santiago-Los Cerrillos (Chile) ab. Das Triebwerk Nr. 2 (rechts) war unmittelbar nach dem Abheben ausgefallen, woraufhin das Flugzeug nicht auf eine sichere Höhe steigen konnte. Alle 4 Insassen, drei Besatzungsmitglieder und ein Passagier, die einzigen Insassen auf dem Frachtflug, kamen ums Leben.[611]

- Am 2. Juni 1971 wurde eine Curtiss C-46D-20-CU der US-amerikanischen CIA-Fluggesellschaft Air America (illegales Kennzeichen: XW-PFL) beim Versuch, Nachschub abzuwerfen, in der Nähe von Bouam Long (Laos) beschossen und stürzte in einen Hügel. Beide Piloten, die einzigen Insassen auf dem Frachtflug, wurden getötet.[612]

- Am 30. Juni 1971 wurde eine Curtiss C-46A-45-CU der Nordair (Kanada) (CF-NAE) auf dem Flughafen Hall Beach (Nordwest-Territorien, Kanada) bei einem Hangarbrand zerstört. Über Personenschäden ist nichts bekannt.[613]

- Am 28. Juli 1971 verunglückte eine Curtiss C-46 Commando der Südkoreanischen Luftwaffe (Luftfahrzeugkennzeichen ROKAF unbekannt) beim Start vom Militärflugplatz Gwangju (Südkorea). Dabei wurden 2 Insassen getötet, acht schwer und 25 leicht verletzt. Das Flugzeug wurde zerstört. Der Flugzeugtyp Curtiss C-46 Commando ist nicht ganz sicher bestätigt.[614]

- Im Jahr 1972 (genaues Datum unbekannt) kollidierte eine Curtiss C-46 Commando eines unbekannten brasilianischen Betreibers (Izidoro Pinheiro?) (PP-PTZ ?) bei der Landung auf einer geheimen Landepiste in der Nähe von Nova Adradina (Mato Grosso do Sul, Brasilien) mit Bäumen. Die Maschine hatte sich auf einem illegalen Flug befunden. Es gab keine Todesfälle. Das Flugzeug wurde irreparabel beschädigt.[615]

- Am 9. Februar 1972 verunglückte eine Curtiss C-46F-1-CU der US-amerikanischen Continental Air Services (US Central Intelligence Agency, CIA) (N67961) 17 Kilometer westsüdwestlich vom Militärflugplatz Long Tieng (Laos). Das Wrack wurde erst nach drei Tagen gefunden. Alle 5 Besatzungsmitglieder, die einzigen Insassen, wurden getötet.[616]

- Am 6. April 1972 stürzte eine Curtiss C-46F-1-CU der venezolanischen Avensa (YV-C-EVF) kurz nach dem Start vom Flughafen San Fernando De Apure-Las Flecheras (Venezuela) ab. Beide Piloten, die einzigen Insassen auf dem Frachtflug, kamen ums Leben.[617]

- Am 22. April 1972 verunglückte eine Curtiss C-46 Super C der bolivianischen Transportes Aéreos Benianos - TABSA (CP-940) beim Flugplatz El Desengano (Beni, Bolivien). Nähere Einzelheiten sind derzeit nicht verfügbar. Das Flugzeug wurde irreparabel beschädigt. Über Personenschäden ist nichts bekannt.[618]

- Am 5. Juni 1972 flog eine Curtiss C-46A der Air America (gefälschtes Luftfahrzeugkennzeichen „EM-2“) auf dem Flug von Hue während eines radargestützten Anflugs auf den Flughafen Pleiku in einen Hügel, nachdem der Funkkontakt verloren gegangen war. An Bord befanden sich überwiegend US-amerikanische und südvietnamesische Soldaten. Alle 32 Insassen, 3 Besatzungsmitglieder und 29 Passagiere, wurden getötet.[619]

- Am 13. Juni 1972 wurde eine Curtiss C-46D-15-CU der chilenischen Aerolineas Flecha Austral (ALFA) (CC-CDU) im Anflug auf den Flughafen Santiago de Chile-Pudahuel (Chile) gegen den Berg El Ovejero geflogen. Bei diesem CFIT (Controlled flight into terrain) wurden alle 3 Besatzungsmitglieder getötet, die einzigen Insassen auf dem Überführungsflug.[620]

- Am 25. Juli 1972 überdrehte an einer Curtiss C-46/CW-20 der bolivianischen Transportes Aéreos Benianos - TABSA (CP-752) beim Start vom Flugplatz San Pedro Richard Airport, auch San Pedro del Rio Blanco genannt, (Beni, Bolivien) der linke Propeller aufgrund eines defekten Drehzahlreglers. Da es zum Abstellen des Triebwerks zu spät war, flog das Flugzeug über das Landebahnende hinaus und geriet in eine Geländemulde südlich der Landebahn. Die Wucht des Aufpralls auf das linke Fahrwerk und die Tatsache, dass der linke Propeller auf den Boden aufschlug, führten dazu, dass das linke Triebwerk und das Fahrwerk abgerissen wurden. Die Maschine schleuderte 80 Meter weiter nach unten, bevor sie zum Stillstand kam. Alle 4 Insassen, die beiden Besatzungsmitglieder und zwei Passagiere, überlebten den Totalschaden.[621]

- Am 29. August 1972 wurde mit einer Curtiss C-46A-55-CK der Lineas Aereas de Nicaragua (LANICA) (AN-AMR) auf dem Flughafen Managua (Nicaragua) eine Bauchlandung gemacht. Dabei wurde das Flugzeug irreparabel beschädigt. Über Personenschäden ist nichts bekannt.[622]

- Am 7. September 1972 fiel bei einer Curtiss C-46A-40-CU der bolivianischen SAVCO (Servicios Aereos Virgen de Copacabana) (CP-959) während des Startvorgangs vom Flughafen Trinidad (Bolivien) in 20 Metern Höhe das Triebwerk Nr. 1 (links) aus. Das Flugzeug verlor an Höhe, setzte wieder auf und raste durch kleinere Bäume und einen Zaun. Das rechte Hauptfahrwerk brach zusammen, woraufhin der Rumpfbug auf dem Boden aufschlug. Die Maschine wurde irreparabel beschädigt. Einer der beiden Piloten kam ums Leben, der andere sowie die 6 Passagiere überlebten den Unfall.[623]

- Am 5. Dezember 1972 wurde mit einer Curtiss C-46A-35-CU der venezolanischen Latin Carga (YV-C-TGE) bei Galapa, 10 Kilometer vom Ziel, dem Flughafen Barranquilla (Kolumbian), entfernt, eine Notlandung in Bäumen durchgeführt. Alle drei Besatzungsmitglieder, die einzigen Insassen auf dem Frachtflug, überlebten den Unfall unverletzt. Das Flugzeug wurde zerstört.[624]

- Am 15. Dezember 1972 landete eine Curtiss C-46A-50-CU der chilenischen Lineas Aéreas Sud Americana (LASA) (CC-CLA), die mit Zeitungen beladen war, brennend auf dem Flughafen Arica (Chile). Flugzeug und Ladung wurden teilweise durch das Feuer vernichtet. Alle fünf Besatzungsmitglieder, die einzigen Insassen auf dem Frachtflug, überlebten den Unfall.[625]

- Am 20. Dezember 1972 verunglückte eine Curtiss C-46F-1-CU der Nordair (Kanada) (CF-IHV) am Lac Randall (Kanada). Das Flugzeug wurde irreparabel beschädigt. Nähere Einzelheiten sind derzeit nicht verfügbar. Über Personenschäden ist nichts bekannt.[626]

- Am 20. Januar 1973 verunglückte eine Curtiss C-46A-1-HI der bolivianischen Servicios Aéreos Bolivianos - SAB (CP-749) am Flugplatz Reyes (Bolivien). Das Flugzeug wurde irreparabel beschädigt. Nähere Einzelheiten sind derzeit nicht verfügbar. Über Personenschäden ist nichts bekannt.[627]

- Am 25. Januar 1973 kam eine Curtiss C-46R der kanadischen Reindeer Air Service (CF-HQI) bei der Landung auf dem Flugplatz Sachs Harbour (Nordwest-Territorien, Kanada) von der schneebedeckten Landebahn ab, stürzte auf die Flugzeugnase und fiel wieder zurück. Dabei wurde das Flugzeug irreparabel beschädigt. Beide Piloten, die einzigen Insassen, überlebten den Unfall.[628]

- Am 21. Februar 1973 fiel an einer Curtiss C-46A-50-CU der US-amerikanischen Firma Joanne Fashions (N10427) das Triebwerk Nr. 1 (links) aus. Die Piloten wollten zum Flughafen Barrancabermeja-Yariguíes (Kolumbien) ausweichen. Dabei stürzte das Flugzeug 3 Kilometer südsüdwestlich des Flughafens ab und fing Feuer, als mit einer scharfen Kurve in den Endanflug der Landebahn 03 eingedreht wurde. Unfallursache war das Fliegen einer engen Kurve mit der überladenen Maschine zur Seite des abgestellten Motors hin, wodurch sich wieder einmal die alte Regel bestätigte "Never turn into a dead engine!". Beide Piloten, die einzigen Insassen auf dem Frachtflug, wurden getötet.[629]

- Am 22. März 1973 verunglückte eine Curtiss C-46A-15-CU der Air Bolivia (CP-969) am Cerro Picon (Bolivien). Das Flugzeug wurde irreparabel beschädigt. Über Personenschäden liegen keine Informationen vor.[630]

- Am 6. April 1973 verunglückte eine Curtiss C-46R-1 der bolivianischen Frigorificos Movima (CP-801) an einem unbekannten Ort in Bolivien. Über Personenschäden liegen keine Informationen vor. Das Flugzeug wurde irreparabel beschädigt.[631]

- Am 25. April 1973 fiel an einer Curtiss C-46 der Aeromar aus der Dominikanischen Republik (HI-201) im Steigflug nach dem Start vom Flughafen Santo Domingo/Las Américas (Dominikanische Republik) das Triebwerk Nr. 1 (links) aus. Dadurch wurden die Piloten der mit 6,4 Tonnen Früchten beladenen Maschine zu einer Notwasserung gezwungen. Alle vier Besatzungsmitglieder, die einzigen Insassen auf dem Frachtflug, überlebten den Unfall.[632]

- Am 30. April 1973 verunglückte eine Curtiss C-46A-35-CU der kolumbianischen Lineas Aéreas Orientales – LAOS (HK-791) bei der Landung auf dem Flughafen Leticia (Kolumbien). Das Flugzeug wurde irreparabel beschädigt. Personen kamen nicht zu Schaden.[633]

- Am 10. Mai 1973 überdrehte an einer Curtiss C-46A-55-CK des US-amerikanischen Besitzers Joel Guinn (N446M) im Steigflug vom Militärflugplatz Houston-Ellington (Texas, USA) der rechte Propeller. Die Maschine war mit 508 kg überladen worden. Die Besatzung war nicht in der Lage, das Fahrwerk auszufahren und führte eine Notlandung auf einem Feld entlang der Straße I-45 westlich des Flughafens durch. Beide Piloten, die einzigen Insassen auf dem Frachtflug, überlebten den Unfall. Das Flugzeug wurde irreparabel beschädigt.[634]

- Am 10. Juli 1973 prallte das Hauptfahrwerk einer Curtiss C-46F-1-CU des US-amerikanischen Fairbanks Air Service (N1312V) bei der Landung auf dem Flugplatz Beluga (Alaska, USA) gegen eine Böschung, die sich 45 Zentimeter unter dem Niveau der Landebahn befand. Der Kapitän versuchte durchzustarten, aber der linke Motor fiel aus. Das Flugzeug stürzte 46 Meter vor der Landebahn ab. Bei der Bruchlandung wurde das Flugzeug irreparabel beschädigt. Alle drei Besatzungsmitglieder, die einzigen Insassen auf dem Frachtflug, überlebten den Unfall.[635]

- Am 26. Oktober 1973 fing an einer Curtiss C-46F-1-CU der kolumbianischen Aerocosta Colombia (HK-1383) das linke Triebwerk im Reiseflug in Flugfläche 100 Feuer. Nach Löschen des Feuers ließ sich der Propeller nicht in die Segelstellung bringen und begann zu überdrehen. Um einen Strömungsabriss zu verhindern, brachte der Kapitän das Flugzeug in einen Sturzflug und ließ die Fracht abwerfen. 34 Kilometer von Cartagena (Kolumbien) entfernt wurde dann eine Notwasserung durchgeführt. Die Maschine sank innerhalb von 4 Minuten. Beide Piloten und der einzige Passagier überlebten den Unfall.[636]

- Am 7. Dezember 1973 landete eine Curtiss C-46D-10-CU der bolivianischen Trans Aéreos Illimani (CP-910) auf dem Flughafen Santa Ana (Bolivia) mit einem brennenden Triebwerk Nr. 1 (links). Das Flugzeug wurde sofort evakuiert und irreparabel beschädigt. Alle vier Insassen, drei Besatzungsmitglieder und ein Passagier, überlebten den Unfall.[637]

- Am 15. Dezember 1973 brach an einer Curtiss C-46 der laotischen Air Union (Laos) (XW-PKK) bei der Landung auf dem Flughafen Phnom Penh (Kambodscha) das Fahrwerk zusammen. Das Flugzeug wurde irreparabel beschädigt. Es gab keine Todesfälle.[638]

- Am 17. Dezember 1973 löste sich von einer Curtiss C-46A-50-CU der chilenischen Transportes Aéreos Suravia (CC-COA) im Flug das linke Höhenruder. Die Piloten verloren die Kontrolle über das Flugzeug; es stürzte in der Nähe von Aysén (Chile) ab. Alle 3 Besatzungsmitglieder, die einzigen Insassen auf dem Frachtflug, kamen ums Leben.[639]

- Am 6. Januar 1974 wurde eine Curtiss C-46F-1-CU der bolivianischen Servicios Aéreos Bolivianos - SAB (CP-990) in der Nähe von Unduavi (Bolivien) gegen einen Berg geflogen. Durch diesen CFIT (Controlled flight into terrain) wurden alle 3 Besatzungsmitglieder und der Passagier getötet, die einzigen Insassen auf dem Frachtflug.[640]

- Am 22. Februar 1974 stürzte eine Curtiss C-46A-45-CU der bolivianischen SAVCO (Servicios Aereos Virgen de Copacabana) (CP-1052) 8 Kilometer südwestlich von San Francisco de Moxos (Bolivien) ab. In schwerer Turbulenz rissen Seile, welche die Fracht sichern sollten. Die Verschiebung der Fracht führte dazu, dass der Schwerpunkt außerhalb der zulässigen Grenzen geriet und das Flugzeug unkontrollierbar wurde. Die Maschine war auf dem Weg vom Flughafen Trinidad zum Flughafen Oruro. Alle 7 Insassen, drei Besatzungsmitglieder und 4 Passagiere, kamen ums Leben.[641]

- Am 2. Juli 1974 kam es an einer Curtiss C-46 Commando der Südkoreanischen Luftwaffe (Luftfahrzeugkennzeichen ROKAF unbekannt) in der Nähe von Kimae (Südkorea) zu Triebwerksproblemen. Die Maschine befand sich auf einem nächtlichen Trainingsflug und stürzte in einen Berg. Alle 6 Insassen kamen ums Leben.[642]

- Am 26. August 1974 stürzte eine Curtiss C-46 Commando der kambodschanischen Hang Meas Airlines (Luftfahrzeugkennzeichen unbekannt) kurz nach dem Start südlich der Startbahn in die Bucht von Kompong Som (Kambodscha). Das Flugzeug wurde zerstört. Das Schicksal der zehn Passagiere und zwei Besatzungsmitglieder ist nicht bekannt.[643]

- Am 26. August 1974 wurde eine Curtiss C-46F-1-CU der US-amerikanischen Tri-9 Corporation (N9760Z) auf dem Flughafen Phnom Penh (Kambodscha) am Boden bei einem Raketenangriff zerstört. Über Personenschäden ist nichts bekannt.[644]

- Am 8. September 1974 fiel an einer Curtiss C-46D-15-CU costa-ricanischen Transportes Aéreos de Integración (TAISA) (TI-1010C) ein Triebwerk aus und die Maschine schlug in eine Bergflanke nahe Port-au-Prince ein. Startflughafen war der Flughafen Port-au-Prince (Haiti) gewesen. Alle 4 Insassen, drei Besatzungsmitglieder und ein Passagier, kamen ums Leben.[645]

- Am 15. Oktober 1974 stürzte eine Curtiss C-46D-15-CU Royal Air Lao (XW-PBW) 120 Kilometer nordnordöstlich des Start- und Zielflughafens Vientiane (Laos) ab. Mit der Maschine sollte Ladung über einer unbekannten Abwurfzone in Laos abgeworfen werden. Alle 5 Besatzungsmitglieder, die einzigen Insassen auf dem Frachtflug, kamen ums Leben.[646]

- Am 25. Dezember 1974 verunglückte eine Curtiss C-46A-10-CU der laotischen Lane Xang Airlines (XW-PKJ), betrieben für die Cambodian International Airlines, bei Bannak (Kambodscha) in einem Wald. Beide Piloten, die einzigen Insassen auf dem inländischen Frachtflug zum Flughafen Phnom Penh, kamen ums Leben.[647]

- Am 27. März 1975 setzte eine Curtiss C-46A-45-CU des US-amerikanischen Fairbanks Air Service (N4860V) kurz vor der Landebahn am Flughafen Deadhorse (Alaska, USA) auf. Das rechte Hauptfahrwerk brach ab und es wurde ein Durchstarten eingeleitet. Das Triebwerk Nr. 2 reagierte nicht; der Propeller wurde in die Segelstellung gebracht und die Besatzung entschied sich für eine Bauchlandung. Das Flugzeug rutschte noch 460 Meter weit, bevor es auf der Landebahn zum Stillstand kam. Die Maschine wurde irreparabel beschädigt. Beide Piloten, die einzigen Insassen auf dem Frachtflug, überlebten den Unfall.[648]

- Am 24. April 1975 wurde eine Curtiss C-46D-10-CU der bolivianischen SAVCO (Servicios Aereos Virgen de Copacabana) (CP-1063) in 4350 Metern Höhe in den Berg Machu Sayari geflogen. Die Maschine befand sich im Sinkflug zum Flughafen Cochabamba (Bolivien). Das Flugzeug war auf einem Flug nach Sichtflugregeln, die Piloten flogen jedoch in Instrumentenflugbedingungen, also in Wolken. Durch diesen CFIT (Controlled flight into terrain) wurden alle 3 Besatzungsmitglieder getötet, die einzigen Insassen.[649]

- Am 6. Juni 1975 verunglückte eine Curtiss C-46F-1-CU der bolivianischen Trans Aéreos Illimani (TAI) (CP-941) beim Start vom Flugplatz San Borja (Bolivien), nachdem die Piloten die Kontrolle über das Flugzeug verloren hatten. Alle vier Insassen überlebten den Unfall. Das Flugzeug wurde zerstört.[650]

- Am 9. Juni 1975 ließen sich bei einer Curtiss C-46A-40-CU der bolivianischen Frigorifico Santa Rita (CP-855) im Anflug auf den Flughafen Riberalta (Bolivien) das linke Hauptfahrwerk und das Spornrad nicht ausfahren. Beim Versuch, das Fahrwerk manuell auszufahren, brach der entsprechende Hebel ab. Es kam zu einer Bauchlandung. Das Flugzeug wurde irreparabel beschädigt. Alle Insassen überlebten.[651]

- Am 8. August 1975 fielen an einer Curtiss C-46F-1-CU der US-amerikanischen Rich International Airways (N4873V) im Anflug auf den Flughafen Aguadilla-Borinquen (Puerto Rico, USA) beide Triebwerke wegen Benzinmangels aus. Es kam zu einer Notwasserung 800 Meter nordwestlich des Flughafens in 15 Meter tiefem Wasser. Das Flugzeug war in St. Petersburg nicht aufgetankt worden. Es hatte 4082 kg (9000 lb) Dynamit an Bord. Als Unfallursachen wurden unzureichende Flugvorbereitung, unsachgemäße Entscheidungen und Planungen während des Fluges sowie falsches Management des Treibstoffsystems festgestellt. Beide Piloten, die einzigen Insassen auf dem Frachtflug, überlebten den Unfall.[652]

- Am 30. August 1975 fiel an einer Curtiss C-46F-1-CU der bolivianischen Trans Aéreos Beni (CP-714) drei Minuten nach dem Start vom Flughafen Trinidad (Bolivien) das Triebwerk Nr. 2 (rechts) aus. Beim Versuch der Rückkehr kam es zu einer Notlandung kurz vor dem Flughafen. Das Flugzeug wurde zerstört. Alle drei Besatzungsmitglieder, die einzigen Insassen, überlebten den Unfall.[653]

- Am 19. Oktober 1975 verunglückte eine Curtiss C-46A-5-CU der bolivianischen Aerovias Las Minas (CP-992) in der Nähe von Trinidad (Bolivien). Nähere Einzelheiten sind derzeit nicht verfügbar. Das Flugzeug wurde irreparabel beschädigt. Alle 3 Besatzungsmitglieder, die einzigen Insassen auf dem Überführungsflug, kamen ums Leben.[654]

- Am 25. Februar 1976 brach an einer Curtiss C-46D-20-CU der Lineas Aereas de Nicaragua (LANICA) (AN-AOC) bei der Landung auf dem Flughafen Managua (Nicaragua) das rechte Hauptfahrwerk zusammen. Alle Insassen, Besatzungsmitglieder und Passagiere, überlebten den Unfall. Das Flugzeug wurde irreparabel beschädigt.[655]

- Am 17. März 1976 wurde eine Curtiss C-46A-35-CU der Lineas Aereas de Nicaragua (LANICA) (AN-BGU) auf dem Flughafen Puerto Cabezas (Nicaragua) irreparabel beschädigt. Nähere Einzelheiten sind derzeit nicht verfügbar. Alle Insassen überlebten den Unfall.[656]

- Am 16. September 1976 verschwand eine Curtiss C-46D-15-CU der kolumbianischen Aerosucre (HK-1282) auf dem Flug von Barranquilla zum Flughafen Aruba (Königreich der Niederlande) vor der Küste Arubas. Beide Piloten, die einzigen Insassen auf dem Frachtflug, blieben vermisst.[657]

- Im Februar 1977 (genaues Datum unbekannt) wurde eine Curtiss C-46D-15-CU der bolivianischen Servicios Aéreos Bolivianos - SAB (CP-540) bei der Landung auf dem Flugplatz Espiritu (Beni, Bolivien) irreparabel beschädigt. Über Personenschäden ist nichts bekannt.[658]

- Im Februar 1977 (genaues Datum unbekannt) wurde eine Curtiss C-46A-35-CU der bolivianischen Frigorifico Reyes (CP-1009) auf einem unbekannten Flugplatz in Bolivien irreparabel beschädigt. Die näheren Umstände sowie Angaben über Personenschäden sind nicht bekannt.[659]

- Am 8. Februar 1977 konnte an einer Curtiss C-46D-5-CU der dominikanischen Aerolineas Argo (HI-208) nach einem Triebwerksausfall der Propeller nicht in die Segelstellung gebracht werden. Das Flugzeug verlor an Geschwindigkeit und Höhe und musste notwassern, bevor es den Startflughafen Isla Grande (Puerto Rico, USA) wieder erreichen konnte. Beide Piloten, die einzigen Insassen auf dem Frachtflug, überlebten den Unfall.[660]

- Am 6. Mai 1977 überhitzte an einer Curtiss C-46F-1-CU der US-amerikanischen Inter Air (N355W) nach dem Start vom Flughafen Fort Lauderdale (Florida, USA) das Triebwerk Nr. 2 (rechts), was zu einem Leistungsverlust führte. Da der Propeller nicht in die Segelstellung gebracht werden konnte, musste das Flugzeug in 4 Meter Wassertiefe, 300 Meter vor der Küste notgewassert werden. Die Maschine war mit drei Enstrom-Hubschraubern auf dem Weg nach San Juan mit einem Zwischenstopp in Miami. Alle drei Besatzungsmitglieder, die einzigen Insassen auf dem Frachtflug, überlebten den Unfall. Das Flugzeug wurde zerstört.[661]

- Am 21. Juni 1977 wurde mit einer Curtiss C-46D-20-CU der kolumbianischen Aeronorte (HK-75) wegen eines Triebwerksbrandes von Motor Nr. 1 (links) beim Start vom Flughafen Bogotá-El Dorado (Kolumbien) eine Notlandung durchgeführt. Diese gelang, jedoch breitete sich das Feuer über die linke Tragfläche und Rumpfseite aus. Das Flugzeug wurde irreparabel beschädigt. Alle fünf Besatzungsmitglieder des Frachtfluges überlebten.[662]

- Am 24. August 1977 kam es an einer Curtiss C-46D-10-CU der US-amerikanischen Quarterwinds Aviation (N74689) zu Problemen mit dem Triebwerk Nr. 1 (links). Es begann mit Fehlzündungen, woraufhin das Triebwerk gedrosselt wurde und kurze Zeit später stehenblieb. Ein Abfall des Öldrucks zwang die Piloten, die Leistung des verbliebenen Triebwerks zu reduzieren. Das Flugzeug begann zu sinken und wurde querab von Goyave (Guadeloupe) vor der Küste notgewassert. Das Flugzeug war mit Orangen und Bananen vom Flughafen Dominica-Douglas-Charles zum Flughafen St. Croix-Henry Rohlsen (Amerikanische Jungferninseln) unterwegs. Alle vier Besatzungsmitglieder, die einzigen Insassen auf dem Frachtflug, überlebten den Unfall. Das Flugzeug wurde zerstört.[663]

- Am 29. September 1977 verlor eine Curtiss C-46 Super C der kanadischen North Coast Air Services (CF-CZH) aufgrund von Triebwerksproblemen an Höhe. Beim Versuch der Rückkehr wurde dann eine Notlandung in Bäumen 24 Kilometer südöstlich des Flughafens Thompson (Manitoba) (Kanada) durchgeführt, bei der das Flugzeug irreparabel beschädigt wurde. Beide Piloten, die einzigen Insassen auf dem Frachtflug, überlebten den Unfall.[664]

- Am 22. Juli 1978 fielen an einer Curtiss C-46A-60-CK der US-amerikanischen DR & M Incorporated (N157K) beide Triebwerke aus. Dies erzwang eine Notwasserung querab des Ausgangsflugplatzes Opa-Locka (Florida, USA). Alle drei Besatzungsmitglieder, die einzigen Insassen auf dem Trainingsflug, überlebten den Unfall.[665]

- Am 14. August 1978 wurde eine Curtiss C-46F-1-CU der kolumbianischen Aeropesca Colombia (HK-1350) bei Tota Boyaca (Kolumbien) in den Berg Paramo de Laura geflogen. Das Flugzeug war nach Sichtflugregeln und ohne funktionierende Funknavigationsgeräte auf dem Weg von Bogota nach Tame (Kolumbien) und weit vom Kurs abgekommen, als es bei schlechtem Wetter in einer Höhe von 3540 Metern gegen den Berg flog. Alle 18 Insassen, drei Besatzungsmitglieder und 15 Passagiere, wurden bei diesem CFIT (Controlled flight into terrain) getötet. Das Frachtflugzeug war nur für 6 Passagiere zugelassen, nicht für 15 (siehe auch Flugunfall der Aeropesca bei Tota).[666]

- Am 4. August 1979 wurde eine Curtiss C-46A-45-CU der US-amerikanischen Aircraft Line Maintenance (N8040Y) in einer Höhe von 5000 Metern gegen den dort 6570 Meter hohen Vulkan Tupungato (Chile) geflogen. Bei diesem CFIT (Controlled flight into terrain) wurden alle 5 Besatzungsmitglieder getötet, die einzigen Insassen auf dem Überführungsflug. Es handelte sich um die ehemalige LV-FSA der argentinischen Austral Líneas Aéreas, die gerade in die USA verkauft worden war. Das Wrack wurde erst 1981 bei der Suche nach einem vermissten Hubschrauber gefunden.[667]

- Am 31. August 1979 wurde eine Curtiss C-46A-5-CK des dominikanischen Canaan Amin (HI-197) auf dem Flughafen Las Américas (Dominikanische Republik) durch den Hurrikan David irreparabel beschädigt. Über Personenschäden ist nichts bekannt.[668]

- Am 12. September 1979 fiel an einer Curtiss C-46A-60-CK der US-amerikanischen Rich International Airways (N7768B) im Anflug auf den Flughafen South Caicos (Turks- und Caicosinseln) ein Triebwerk aus. Die Piloten schafften es nicht mehr ganz zum Ziel, sondern mussten 1,6 Kilometer westlich des Flughafens notwassern. Alle drei Insassen des Frachtflugs, die zwei Piloten und ein Passagier, überlebten den Unfall.[669]

- Am 28. September 1979 kam es mit einer Curtiss C-46A-45-CU der US-amerikanischen Miami Air Lease (N10624) querab von Andros (Bahamas) zu einer Notwasserung. Nähere Einzelheiten sind derzeit nicht verfügbar. Es gab keine Todesfälle.[670]

- Am 13. November 1979 mussten die Piloten einer Curtiss C-46F-1-CU der kanadischen Lambair 1(C-GYHT) zum Ausgangspunkt zurückkehren, dem Flughafen Churchill (Manitoba, Kanada), da sie durch einen Anstieg der Öltemperatur des Motors Nr. 1 und einen Abfall des Öldrucks dazu gezwungen waren. Im Sinkflug konnte das Flugzeug die Höhe nicht halten und musste etwa 400 Meter vor der Landebahn in unwegsamem Gelände notgelandet werden. Berichten zufolge war das Flugzeug überladen. Alle Insassen überlebten den Unfall. Das Flugzeug wurde irreparabel beschädigt.[671]

- Am 23. Dezember 1979 verunglückte eine Curtiss C-46D-15-CU der bolivianischen Frigorificos Movima (CP-777) im Anflug auf den Flughafen La Paz-El Alto (Bolivien). Der Unfall ereignete sich 15 Kilometer von La Paz entfernt. Es gab keine Todesfälle. Das Flugzeug wurde irreparabel beschädigt.[672]

## 1980er-Jahre
- Am 16. Mai 1980 kollidierte eine Curtiss C-46A der Lineas Aereas de Nicaragua (LANICA) (Luftfahrzeugkennzeichen YN-BVL) bei der Landung auf dem Flughafen Bonanza-San Pedro (Región Autónoma de la Costa Caribe Norte, Nicaragua) mit einem Erdwall und stürzte zu Boden. Die Maschine wurde zerstört; Personen kamen nicht zu Schaden.[673]

- Am 20. September 1980 stürzte eine dominikanische Curtiss C-46A-35-CU (HI-197) auf einem nächtlichen Drogen-Schmuggelflug querab der Guajira-Halbinsel (Kolumbien) ins Meer. Alle sechs Drogenschmuggler an Bord wurden gerettet. Das Flugzeug wurde zerstört.[674]

- Im Oktober 1980 (genaues Datum unbekannt) verunglückte eine Curtiss C-46D-5-CU der bolivianischen Transportes Aéreos Bolivar (CP-1267) kurz nach dem Start vom Flughafen La Paz-El Alto (Bolivien) und wurde irreparabel beschädigt. Es gab keine Todesfälle.[675]

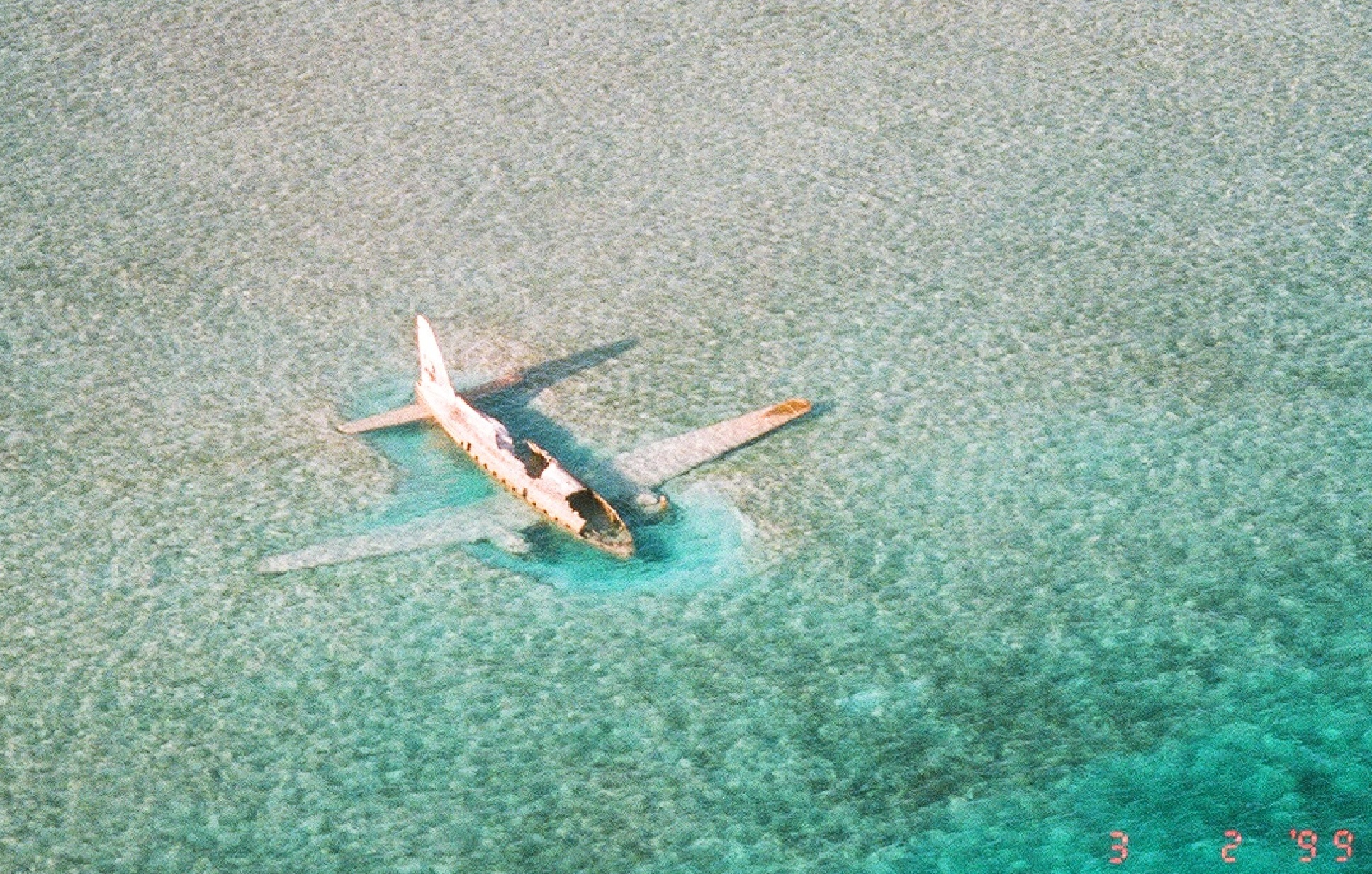
Die seit 1980 im Wasser neben dem Flugplatz Norman’s Cay (Bahamas) liegende Curtiss C-46 N355BY, im Februar 1999

- Am 15. November 1980 wurden mit einer Curtiss C-46A-45-CU, die mit US-amerikanischem Kennzeichen (N355BY) auf einen britischen Piloten zugelassen war, auf dem Flugplatz Norman’s Cay (Bahamas) Touch-and-Go-Übungen durchgeführt. Bei einer davon setzte der Pilot zu früh auf, das Flugzeug prallte gegen eine Erdböschung, die das linke Fahrwerk aus seiner Aufhängung riss. Die Propellerblätter des linken Triebwerks berührten die Landebahn. Das Flugzeug neigte sich nach links und gewann kaum an Höhe. Es kam von der Landebahn ab und landete in flachem Wasser. Das Wrack liegt dort immer noch 980 Meter östlich querab des Flugplatzes Norman’s Cay. Der Pilot und ein Passagier, die einzigen Insassen, überlebten den Unfall. Die gesamte Insel gehörte von 1977 bis 1982 dem kolumbianischen Drogenhändler Carlos Lehder Rivas, der den Flugplatz bauen ließ und (auch durch Bestechung bis in die allerhöchsten Kreise von Politikern der Bahamas) als Umschlagpunkt für rund ein Viertel der in die USA geschmuggelten Kokainmenge nutzte.[676]

- Am 10. Februar 1981 wurde eine Curtiss C-46D-5-CU der bolivianischen Transportes Aéreos Universal (CP-1588) bei Caravani (Bolivien) irreparabel beschädigt. Nähere Einzelheiten sind derzeit nicht verfügbar. Es gab keine Todesfälle.[677]

- Am 31. Juli 1981 fiel an einer Curtiss C-46D-10-CU der chilenischen Línea Aérea de Transporte Interior Sud Americano (LATISA) (CC-CAT) kurz nach dem Start vom Flugplatz Cochrane (Chile) das Triebwerk Nr. 2 (rechts) aus. Das Flugzeug schwenkte nach rechts und stürzte in die Flanke eines Hügels. Auf dem Frachtflug waren rund 6 Tonnen Last geladen. Alle 5 Insassen, die vier Besatzungsmitglieder und ein Passagier, wurden getötet.[678]

- Am 21. Oktober 1981 wurde eine Curtiss C-46A der kolumbianischen Aeropesca Colombia (HK-388) auf dem Flug von Medellín nach Barranquilla von zwei Männern und zwei Frauen entführt. Sie zwangen die Piloten, auf der Guajira-Halbinsel an der Grenze zwischen Venezuela und Kolumbien zu landen. Dort wurden rund fünf Tonnen Waffen geladen und wieder gestartet. Die Entführer zwangen die Besatzung, eine Notlandung im Fluss Río Orteguaza (Kolumbien) durchzuführen, sieben Kilometer östlich von Florencia. Dort wurden die Waffen entladen. Die dreiköpfige Besatzung wurde noch drei Wochen lang als Geiseln festgehalten. Das Flugzeug wurde irreparabel beschädigt.[679]

- Am 31. Oktober 1982 geriet an einer Curtiss C-46 Super C der kanadischen Ilford Riverton Airways (C-GIXZ) das rechte Hauptfahrwerk beim Rollen zum Vorfeld auf dem Flugplatz Shamattawa (Manitoba, Kanada) in den parallel zur Landebahn verlaufenden Graben und Durchlass. Dabei rissen die Hauptfahrwerksbefestigungen vom Holm ab. Das Flugzeug wurde irreparabel beschädigt. Beide Piloten, die einzigen Insassen auf dem Frachtflug, überlebten den Unfall.[680]

- Am 26. April 1983 wurde eine Curtiss C-46 Commando eines unbekannten mexikanischen Betreibers (XA-...) mit einer Ladung Marihuana auf einem illegalen Flug durch die kolumbianische Luftwaffe beschossen und in der Nähe von Ciénaga Grande (Magdalena, Kolumbien) zur Notlandung gezwungen. Die fünf oder sechs Insassen entkamen unverletzt.[681]

- Am 10. Juli 1983 rollte eine Curtiss C-46A-50-CU der US-amerikanischen Nenana Fuel Company (N92853) direkt nach dem Aufsetzen auf dem Tobin Creek Airstrip (Alaska, USA) über einen Frostaufwurf auf der Landebahnoberfläche und begann nach rechts zu drehen, bis die rechte Tragfläche einen Hügel neben der rechten Seite der Landebahn berührte. Das Flugzeug kam in einem Graben 110 Grad rechts von der Landebahn zum Stehen. Die Untersuchung des rechten Hauptfahrwerksreifens ergab eine große, zerklüftete Öffnung in der Seitenwand, die sich bis in den Laufflächenbereich des Reifens erstreckte. Diese Öffnung passte zu einer der Seiten eines Felsens, der in der Nähe der Frostaufbrüche gefunden wurde. Bei der Überprüfung der Wartungsbücher des Luftfahrzeugs wurde festgestellt, dass keinerlei Aufzeichnungen über die Einhaltung der Lufttüchtigkeitsanweisungen vorhanden waren. Beide Piloten, die einzigen Insassen auf dem Frachtflug, überlebten den Unfall.[682]

- Am 28. Oktober 1983 fiel an einer Curtiss C-46R der bolivianischen Transportes Aéreos Bolivar (CP-916) beim Reiseflug in 17.000 Fuß Höhe ein Triebwerk aus. Der Propeller konnte nicht in die Segelstellung gebracht werden. Obwohl die Passagiere Pakete der Ladung von 5000 Kilogramm Fleisch abwarfen, sank die Maschine weiter. Da auch dies nicht für eine Rückkehr ausreichte, wurde 9 Kilometer östlich des Flughafens La Paz-El Alto (Bolivien) in felsigem Gelände eine Notlandung durchgeführt. Dabei wurde das Flugzeug irreparabel beschädigt. Alle fünf Insassen, zwei Besatzungsmitglieder und drei Passagiere, überlebten den Unfall.[683]

- Am 10. November 1983 kam es an einer Curtiss C-46D-10-CU der bolivianischen Transportes Aéreos Skorpio (TAS) (CP-1077) zu einem Triebwerksausfall. Nahe dem Flugplatz San Borja (Bolivien) wurde neben einer Straße eine Notlandung durchgeführt. Dabei wurde das Flugzeug irreparabel beschädigt. Alle drei Besatzungsmitglieder, die einzigen Insassen, überlebten den Unfall.[684]

- Am 13. März 1984 musste eine privat betriebene, kolumbianische Curtiss C-46A-60-CK (HK-1322P) wegen Steuerungsproblemen zum Ausgangspunkt, dem Flughafen Barranquilla (Kolumbien), zurückkehren. Nach dem Aufsetzen rollte das Flugzeug 100 Meter weit, hob dann wieder ab und stieg auf 20 Meter, wo es zu einem Strömungsabriss und folgendem Absturz kam. Die Besatzung bestand aus vier ehemaligen Piloten der kolumbianischen Luftwaffe, die keinen Flugplan aufgegeben hatten. Im Wrack wurden etliche Schusswaffen gefunden, ebenso 50 Plastiktonnen, die bei der Produktion von Drogen benutzt wurden. Von den 6 Insassen wurden 4 getötet, 3 Besatzungsmitglieder und ein Passagier.[685]

- Am 6. Mai 1984 entstand an einer Curtiss C-46R der bolivianischen Transportes Aéreos San Martin (TASMA) (CP-974) nach dem Start vom Flugplatz San Borja (Bolivien) ein unkontrollierbarer Triebwerksbrand am Motor Nr. 1 (links). Bei der Rückkehr machte die Maschine nach der Landung am Ende der Landebahn 18 einen Ringelpiez. Dabei wurde das Flugzeug irreparabel beschädigt. Alle drei Besatzungsmitglieder, die einzigen Insassen, überlebten den Unfall.[686]

- Am 11. Oktober 1985 verunglückte eine Curtiss C-46D-10-CU der bolivianischen Servicio Aéreo Beni (SABENI) (CP-1593) in einem Berggebiet im Department Beni (Bolivien). Die Maschine war mit einer Ladung Fleisch auf dem Weg nach La Paz. Beide Piloten, die einzigen Insassen auf dem Frachtflug, wurden getötet.[687]

- Am 2. Februar 1987 wurde eine Curtiss C-46F-1-CU der bolivianischen Trans Aéreos San Miguel (TASMI) (CP-909) mit Triebwerksproblemen 56 Kilometer nordöstlich von San Ignacio de Moxos (Bolivien) in einem Sumpf notgelandet. Das Flugzeug wurde irreparabel beschädigt. Alle 5 Insassen, drei Besatzungsmitglieder und zwei Passagiere, überlebten den Unfall.[688]

- Am 26. April 1987 musste eine Curtiss C-46D-15-CU eines unbekannten philippinischen Betreibers (RP-C189) nach einem Triebwerksausfall aufgrund eines plötzlichen Verlust des Öldrucks in der Sibuyansee notgewassert werden, 27 Kilometer von der Insel Panay (Philippinen) entfernt. Aufgrund der schweren Ladung von 6,5 Tonnen Meeresfrüchten hatte man die Höhe nicht halten können. Beide Piloten, die einzigen Insassen auf dem Frachtflug, kamen ums Leben.[689]

- Am 18. Januar 1988 wurde eine Curtiss C-46A-55-CK der bolivianischen Empresa Transportes Aéreos (ETA) (CP-1244) 100 Kilometer nordöstlich des Startflughafens La Paz (Bolivien) bei widrigem Wetter gegen den Berg Cerro Colorado geflogen. Bei diesem CFIT (Controlled flight into terrain) wurden alle 9 Insassen getötet, drei Besatzungsmitglieder und 6 Passagiere.[690]

- Am 11. Oktober 1988 (das Datum ist nicht sicher) wurde mit einer Curtiss C-46F-1-CU der kanadischen Air Manitoba (C-GTPO) auf dem Flugplatz Pickle Lake (Ontario, Kanada) ein Startversuch bei starkem Seitenwind spät abgebrochen. Um zu verhindern, dass das Flugzeug in einen See am Ende der Startbahn rollte, steuerte der Kapitän nach links. Abseits der Startbahn landete das Flugzeug in einem Graben. Alle drei Besatzungsmitglieder, die einzigen Insassen auf dem Frachtflug, überlebten den Unfall. Das Flugzeug wurde irreparabel beschädigt.[691]

## 1990er-Jahre
- Am 14. Mai 1991 fiel an einer Curtiss C-46A-55-CK Commando der bolivianischen Transportes Aéreos El Dorado (Luftfahrzeugkennzeichen CP-1617) im Steigflug das Triebwerk Nr. 2 (rechts) aus. Es wurde eine Bauchlandung nahe dem Flughafen Beni (Bolivien) durchgeführt. Alle fünf Insassen, der einzige Pilot und vier Passagiere, überlebten den Unfall.[692]

- Am 29. September 1991 überdrehte an einer Curtiss C-46A-45-CU der CORAL Colombia (HK-3238) kurz nach dem Start vom Flughafen Villavicencio-La Vanguardia (Kolumbien) das Triebwerk Nr. 2 (rechts). Die Rückkehr zum Startflughafen gelang nicht mehr. Bei der Notlandung 1,5 Kilometer nordöstlich davon geriet das Flugzeug in einen Graben, zerbrach und fing Feuer. Von den 10 Insassen auf dem angeblichen „Frachtflug“ kam ein Passagier ums Leben, alle vier Besatzungsmitglieder und die restlichen 5 Passagiere überlebten.[693]

- Am 11. Oktober 1991 verunglückte eine Curtiss C-46D-20-CU der kolumbianischen Lineas Aéreas Nacionales (LANSA) (HK-750) auf einem illegalen Schmuggelflug bei der Landung auf einer Piste nahe Quiriguá (Guatemala). Die Maschine hatte 3 Tonnen Kokain als Fracht geladen. Sie war mit dem gefälschten Luftfahrzeugkennzeichen N500 versehen. Alle 6 Insassen, zwei Besatzungsmitglieder und 4 Passagiere, wurden getötet.[694]

- Am 11. Dezember 1991 wurde eine Curtiss C-46F der kolumbianischen Líneas Aéreas Suramericanas (HK-2716) während des Anflugs auf den Flughafen Bogotá-Eldorado in einen Hügel geflogen (CFIT, Controlled flight into terrain). Die Maschine kam auf einem Positionierungsflug vom Flughafen Medellin-Rionegro. Alle 8 Insassen (je 4 Besatzungsmitglieder und Passagiere) wurden getötet.[695]

- Am 2. März 1992 stürzte eine Curtiss C-46T der bolivianischen Frigorifico Santa Rita (CP-754) beim Startversuch von der Piste der Estancia El Trompillo (Bolivien) ab. Ziel der mit Fracht beladenen Maschine war der Flughafen La Paz-El Alto. Auf der nassen Startbahn erreichte das Flugzeug keine ausreichende Geschwindigkeit, überflog knapp einen Zaun, streifte dann mit der linken Tragfläche den Boden und stürzte ab. Alle 5 Insassen, drei Besatzungsmitglieder und 2 Passagiere kamen ums Leben.[696]

- Am 24. August 1992 wurde eine Curtiss C-46D-10-CU des US-amerikanischen International Flight Center (N625CL) auf dem Flugplatz Kendall-Tamiami (Florida, USA) durch den Hurrikan Andrew irreparabel beschädigt. Personen kamen nicht zu Schaden.[697]

- Am 24. August 1992 wurde eine Curtiss C-46F-1-CU der US-amerikanischen Mayo Aviation (N67977) auf dem Flugplatz Kendall-Tamiami (Florida, USA) durch den Hurrikan Andrew irreparabel beschädigt. Personen kamen nicht zu Schaden.[698]

- Am 19. September 1992 stürzte eine Curtiss C-46F-1-CU der kolumbianischen AVESCA (HK-3468) brennend ab, als versucht wurde, zum Startflughafen von Villavicencio (Kolumbien) zurückzukehren. Alle 11 Insassen des Frachtflugzeugs wurden getötet.[699]

- Am 31. August 1993 verunglückte eine Curtiss C-46F-1-CU der kolumbianischen Aerosol (HK-400) bei einer Notlandung auf dem Flugplatz La Colina (Kolumbien). Beide Piloten, die einzigen Insassen auf dem Frachtflug, überlebten den Unfall. Das Flugzeug wurde zerstört.[700]

- Am 13. September 1993 kam es an einer Curtiss C-46A-40-CU der bolivianischen Frigorifico Santa Rita (CP-1848) nach dem Start vom Flugplatz San Borja (Bolivien) zu Fehlzündungen und dann zu einem Brand des Triebwerks Nr. 1 (links). Löschversuche blieben erfolglos. Bei der erforderlichen Notlandung wurde das Flugzeug durch einen Brand zerstört. Alle drei Besatzungsmitglieder Insassen überlebten.[701]

- Am 30. Januar 1994 verunglückte eine Curtiss C-46A der kolumbianischen Transoceanica de Aviacion (HK-1856) bei der Landung auf dem Flughafen Puerto Inirida (Kolumbien). Die Räder versanken in der unbefestigten Landebahn, die nach vorherigem Regen aufgeweicht war. Es gab keine Todesfälle. Das Flugzeug wurde irreparabel beschädigt zerstört.[702]

- Am 23. April 1994 fiel an einer Curtiss C-46F der kanadischen Air Manitoba (C-GIXZ), betrieben für Relief Air Transport, nach dem Start vom Flughafen Lokichoggio (Kenia) das Triebwerk Nr. 1 (links) aus. Da die Höhe nicht gehalten werden konnte, wurde eine Bauchlandung durchgeführt. Die linke Tragfläche schlug während des Rutschens gegen Bäume. Beide Piloten, die einzigen Insassen auf dem Frachtflug, überlebten den Unfall. Das Flugzeug wurde irreparabel beschädigt.[703]

- Am 9. Mai 1995 wurde eine Curtiss C-46F-1-CU der kolumbianischen COINCO – Cooperativa Interregional de Colombia (HK-3079-G) beim Versuch eines Sichtanflugs auf den Flughafen Villavicencio (Kolumbien) 5,1 Kilometer nördlich davon in einen Hügel geflogen. Das Wetter war schlecht, mit starkem Regen und einer Sicht von 1000 Metern. Durch diesen CFIT (Controlled flight into terrain) wurden alle 9 Insassen getötet, die beiden Besatzungsmitglieder und 7 Passagiere.[704]

- Im Jahr 1997 (genaues Datum unbekannt) wurde eine Curtiss C-46F-1-CU der bolivianischen TAVIC (Transportes Aéreos Virgen del Carmen) (CP-1280) bei einer Notlandung im östlichen Teil Boliviens zerstört. Der vordere Rumpf brach ab, nachdem das Flugzeug mit Bäumen kollidiert war. Die Piloten hatten vorher die Orientierung verloren. Alle Insassen auf dem Frachtflug überlebten den Unfall.[705]

- Am 17. Februar 1997 wurde eine Curtiss C-46 mit dem gefälschten US-amerikanischen Kennzeichen "N1442V" auf einem Drogen-Schmuggelflug bei der Nachtlandung nahe Huetamo de Nuñez (Mexiko) durch Feuer zerstört. Alle Insassen überlebten den Unfall.[706]

- Am 22. September 1998 wurde eine Curtiss C-46D-15-CU der dominikanischen Aerolineas Mundo (AMSA) (HI-503CT) auf dem Flughafen Las Américas (Dominikanische Republik) während des Hurrikans Georges gegen die Lockheed L-1049 Super Constellation HI-548CT der ebenfalls dominikanischen Aerochago Airlines geblasen. Das Flugzeug wurde irreparabel beschädigt und Anfang 1999 verschrottet. Über Personenschäden liegen keine Informationen vor.[707]

- Am 17. Mai 1999 kam es an einer Curtiss C-46F-1-CU der bolivianischen CAMBA (Commercializadora Aérea Mixta Boliviana) (CP-1319) im Anflug auf die Landepiste der El Paraiso Ranch (Bolivien) zu Triebwerksproblemen. Das Triebwerk wurde abgestellt, aber es war dennoch unmöglich, die Höhe zu halten, weshalb die Piloten eine Notlandung in einem Sumpfgebiet in der Nähe der Landebahn durchführen mussten. Alle Insassen überlebten den Unfall.[708]

- Im Juli 1999 (genauer Tag unbekannt) wurde eine Curtiss C-46A-5-CU der bolivianischen Servicios Aéreos del Oriente - SAO (CP-746) irreparabel beschädigt. An einem nicht bekannten Ort in Bolivien war es zu einer Notlandung der auf einem Frachtflug befindlichen Maschine gekommen. Menschen kamen nicht zu Schaden.[709]

- Im August 1999 (genauer Tag unbekannt) entstand an einer Curtiss C-46D-10-CU der bolivianischen Servicios Aéreos del Oriente - SAO (CP-1655) ein Triebwerksbrand. Bei der Notlandung auf dem Flughafen La Paz-El Alto (Bolivien) wurde das Flugzeug irreparabel beschädigt. Alle drei Besatzungsmitglieder, die einzigen Insassen auf dem Frachtflug, überlebten die Notlandung.[710]

## 2000–2009
- Am 9. Juli 2000 verunglückte eine Curtiss C-46A-60-CS Commando, betrieben durch den kolumbianischen Geschäftsmann R.M. Marmolejo (Luftfahrzeugkennzeichen HK-851P), 3 Kilometer östlich des Flughafens Villavicencio-La Vanguardia (Kolumbien). Die Maschine sollte mit 17 Passagieren zum Flughafen Mitú fliegen. Laut Flugplan befanden sich angeblich nur 4 Passagiere an Bord des für maximal 13 Insassen zugelassenen Flugzeugs. Kurz nach dem Start entstand ein Triebwerksbrand am Motor Nr. 2 (rechts), der nicht gelöscht werden konnte, da beide dafür vorgesehenen Feuerlöscher leer waren. Der Kapitän versuchte, mit einer Rechtskurve (in Richtung des stehenden Triebwerks) zum Startflughafen zurückzukehren. Dabei verlor er die Kontrolle über das Flugzeug; es kam zum Absturz. Von den 19 Insassen wurden die beiden Piloten und 8 der 17 Passagiere getötet. Die Unfalluntersuchung ergab unter anderem, dass die Maschine nicht lufttüchtig war. Beide Piloten hatten keine Nachweise über ihre fliegerische Tätigkeit. Der Kapitän und Besitzer des Flugzeugs hatte kein gültiges Medizinisches Tauglichkeitszeugnis und hätte überhaupt nicht fliegen dürfen.[711]

- Am 4. Oktober 2000 kollidierte eine Curtiss C-46F der US-amerikanischen Everts Air Fuel (N1822M) beim Rollen nach der Landung auf dem Flugplatz Port Alsworth (Alaska, USA) mit einem Baum. Personen kamen nicht zu Schaden. Das Flugzeug wurde beschädigt, eventuell irreparabel.[712]

- Am 20. Dezember 2000 waren mit einer Curtiss C-46A der Everts Air (N1419Z) rund 7800 Liter Treibstoff zur Landepiste Nondalton (Alaska) geliefert worden. Auf dem Rückflug zum Flughafen Kenai wurde die Maschine in 800 Meter Höhe bei schlechtem Wetter in einen Berg geflogen. Bei diesem CFIT (Controlled flight into terrain) wurden die beiden Piloten getötet.[713]

- Am 29. Oktober 2002 brach an einer Curtiss C-46 der US-amerikanischen Tatonduk Outfitters (N54514) beim Zurückrollen nach der Landung auf dem Flughafen Fairbanks (Alaska, USA) das rechte Hauptfahrwerk langsam zusammen. Dabei wurde die rechte Tragfläche beschädigt. Das Flugzeug wurde möglicherweise irreparabel beschädigt. Alle drei Besatzungsmitglieder, die einzigen Insassen auf dem Testflug, überlebten den Unfall.[714]

## 2010–2019
- Am 21. April 2012 stürzte eine Curtiss C-46F-1-CU Commando der bolivianischen SkyTeam Cargo (Luftfahrzeugkennzeichen CP-1319) im Anflug auf den Flughafen Santa Cruz-Viru Viru (Bolivien) ab. Dort war die Maschine 6 Minuten vorher auch auf einem Frachtflug gestartet. Die Besatzung meldete unmittelbar danach ihre Rückkehr ohne Angabe von Gründen. Im Endanflug stieg das Flugzeug plötzlich fast senkrecht nach oben, stürzte ab, schlug etwa 200 Meter neben der Landebahn 16 auf und fing Feuer. Der Grund wurde nicht ermittelt. Alle 3 Besatzungsmitglieder kamen ums Leben; der einzige Passagier überlebte den Absturz. Dies war der letzte tödliche Unfall mit einer Curtiss C-46 Commando (Stand: Juli 2024).[715]

- Am 9. November 2012 brach an einer Curtiss C-46A-45-CU der kanadischen Buffalo Airways (C-GTXW) während des Rollens nach der Landung auf dem Flughafen Yellowknife (Nordwest-Territorien, Kanada) das linke Hauptfahrwerk zusammen. Alle drei Besatzungsmitglieder, die einzigen Insassen auf dem Flug, überlebten den Unfall.[716]

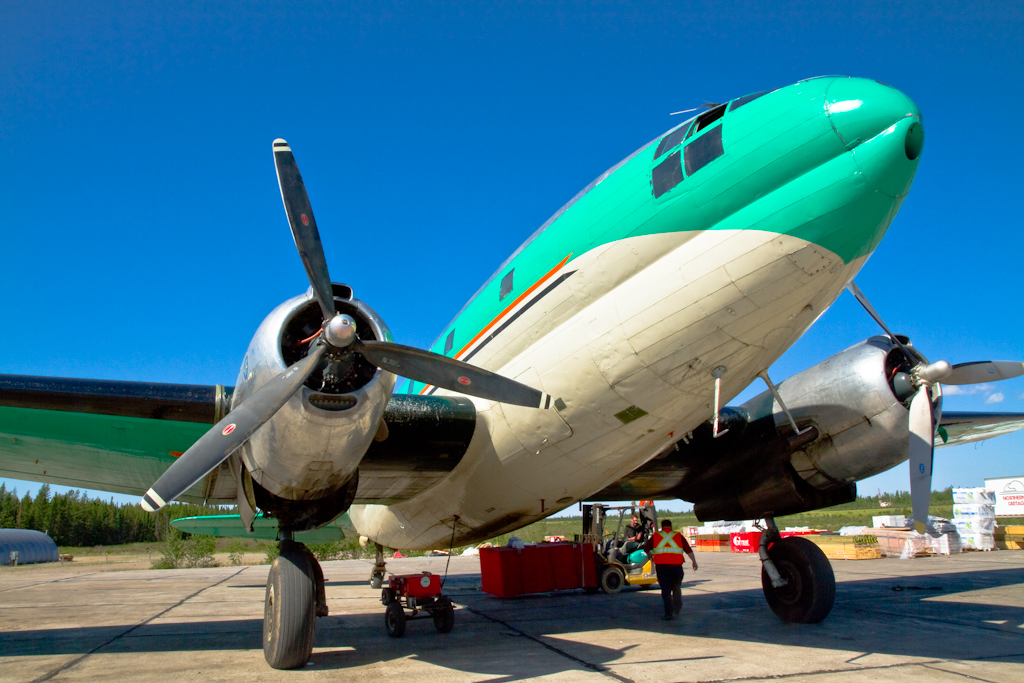
Die 2015 verunglückte Curtiss C-46 der Buffalo Airways im Jahr 2010

- Am 2. Juli 2013 brach an einer Curtiss C-46F der US-amerikanischen Everts Air Fuel (N1837M) nach der Landung auf dem Flughafen Fairbanks (Alaska, USA) das rechte Hauptfahrwerk zusammen. Ursache war ein Ermüdungsbruch. Beide Piloten, die einzigen Insassen auf dem Testflug, überlebten den Unfall. Das Flugzeug wurde beschädigt, eventuell irreparabel.[717]

- Am 25. September 2015 fiel an einer Curtiss C-46A-45-CU der kanadischen Buffalo Airways (C-GTXW) auf einem Linienflug vom Flughafen Yellowknife nach Norman Wells das Triebwerk Nr. 2 (rechts) aus und wurde abgestellt. Allerdings ließ sich dessen Propeller nicht in die Segelstellung bringen. Aufgrund des hohen Luftwiderstands ging die Maschine in den Sinkflug über. Die Piloten führten in sehr schlechtem Wetter eine beabsichtigte Bauchlandung auf dem Flugplatz von Déline (Nordwest-Territorien, Kanada) durch, bei der das Flugzeug zerstört wurde. Die vier Besatzungsmitglieder, die einzigen Insassen auf dem Frachtflug, überlebten den Unfall. Ursache war, dass die Ölabsaugpumpe des Motors ausgefallen war. Es war derzeit (Juli 2024) der letzte Totalschaden einer C-46.[718]